# Feyenoord in het seizoen 2021/22 (mannen)
Dit is een pagina over voetbalclub Feyenoord in het seizoen 2021/22.

## Selectie
Bijgewerkt tot en met 25 mei 2022.
| * = Aanvoerder \| = Blessure \| = Geschorst \| Leeftijden op 1 juli 2021 | * = Aanvoerder \| = Blessure \| = Geschorst \| Leeftijden op 1 juli 2021 | * = Aanvoerder \| = Blessure \| = Geschorst \| Leeftijden op 1 juli 2021 | * = Aanvoerder \| = Blessure \| = Geschorst \| Leeftijden op 1 juli 2021 | * = Aanvoerder \| = Blessure \| = Geschorst \| Leeftijden op 1 juli 2021 | * = Aanvoerder \| = Blessure \| = Geschorst \| Leeftijden op 1 juli 2021 | * = Aanvoerder \| = Blessure \| = Geschorst \| Leeftijden op 1 juli 2021 | * = Aanvoerder \| = Blessure \| = Geschorst \| Leeftijden op 1 juli 2021 | * = Aanvoerder \| = Blessure \| = Geschorst \| Leeftijden op 1 juli 2021 | * = Aanvoerder \| = Blessure \| = Geschorst \| Leeftijden op 1 juli 2021 | * = Aanvoerder \| = Blessure \| = Geschorst \| Leeftijden op 1 juli 2021 | * = Aanvoerder \| = Blessure \| = Geschorst \| Leeftijden op 1 juli 2021 | * = Aanvoerder \| = Blessure \| = Geschorst \| Leeftijden op 1 juli 2021 | * = Aanvoerder \| = Blessure \| = Geschorst \| Leeftijden op 1 juli 2021 | * = Aanvoerder \| = Blessure \| = Geschorst \| Leeftijden op 1 juli 2021 | * = Aanvoerder \| = Blessure \| = Geschorst \| Leeftijden op 1 juli 2021 | * = Aanvoerder \| = Blessure \| = Geschorst \| Leeftijden op 1 juli 2021 | * = Aanvoerder \| = Blessure \| = Geschorst \| Leeftijden op 1 juli 2021 | * = Aanvoerder \| = Blessure \| = Geschorst \| Leeftijden op 1 juli 2021                            |
| ------------------------------------------------------------------------ | ------------------------------------------------------------------------ | ------------------------------------------------------------------------ | ------------------------------------------------------------------------ | ------------------------------------------------------------------------ | ------------------------------------------------------------------------ | ------------------------------------------------------------------------ | ------------------------------------------------------------------------ | ------------------------------------------------------------------------ | ------------------------------------------------------------------------ | ------------------------------------------------------------------------ | ------------------------------------------------------------------------ | ------------------------------------------------------------------------ | ------------------------------------------------------------------------ | ------------------------------------------------------------------------ | ------------------------------------------------------------------------ | ------------------------------------------------------------------------ | ------------------------------------------------------------------------ | --------------------------------------------------------------------------------------------------- |
| Nr.                                                                      | nat                                                                      | lft *                                                                    | Naam                                                                     | Huidig seizoen                                                           | Huidig seizoen                                                           | Huidig seizoen                                                           | Huidig seizoen                                                           | Huidig seizoen                                                           | Huidig seizoen                                                           | Huidig seizoen                                                           | Huidig seizoen                                                           | Huidig seizoen                                                           | Huidig seizoen                                                           | Seizoen                                                                  | Vorige club                                                              | Debuut (Competitiedebuut)                                                | Debuutwedstrijd (Competitiedebuut wedstrijd)                             | Opmerkingen                                                                                         |
| Nr.                                                                      | nat                                                                      | lft *                                                                    | Naam                                                                     | Totaal bij Feyenoord                                                     |                                                                          |                                                                          |                                                                          |                                                                          |                                                                          |                                                                          |                                                                          |                                                                          |                                                                          | Seizoen                                                                  | Vorige club                                                              | Debuut (Competitiedebuut)                                                | Debuutwedstrijd (Competitiedebuut wedstrijd)                             | Opmerkingen                                                                                         |
| Nr.                                                                      | nat                                                                      | lft *                                                                    | Naam                                                                     | Competitie                                                               | Competitie                                                               | Beker                                                                    | Beker                                                                    | Europees                                                                 | Europees                                                                 | Overig                                                                   | Overig                                                                   | Totaal                                                                   | Totaal                                                                   | Seizoen                                                                  | Vorige club                                                              | Debuut (Competitiedebuut)                                                | Debuutwedstrijd (Competitiedebuut wedstrijd)                             | Opmerkingen                                                                                         |
| Nr.                                                                      | nat                                                                      | lft *                                                                    | Naam                                                                     | W                                                                        | Goal                                                                     | W                                                                        | Goal                                                                     | W                                                                        | Goal                                                                     | W                                                                        | Goal                                                                     | W                                                                        | Goal                                                                     | Seizoen                                                                  | Vorige club                                                              | Debuut (Competitiedebuut)                                                | Debuutwedstrijd (Competitiedebuut wedstrijd)                             | Opmerkingen                                                                                         |
|                                                                          |                                                                          |                                                                          | Keepers                                                                  |                                                                          |                                                                          |                                                                          |                                                                          |                                                                          |                                                                          |                                                                          |                                                                          |                                                                          |                                                                          |                                                                          |                                                                          |                                                                          |                                                                          | |
| 01                                                                       | Vlag van Nederland                                                       | 23                                                                       | Justin Bijlow                                                            | 22                                                                       | 0                                                                        | 1                                                                        | 0                                                                        | 12                                                                       | 0                                                                        | 0                                                                        | 0                                                                        | 35                                                                       | 0                                                                        | 7e                                                                       | Jong Feyenoord                                                           | 13 augustus 2017                                                         | Feyenoord - FC Twente, 2-1                                               | |
| 01                                                                       | Vlag van Nederland                                                       | 23                                                                       | Justin Bijlow                                                            | 62                                                                       | 0                                                                        | 4                                                                        | 0                                                                        | 16                                                                       | 0                                                                        | 3                                                                        | 0                                                                        | 87                                                                       | 0                                                                        | 7e                                                                       | Jong Feyenoord                                                           | 13 augustus 2017                                                         | Feyenoord - FC Twente, 2-1                                               | |
| 16                                                                       | Vlag van Roemenië                                                        | 25                                                                       | Valentin Cojocaru                                                        | 0                                                                        | 0                                                                        | 0                                                                        | 0                                                                        | 0                                                                        | 0                                                                        | 0                                                                        | 0                                                                        | 0                                                                        | 0                                                                        | 1e                                                                       | SK Dnipro-1                                                              | n.n.g.                                                                   |                                                                          | Werd op 18 maart 2022 gehuurd van SK Dnipro-1.                                                      |
| 16                                                                       | Vlag van Roemenië                                                        | 25                                                                       | Valentin Cojocaru                                                        | 0                                                                        | 0                                                                        | 0                                                                        | 0                                                                        | 0                                                                        | 0                                                                        | 0                                                                        | 0                                                                        | 0                                                                        | 0                                                                        | 1e                                                                       | SK Dnipro-1                                                              | n.n.g.                                                                   |                                                                          | Werd op 18 maart 2022 gehuurd van SK Dnipro-1.                                                      |
| 21                                                                       | Vlag van Israël                                                          | 31                                                                       | Ofir Marciano                                                            | 12                                                                       | 0                                                                        | 0                                                                        | 0                                                                        | 8                                                                        | 0                                                                        | 0                                                                        | 0                                                                        | 20                                                                       | 0                                                                        | 1e                                                                       | Hibernian FC                                                             | 19 augustus 2021 (n.n.g.)                                                | Feyenoord - IF Elfsborg, 5-0(FC Twente - Feyenoord, 0-0)                 | |
| 21                                                                       | Vlag van Israël                                                          | 31                                                                       | Ofir Marciano                                                            | 12                                                                       | 0                                                                        | 0                                                                        | 0                                                                        | 8                                                                        | 0                                                                        | 0                                                                        | 0                                                                        | 20                                                                       | 0                                                                        | 1e                                                                       | Hibernian FC                                                             | 19 augustus 2021 (n.n.g.)                                                | Feyenoord - IF Elfsborg, 5-0(FC Twente - Feyenoord, 0-0)                 | |
| 30                                                                       | Vlag van Nederland                                                       | 19                                                                       | Thijs Jansen                                                             | 0                                                                        | 0                                                                        | 0                                                                        | 0                                                                        | 0                                                                        | 0                                                                        | 0                                                                        | 0                                                                        | 0                                                                        | 0                                                                        | 2e                                                                       | Feyenoord –21                                                            | n.n.g.                                                                   |                                                                          | |
| 30                                                                       | Vlag van Nederland                                                       | 19                                                                       | Thijs Jansen                                                             | 0                                                                        | 0                                                                        | 0                                                                        | 0                                                                        | 0                                                                        | 0                                                                        | 0                                                                        | 0                                                                        | 0                                                                        | 0                                                                        | 2e                                                                       | Feyenoord –21                                                            | n.n.g.                                                                   |                                                                          | |
| 49                                                                       | Vlag van Nederland                                                       | 19                                                                       | Tein Troost                                                              | 0                                                                        | 0                                                                        | 0                                                                        | 0                                                                        | 0                                                                        | 0                                                                        | 0                                                                        | 0                                                                        | 0                                                                        | 0                                                                        | 2e                                                                       | Feyenoord –21                                                            | n.n.g.                                                                   |                                                                          | |
| 49                                                                       | Vlag van Nederland                                                       | 19                                                                       | Tein Troost                                                              | 0                                                                        | 0                                                                        | 0                                                                        | 0                                                                        | 0                                                                        | 0                                                                        | 0                                                                        | 0                                                                        | 0                                                                        | 0                                                                        | 2e                                                                       | Feyenoord –21                                                            | n.n.g.                                                                   |                                                                          | |
|                                                                          |                                                                          |                                                                          | Verdedigers                                                              |                                                                          |                                                                          |                                                                          |                                                                          |                                                                          |                                                                          |                                                                          |                                                                          |                                                                          |                                                                          |                                                                          |                                                                          |                                                                          |                                                                          | |
| 02                                                                       | Vlag van Noorwegen                                                       | 20                                                                       | Marcus Holmgren Pedersen                                                 | 30                                                                       | 0                                                                        | 1                                                                        | 0                                                                        | 16                                                                       | 0                                                                        | 0                                                                        | 0                                                                        | 47                                                                       | 0                                                                        | 1e                                                                       | Molde FK                                                                 | 22 juli 2021 (15 augustus 2021)                                          | FC Drita - Feyenoord, 0-0 (Willem II - Feyenoord, 0-4)                   | |
| 02                                                                       | Vlag van Noorwegen                                                       | 20                                                                       | Marcus Holmgren Pedersen                                                 | 30                                                                       | 0                                                                        | 1                                                                        | 0                                                                        | 16                                                                       | 0                                                                        | 0                                                                        | 0                                                                        | 47                                                                       | 0                                                                        | 1e                                                                       | Molde FK                                                                 | 22 juli 2021 (15 augustus 2021)                                          | FC Drita - Feyenoord, 0-0 (Willem II - Feyenoord, 0-4)                   | |
| 03                                                                       | Vlag van Nederland                                                       | 19                                                                       | Lutsharel Geertruida                                                     | 28                                                                       | 3                                                                        | 1                                                                        | 0                                                                        | 12                                                                       | 1                                                                        | 0                                                                        | 0                                                                        | 41                                                                       | 4                                                                        | 5e                                                                       | Jong Feyenoord                                                           | 25 oktober 2017 (23 december 2018)                                       | Feyenoord - AVV Swift, 4-1 (ADO Den Haag - Feyenoord, 2-2)               | |
| 03                                                                       | Vlag van Nederland                                                       | 19                                                                       | Lutsharel Geertruida                                                     | 77                                                                       | 8                                                                        | 8                                                                        | 2                                                                        | 24                                                                       | 3                                                                        | 0                                                                        | 0                                                                        | 110                                                                      | 9                                                                        | 5e                                                                       | Jong Feyenoord                                                           | 25 oktober 2017 (23 december 2018)                                       | Feyenoord - AVV Swift, 4-1 (ADO Den Haag - Feyenoord, 2-2)               | |
| 04                                                                       | Vlag van Argentinië                                                      | 24                                                                       | Marcos Senesi                                                            | 32                                                                       | 2                                                                        | 1                                                                        | 0                                                                        | 16                                                                       | 1                                                                        | 0                                                                        | 0                                                                        | 49                                                                       | 3                                                                        | 3e                                                                       | CA San Lorenzo de Almagro                                                | 22 september 2019                                                        | FC Emmen - Feyenoord, 3-3                                                | |
| 04                                                                       | Vlag van Argentinië                                                      | 24                                                                       | Marcos Senesi                                                            | 80                                                                       | 6                                                                        | 7                                                                        | 1                                                                        | 26                                                                       | 1                                                                        | 2                                                                        | 0                                                                        | 115                                                                      | 8                                                                        | 3e                                                                       | CA San Lorenzo de Almagro                                                | 22 september 2019                                                        | FC Emmen - Feyenoord, 3-3                                                | |
| 05                                                                       | /                                                                        | 28                                                                       | Ridgeciano Haps                                                          | 1                                                                        | 0                                                                        | 0                                                                        | 0                                                                        | 4                                                                        | 0                                                                        | 0                                                                        | 0                                                                        | 5                                                                        | 0                                                                        | 5e                                                                       | AZ                                                                       | 5 augustus 2017 (13 augustus 2017)                                       | Feyenoord - Vitesse, 1-1 (Feyenoord - FC Twente, 2-1)                    | Vertrok op 31 augustus 2021 naar Venezia FC.                                                        |
| 05                                                                       | /                                                                        | 28                                                                       | Ridgeciano Haps                                                          | 70                                                                       | 5                                                                        | 8                                                                        | 1                                                                        | 19                                                                       | 1                                                                        | 3                                                                        | 0                                                                        | 100                                                                      | 7                                                                        | 5e                                                                       | AZ                                                                       | 5 augustus 2017 (13 augustus 2017)                                       | Feyenoord - Vitesse, 1-1 (Feyenoord - FC Twente, 2-1)                    | Vertrok op 31 augustus 2021 naar Venezia FC.                                                        |
| 15 05                                                                    | Vlag van Nederland                                                       | 21                                                                       | Tyrell Malacia                                                           | 32                                                                       | 1                                                                        | 1                                                                        | 0                                                                        | 17                                                                       | 0                                                                        | 0                                                                        | 0                                                                        | 50                                                                       | 1                                                                        | 5e                                                                       | Jong Feyenoord                                                           | 6 december 2017 (13 december 2017)                                       | Feyenoord - Napoli, 2-1 (Feyenoord - sc Heerenveen, 1-1)                 | |
| 15 05                                                                    | Vlag van Nederland                                                       | 21                                                                       | Tyrell Malacia                                                           | 98                                                                       | 4                                                                        | 10                                                                       | 0                                                                        | 27                                                                       | 0                                                                        | 2                                                                        | 0                                                                        | 137                                                                      | 4                                                                        | 5e                                                                       | Jong Feyenoord                                                           | 6 december 2017 (13 december 2017)                                       | Feyenoord - Napoli, 2-1 (Feyenoord - sc Heerenveen, 1-1)                 | |
| 13                                                                       | Vlag van Nederland                                                       | 24                                                                       | Philippe Sandler                                                         | 2                                                                        | 0                                                                        | 0                                                                        | 0                                                                        | 0                                                                        | 0                                                                        | 0                                                                        | 0                                                                        | 2                                                                        | 0                                                                        | 1e                                                                       | Manchester City FC                                                       | 8 mei 2022                                                               | Feyenoord - PSV, 2-2                                                     | Werd op 31 januari 2022 gehuurd van Manchester City FC.                                             |
| 13                                                                       | Vlag van Nederland                                                       | 24                                                                       | Philippe Sandler                                                         | 2                                                                        | 0                                                                        | 0                                                                        | 0                                                                        | 0                                                                        | 0                                                                        | 0                                                                        | 0                                                                        | 2                                                                        | 0                                                                        | 1e                                                                       | Manchester City FC                                                       | 8 mei 2022                                                               | Feyenoord - PSV, 2-2                                                     | Werd op 31 januari 2022 gehuurd van Manchester City FC.                                             |
| 18                                                                       | Vlag van Oostenrijk                                                      | 29                                                                       | Gernot Trauner                                                           | 30                                                                       | 0                                                                        | 1                                                                        | 0                                                                        | 15                                                                       | 0                                                                        | 0                                                                        | 0                                                                        | 46                                                                       | 0                                                                        | 1e                                                                       | LASK                                                                     | 5 augustus 2021 (15 augustus 2021)                                       | FC Luzern - Feyenoord, 0-3 (Willem II - Feyenoord, 0-4)                  | Werd op 26 juli 2021 gekocht van LASK.                                                              |
| 18                                                                       | Vlag van Oostenrijk                                                      | 29                                                                       | Gernot Trauner                                                           | 30                                                                       | 0                                                                        | 1                                                                        | 0                                                                        | 15                                                                       | 0                                                                        | 0                                                                        | 0                                                                        | 46                                                                       | 0                                                                        | 1e                                                                       | LASK                                                                     | 5 augustus 2021 (15 augustus 2021)                                       | FC Luzern - Feyenoord, 0-3 (Willem II - Feyenoord, 0-4)                  | Werd op 26 juli 2021 gekocht van LASK.                                                              |
| 25                                                                       | Vlag van Nederland                                                       | 19                                                                       | Ramon Hendriks                                                           | 8                                                                        | 0                                                                        | 0                                                                        | 0                                                                        | 3                                                                        | 0                                                                        | 0                                                                        | 0                                                                        | 11                                                                       | 0                                                                        | 3e                                                                       | NAC Breda                                                                | 15 augustus 2021                                                         | Willem II - Feyenoord, 0-4                                               | |
| 25                                                                       | Vlag van Nederland                                                       | 19                                                                       | Ramon Hendriks                                                           | 8                                                                        | 0                                                                        | 0                                                                        | 0                                                                        | 3                                                                        | 0                                                                        | 0                                                                        | 0                                                                        | 11                                                                       | 0                                                                        | 3e                                                                       | NAC Breda                                                                | 15 augustus 2021                                                         | Willem II - Feyenoord, 0-4                                               | |
| 32                                                                       | Vlag van Nederland                                                       | 20                                                                       | Denzel Hall                                                              | 2                                                                        | 0                                                                        | 0                                                                        | 0                                                                        | 0                                                                        | 0                                                                        | 0                                                                        | 0                                                                        | 2                                                                        | 0                                                                        | 3e                                                                       | Jong Feyenoord                                                           | 23 januari 2022                                                          | N.E.C - Feyenoord, 1-4                                                   | |
| 32                                                                       | Vlag van Nederland                                                       | 20                                                                       | Denzel Hall                                                              | 2                                                                        | 0                                                                        | 0                                                                        | 0                                                                        | 0                                                                        | 0                                                                        | 0                                                                        | 0                                                                        | 2                                                                        | 0                                                                        | 3e                                                                       | Jong Feyenoord                                                           | 23 januari 2022                                                          | N.E.C - Feyenoord, 1-4                                                   | |
| 43                                                                       | Vlag van Nederland                                                       | 17                                                                       | Mimeirhel Benita                                                         | 0                                                                        | 0                                                                        | 0                                                                        | 0                                                                        | 3                                                                        | 0                                                                        | 0                                                                        | 0                                                                        | 3                                                                        | 0                                                                        | 1e                                                                       | Feyenoord –21                                                            | 26 augustus 2021 (n.n.g.)                                                | IF Elfsborg - Feyenoord, 3-1                                             | |
| 43                                                                       | Vlag van Nederland                                                       | 17                                                                       | Mimeirhel Benita                                                         | 0                                                                        | 0                                                                        | 0                                                                        | 0                                                                        | 3                                                                        | 0                                                                        | 0                                                                        | 0                                                                        | 3                                                                        | 0                                                                        | 1e                                                                       | Feyenoord –21                                                            | 26 augustus 2021 (n.n.g.)                                                | IF Elfsborg - Feyenoord, 3-1                                             | |
|                                                                          |                                                                          |                                                                          | Middenvelders                                                            |                                                                          |                                                                          |                                                                          |                                                                          |                                                                          |                                                                          |                                                                          |                                                                          |                                                                          |                                                                          |                                                                          |                                                                          |                                                                          |                                                                          | |
| 06                                                                       | Vlag van Nederland                                                       | 27                                                                       | Mark Diemers                                                             | 0                                                                        | 0                                                                        | 1                                                                        | 0                                                                        | 1                                                                        | 0                                                                        | 0                                                                        | 0                                                                        | 2                                                                        | 0                                                                        | 2e                                                                       | Fortuna Sittard                                                          | 12 september 2020                                                        | PEC Zwolle - Feyenoord, 0-2                                              | Werd op 4 januari 2022 verhuurd aan Hannover 96.                                                    |
| 06                                                                       | Vlag van Nederland                                                       | 27                                                                       | Mark Diemers                                                             | 29                                                                       | 3                                                                        | 3                                                                        | 0                                                                        | 7                                                                        | 0                                                                        | 1                                                                        | 0                                                                        | 40                                                                       | 3                                                                        | 2e                                                                       | Fortuna Sittard                                                          | 12 september 2020                                                        | PEC Zwolle - Feyenoord, 0-2                                              | Werd op 4 januari 2022 verhuurd aan Hannover 96.                                                    |
| 06                                                                       | Vlag van Nederland                                                       | 26                                                                       | Jorrit Hendrix                                                           | 9                                                                        | 1                                                                        | 0                                                                        | 0                                                                        | 5                                                                        | 0                                                                        | 0                                                                        | 0                                                                        | 14                                                                       | 1                                                                        | 1e                                                                       | Spartak Moskou                                                           | 6 februari 2022                                                          | Feyenoord - Sparta Rotterdam, 4-0                                        | Werd op 26 januari 2022 gehuurd van Spartak Moskou.                                                 |
| 06                                                                       | Vlag van Nederland                                                       | 26                                                                       | Jorrit Hendrix                                                           | 9                                                                        | 1                                                                        | 0                                                                        | 0                                                                        | 5                                                                        | 0                                                                        | 0                                                                        | 0                                                                        | 14                                                                       | 1                                                                        | 1e                                                                       | Spartak Moskou                                                           | 6 februari 2022                                                          | Feyenoord - Sparta Rotterdam, 4-0                                        | Werd op 26 januari 2022 gehuurd van Spartak Moskou.                                                 |
| 08                                                                       | Vlag van Nederland                                                       | 31                                                                       | Leroy Fer                                                                | 1                                                                        | 0                                                                        | 0                                                                        | 0                                                                        | 4                                                                        | 0                                                                        | 0                                                                        | 0                                                                        | 5                                                                        | 0                                                                        | 8e                                                                       | ( ) Swansea City                                                         | 2 december 2007                                                          | Feyenoord - Heracles Almelo, 6-0                                         | Vertrok op 24 augustus 2021 naar Alanyaspor.                                                        |
| 08                                                                       | Vlag van Nederland                                                       | 31                                                                       | Leroy Fer                                                                | 152                                                                      | 16                                                                       | 18                                                                       | 2                                                                        | 20                                                                       | 3                                                                        | 4                                                                        | 0                                                                        | 194                                                                      | 21                                                                       | 8e                                                                       | ( ) Swansea City                                                         | 2 december 2007                                                          | Feyenoord - Heracles Almelo, 6-0                                         | Vertrok op 24 augustus 2021 naar Alanyaspor.                                                        |
| 23 10                                                                    | /                                                                        | 20                                                                       | Orkun Kökçü                                                              | 32                                                                       | 7                                                                        | 1                                                                        | 0                                                                        | 18                                                                       | 2                                                                        | 0                                                                        | 0                                                                        | 51                                                                       | 9                                                                        | 4e                                                                       | Jong Feyenoord                                                           | 27 september 2018 (9 december 2018)                                      | VV Gemert - Feyenoord, 0-4 (FC Emmen - Feyenoord, 1-4)                   | |
| 23 10                                                                    | /                                                                        | 20                                                                       | Orkun Kökçü                                                              | 87                                                                       | 14                                                                       | 7                                                                        | 1                                                                        | 33                                                                       | 4                                                                        | 2                                                                        | 0                                                                        | 129                                                                      | 20                                                                       | 4e                                                                       | Jong Feyenoord                                                           | 27 september 2018 (9 december 2018)                                      | VV Gemert - Feyenoord, 0-4 (FC Emmen - Feyenoord, 1-4)                   | |
| 16                                                                       | /                                                                        | 22                                                                       | Francesco Antonucci                                                      | 0                                                                        | 0                                                                        | 0                                                                        | 0                                                                        | 1                                                                        | 0                                                                        | 0                                                                        | 0                                                                        | 1                                                                        | 0                                                                        | 2e                                                                       | FC Volendam                                                              | 22 juli 2021 (n.n.g.)                                                    | FC Drita - Feyenoord, 0-0                                                | Werd op 6 januari 2022 verhuurd aan FC Volendam.                                                    |
| 16                                                                       | /                                                                        | 22                                                                       | Francesco Antonucci                                                      | 0                                                                        | 0                                                                        | 0                                                                        | 0                                                                        | 1                                                                        | 0                                                                        | 0                                                                        | 0                                                                        | 1                                                                        | 0                                                                        | 2e                                                                       | FC Volendam                                                              | 22 juli 2021 (n.n.g.)                                                    | FC Drita - Feyenoord, 0-0                                                | Werd op 6 januari 2022 verhuurd aan FC Volendam.                                                    |
| 17                                                                       | Vlag van Noorwegen                                                       | 25                                                                       | Fredrik Aursnes                                                          | 33                                                                       | 1                                                                        | 1                                                                        | 0                                                                        | 14                                                                       | 0                                                                        | 0                                                                        | 0                                                                        | 48                                                                       | 1                                                                        | 1e                                                                       | Molde FK                                                                 | 15 augustus 2021                                                         | Willem II - Feyenoord, 0-4                                               | Werd op 10 augustus 2021 gekocht van Molde FK.                                                      |
| 17                                                                       | Vlag van Noorwegen                                                       | 25                                                                       | Fredrik Aursnes                                                          | 33                                                                       | 1                                                                        | 1                                                                        | 0                                                                        | 14                                                                       | 0                                                                        | 0                                                                        | 0                                                                        | 48                                                                       | 1                                                                        | 1e                                                                       | Molde FK                                                                 | 15 augustus 2021                                                         | Willem II - Feyenoord, 0-4                                               | Werd op 10 augustus 2021 gekocht van Molde FK.                                                      |
| 19                                                                       | Vlag van Verenigde Staten                                                | 19                                                                       | Cole Bassett                                                             | 7                                                                        | 0                                                                        | 0                                                                        | 0                                                                        | 0                                                                        | 0                                                                        | 0                                                                        | 0                                                                        | 7                                                                        | 0                                                                        | 1e                                                                       | Colorado Rapids                                                          | 20 februari 2022                                                         | Feyenoord - SC Cambuur, 3-1                                              | Werd op 21 januari 2022 gehuurd van Colorado Rapids.                                                |
| 19                                                                       | Vlag van Verenigde Staten                                                | 19                                                                       | Cole Bassett                                                             | 7                                                                        | 0                                                                        | 0                                                                        | 0                                                                        | 0                                                                        | 0                                                                        | 0                                                                        | 0                                                                        | 7                                                                        | 0                                                                        | 1e                                                                       | Colorado Rapids                                                          | 20 februari 2022                                                         | Feyenoord - SC Cambuur, 3-1                                              | Werd op 21 januari 2022 gehuurd van Colorado Rapids.                                                |
| 20                                                                       | Vlag van Portugal                                                        | 28                                                                       | João Carlos Teixeira                                                     | 1                                                                        | 0                                                                        | 0                                                                        | 0                                                                        | 1                                                                        | 0                                                                        | 0                                                                        | 0                                                                        | 2                                                                        | 0                                                                        | 2e                                                                       | Vitória Guimarães                                                        | 20 september 2020                                                        | Feyenoord - FC Twente, 1-1                                               | Contract werd op 31 januari 2022 ontbonden, waarop hij op 1 februari 2022 tekende bij FC Famalicão. |
| 20                                                                       | Vlag van Portugal                                                        | 28                                                                       | João Carlos Teixeira                                                     | 19                                                                       | 0                                                                        | 0                                                                        | 0                                                                        | 5                                                                        | 0                                                                        | 1                                                                        | 0                                                                        | 25                                                                       | 0                                                                        | 2e                                                                       | Vitória Guimarães                                                        | 20 september 2020                                                        | Feyenoord - FC Twente, 1-1                                               | Contract werd op 31 januari 2022 ontbonden, waarop hij op 1 februari 2022 tekende bij FC Famalicão. |
| 22                                                                       | /                                                                        | 21                                                                       | Achraf El Bouchataoui                                                    | 0                                                                        | 0                                                                        | 0                                                                        | 0                                                                        | 0                                                                        | 0                                                                        | 0                                                                        | 0                                                                        | 0                                                                        | 0                                                                        | 4e                                                                       | FC Dordrecht                                                             | 4 april 2021                                                             | Feyenoord - Fortuna Sittard, 2-0                                         | Werd op 12 augustus 2021 verhuurd aan RKC Waalwijk.                                                 |
| 22                                                                       | /                                                                        | 21                                                                       | Achraf El Bouchataoui                                                    | 3                                                                        | 0                                                                        | 0                                                                        | 0                                                                        | 0                                                                        | 0                                                                        | 2                                                                        | 0                                                                        | 5                                                                        | 0                                                                        | 4e                                                                       | FC Dordrecht                                                             | 4 april 2021                                                             | Feyenoord - Fortuna Sittard, 2-0                                         | Werd op 12 augustus 2021 verhuurd aan RKC Waalwijk.                                                 |
| 26                                                                       | Vlag van Nederland                                                       | 23                                                                       | Guus Til                                                                 | 32                                                                       | 16                                                                       | 1                                                                        | 0                                                                        | 16                                                                       | 6                                                                        | 0                                                                        | 0                                                                        | 49                                                                       | 22                                                                       | 1e                                                                       | Spartak Moskou                                                           | 22 juli 2021 (15 augustus 2021)                                          | FC Drita - Feyenoord, 0-0 (Willem II - Feyenoord, 0-4)                   | |
| 26                                                                       | Vlag van Nederland                                                       | 23                                                                       | Guus Til                                                                 | 32                                                                       | 16                                                                       | 1                                                                        | 0                                                                        | 16                                                                       | 6                                                                        | 0                                                                        | 0                                                                        | 49                                                                       | 22                                                                       | 1e                                                                       | Spartak Moskou                                                           | 22 juli 2021 (15 augustus 2021)                                          | FC Drita - Feyenoord, 0-0 (Willem II - Feyenoord, 0-4)                   | |
| 28                                                                       | Vlag van Nederland                                                       | 32                                                                       | Jens Toornstra                                                           | 31                                                                       | 3                                                                        | 1                                                                        | 0                                                                        | 16                                                                       | 2                                                                        | 0                                                                        | 0                                                                        | 48                                                                       | 5                                                                        | 8e                                                                       | FC Utrecht                                                               | 31 augustus 2014                                                         | FC Twente - Feyenoord, 0-0                                               | |
| 28                                                                       | Vlag van Nederland                                                       | 32                                                                       | Jens Toornstra                                                           | 231                                                                      | 55                                                                       | 23                                                                       | 2                                                                        | 49                                                                       | 7                                                                        | 7                                                                        | 1                                                                        | 310                                                                      | 65                                                                       | 8e                                                                       | FC Utrecht                                                               | 31 augustus 2014                                                         | FC Twente - Feyenoord, 0-0                                               | |
| 35                                                                       | Vlag van Nederland                                                       | 20                                                                       | Wouter Burger                                                            | 1                                                                        | 0                                                                        | 0                                                                        | 0                                                                        | 1                                                                        | 0                                                                        | 0                                                                        | 0                                                                        | 2                                                                        | 0                                                                        | 4e                                                                       | Sparta Rotterdam                                                         | 16 augustus 2018 (15 mei 2019)                                           | Feyenoord - AS Trenčín, 1-1 (Fortuna Sittard - Feyenoord, 1-4)           | Vertrok op 31 augustus 2021 naar FC Basel.                                                          |
| 35                                                                       | Vlag van Nederland                                                       | 20                                                                       | Wouter Burger                                                            | 9                                                                        | 0                                                                        | 1                                                                        | 0                                                                        | 6                                                                        | 1                                                                        | 0                                                                        | 0                                                                        | 16                                                                       | 1                                                                        | 4e                                                                       | Sparta Rotterdam                                                         | 16 augustus 2018 (15 mei 2019)                                           | Feyenoord - AS Trenčín, 1-1 (Fortuna Sittard - Feyenoord, 1-4)           | Vertrok op 31 augustus 2021 naar FC Basel.                                                          |
| 45                                                                       | Vlag van Nederland                                                       | 18                                                                       | Lennard Hartjes                                                          | 0                                                                        | 0                                                                        | 0                                                                        | 0                                                                        | 2                                                                        | 0                                                                        | 0                                                                        | 0                                                                        | 2                                                                        | 0                                                                        | 1e                                                                       | Feyenoord –21                                                            | 12 augustus 2021 (n.n.g.)                                                | Feyenoord - FC Luzern, 3-0                                               | |
| 45                                                                       | Vlag van Nederland                                                       | 18                                                                       | Lennard Hartjes                                                          | 0                                                                        | 0                                                                        | 0                                                                        | 0                                                                        | 2                                                                        | 0                                                                        | 0                                                                        | 0                                                                        | 2                                                                        | 0                                                                        | 1e                                                                       | Feyenoord –21                                                            | 12 augustus 2021 (n.n.g.)                                                | Feyenoord - FC Luzern, 3-0                                               | |
| 48                                                                       | Vlag van Nederland                                                       | 16                                                                       | Antoni Milambo                                                           | 0                                                                        | 0                                                                        | 0                                                                        | 0                                                                        | 2                                                                        | 0                                                                        | 0                                                                        | 0                                                                        | 2                                                                        | 0                                                                        | 1e                                                                       | Feyenoord –21                                                            | 12 augustus 2021 (n.n.g.)                                                | Feyenoord - FC Luzern, 3-0                                               | |
| 48                                                                       | Vlag van Nederland                                                       | 16                                                                       | Antoni Milambo                                                           | 0                                                                        | 0                                                                        | 0                                                                        | 0                                                                        | 2                                                                        | 0                                                                        | 0                                                                        | 0                                                                        | 2                                                                        | 0                                                                        | 1e                                                                       | Feyenoord –21                                                            | 12 augustus 2021 (n.n.g.)                                                | Feyenoord - FC Luzern, 3-0                                               | |
|                                                                          |                                                                          |                                                                          | Aanvallers                                                               |                                                                          |                                                                          |                                                                          |                                                                          |                                                                          |                                                                          |                                                                          |                                                                          |                                                                          |                                                                          |                                                                          |                                                                          |                                                                          |                                                                          | |
| 07                                                                       | Vlag van Colombia                                                        | 22                                                                       | Luis Sinisterra                                                          | 30                                                                       | 12                                                                       | 1                                                                        | 0                                                                        | 18                                                                       | 11                                                                       | 0                                                                        | 0                                                                        | 49                                                                       | 23                                                                       | 4e                                                                       | Once Caldas                                                              | 12 augustus 2018                                                         | De Graafschap - Feyenoord, 2-0                                           | |
| 07                                                                       | Vlag van Colombia                                                        | 22                                                                       | Luis Sinisterra                                                          | 76                                                                       | 20                                                                       | 8                                                                        | 1                                                                        | 27                                                                       | 13                                                                       | 2                                                                        | 1                                                                        | 113                                                                      | 35                                                                       | 4e                                                                       | Once Caldas                                                              | 12 augustus 2018                                                         | De Graafschap - Feyenoord, 2-0                                           | |
| 09                                                                       | Vlag van Iran                                                            | 27                                                                       | Alireza Jahanbakhsh                                                      | 27                                                                       | 4                                                                        | 1                                                                        | 0                                                                        | 13                                                                       | 4                                                                        | 0                                                                        | 0                                                                        | 41                                                                       | 8                                                                        | 1e                                                                       | Brighton & Hove Albion                                                   | 29 juli 2021 22 augustus 2021)                                           | Feyenoord - FC Drita, 3-2 (Feyenoord - Go Ahead Eagles, 2-0)             | |
| 09                                                                       | Vlag van Iran                                                            | 27                                                                       | Alireza Jahanbakhsh                                                      | 27                                                                       | 4                                                                        | 1                                                                        | 0                                                                        | 13                                                                       | 4                                                                        | 0                                                                        | 0                                                                        | 41                                                                       | 8                                                                        | 1e                                                                       | Brighton & Hove Albion                                                   | 29 juli 2021 22 augustus 2021)                                           | Feyenoord - FC Drita, 3-2 (Feyenoord - Go Ahead Eagles, 2-0)             | |
| 11                                                                       | Vlag van Nederland                                                       | 30                                                                       | Bryan Linssen                                                            | 34                                                                       | 13                                                                       | 1                                                                        | 0                                                                        | 18                                                                       | 4                                                                        | 0                                                                        | 0                                                                        | 53                                                                       | 17                                                                       | 2e                                                                       | Vitesse                                                                  | 12 september 2020                                                        | PEC Zwolle - Feyenoord, 0-2                                              | |
| 11                                                                       | Vlag van Nederland                                                       | 30                                                                       | Bryan Linssen                                                            | 63                                                                       | 21                                                                       | 3                                                                        | 2                                                                        | 25                                                                       | 4                                                                        | 1                                                                        | 1                                                                        | 91                                                                       | 28                                                                       | 2e                                                                       | Vitesse                                                                  | 12 september 2020                                                        | PEC Zwolle - Feyenoord, 0-2                                              | |
| 14                                                                       | /                                                                        | 21                                                                       | Reiss Nelson                                                             | 21                                                                       | 1                                                                        | 1                                                                        | 0                                                                        | 10                                                                       | 2                                                                        | 0                                                                        | 0                                                                        | 32                                                                       | 3                                                                        | 1e                                                                       | Arsenal FC                                                               | 16 oktober 2021                                                          | Feyenoord - RKC Waalwijk, 2-2                                            | Werd op 31 augustus 2021 gehuurd van Arsenal FC.                                                    |
| 14                                                                       | /                                                                        | 21                                                                       | Reiss Nelson                                                             | 21                                                                       | 1                                                                        | 1                                                                        | 0                                                                        | 10                                                                       | 2                                                                        | 0                                                                        | 0                                                                        | 32                                                                       | 3                                                                        | 1e                                                                       | Arsenal FC                                                               | 16 oktober 2021                                                          | Feyenoord - RKC Waalwijk, 2-2                                            | Werd op 31 augustus 2021 gehuurd van Arsenal FC.                                                    |
| 19                                                                       | Vlag van Slowakije                                                       | 21                                                                       | Róbert Boženík                                                           | 1                                                                        | 0                                                                        | 0                                                                        | 0                                                                        | 5                                                                        | 0                                                                        | 0                                                                        | 0                                                                        | 6                                                                        | 0                                                                        | 3e                                                                       | MŠK Žilina                                                               | 1 februari 2020                                                          | Feyenoord - FC Emmen, 3-0                                                | Werd op 30 augustus 2021 verhuurd aan Fortuna Düsseldorf.                                           |
| 19                                                                       | Vlag van Slowakije                                                       | 21                                                                       | Róbert Boženík                                                           | 21                                                                       | 3                                                                        | 1                                                                        | 1                                                                        | 5                                                                        | 0                                                                        | 1                                                                        | 0                                                                        | 28                                                                       | 4                                                                        | 3e                                                                       | MŠK Žilina                                                               | 1 februari 2020                                                          | Feyenoord - FC Emmen, 3-0                                                | Werd op 30 augustus 2021 verhuurd aan Fortuna Düsseldorf.                                           |
| 18 23                                                                    | Vlag van Senegal                                                         | 18                                                                       | Aliou Baldé                                                              | 1                                                                        | 0                                                                        | 0                                                                        | 0                                                                        | 0                                                                        | 0                                                                        | 0                                                                        | 0                                                                        | 1                                                                        | 0                                                                        | 2e                                                                       | Diambars FC de Saly                                                      | 20 maart 2021                                                            | Feyenoord - FC Emmen, 1-1                                                | Werd op 7 januari 2022 verhuurd aan KVRS Waasland - SK Beveren.                                     |
| 18 23                                                                    | Vlag van Senegal                                                         | 18                                                                       | Aliou Baldé                                                              | 4                                                                        | 0                                                                        | 0                                                                        | 0                                                                        | 0                                                                        | 0                                                                        | 0                                                                        | 0                                                                        | 4                                                                        | 0                                                                        | 2e                                                                       | Diambars FC de Saly                                                      | 20 maart 2021                                                            | Feyenoord - FC Emmen, 1-1                                                | Werd op 7 januari 2022 verhuurd aan KVRS Waasland - SK Beveren.                                     |
| 23                                                                       | Vlag van Zweden                                                          | 19                                                                       | Patrik Wålemark                                                          | 12                                                                       | 1                                                                        | 0                                                                        | 0                                                                        | 3                                                                        | 0                                                                        | 0                                                                        | 0                                                                        | 15                                                                       | 1                                                                        | 1e                                                                       | BK Häcken                                                                | 6 februari 2022                                                          | Feyenoord - Sparta Rotterdam, 4-0                                        | Werd op 17 januari 2022 overgenomen van BK Häcken.                                                  |
| 23                                                                       | Vlag van Zweden                                                          | 19                                                                       | Patrik Wålemark                                                          | 12                                                                       | 1                                                                        | 0                                                                        | 0                                                                        | 3                                                                        | 0                                                                        | 0                                                                        | 0                                                                        | 15                                                                       | 1                                                                        | 1e                                                                       | BK Häcken                                                                | 6 februari 2022                                                          | Feyenoord - Sparta Rotterdam, 4-0                                        | Werd op 17 januari 2022 overgenomen van BK Häcken.                                                  |
| 24                                                                       | /                                                                        | 19                                                                       | Naoufal Bannis                                                           | 2                                                                        | 1                                                                        | 1                                                                        | 0                                                                        | 3                                                                        | 0                                                                        | 0                                                                        | 0                                                                        | 6                                                                        | 1                                                                        | 3e                                                                       | FC Dordrecht                                                             | 4 augustus 2019                                                          | Feyenoord - Sparta Rotterdam, 2-2                                        | Werd op 12 januari 2022 verhuurd aan NAC Breda.                                                     |
| 24                                                                       | /                                                                        | 19                                                                       | Naoufal Bannis                                                           | 12                                                                       | 2                                                                        | 1                                                                        | 0                                                                        | 8                                                                        | 0                                                                        | 0                                                                        | 0                                                                        | 21                                                                       | 2                                                                        | 3e                                                                       | FC Dordrecht                                                             | 4 augustus 2019                                                          | Feyenoord - Sparta Rotterdam, 2-2                                        | Werd op 12 januari 2022 verhuurd aan NAC Breda.                                                     |
| 27                                                                       | /                                                                        | 21                                                                       | Christian Conteh                                                         | 0                                                                        | 0                                                                        | 0                                                                        | 0                                                                        | 0                                                                        | 0                                                                        | 0                                                                        | 0                                                                        | 0                                                                        | 0                                                                        | 2e                                                                       | FC St. Pauli                                                             | 25 oktober 2020                                                          | RKC Waalwijk - Feyenoord, 2-2                                            | Werd op 18 augustus 2021 verhuurd aan SV Sandhausen.                                                |
| 27                                                                       | /                                                                        | 21                                                                       | Christian Conteh                                                         | 2                                                                        | 0                                                                        | 0                                                                        | 0                                                                        | 0                                                                        | 0                                                                        | 0                                                                        | 0                                                                        | 2                                                                        | 0                                                                        | 2e                                                                       | FC St. Pauli                                                             | 25 oktober 2020                                                          | RKC Waalwijk - Feyenoord, 2-2                                            | Werd op 18 augustus 2021 verhuurd aan SV Sandhausen.                                                |
| 29                                                                       | /                                                                        | 19                                                                       | Marouan Azarkan                                                          | 0                                                                        | 0                                                                        | 0                                                                        | 0                                                                        | 0                                                                        | 0                                                                        | 0                                                                        | 0                                                                        | 0                                                                        | 0                                                                        | 3e                                                                       | NAC Breda                                                                | 15 september 2019                                                        | Feyenoord - ADO Den Haag, 3-2                                            | Werd op 9 augustus 2021 verhuurd aan Excelsior.                                                     |
| 29                                                                       | /                                                                        | 19                                                                       | Marouan Azarkan                                                          | 2                                                                        | 0                                                                        | 0                                                                        | 0                                                                        | 0                                                                        | 0                                                                        | 0                                                                        | 0                                                                        | 2                                                                        | 0                                                                        | 3e                                                                       | NAC Breda                                                                | 15 september 2019                                                        | Feyenoord - ADO Den Haag, 3-2                                            | Werd op 9 augustus 2021 verhuurd aan Excelsior.                                                     |
| 33                                                                       | /                                                                        | 26                                                                       | Cyriel Dessers                                                           | 27                                                                       | 9                                                                        | 1                                                                        | 1                                                                        | 13                                                                       | 10                                                                       | 0                                                                        | 0                                                                        | 41                                                                       | 20                                                                       | 1e                                                                       | KRC Genk                                                                 | 14 september 2021 (19 september 2021)                                    | Maccabi Haifa - Feyenoord, 0-0 (PSV - Feyenoord, 0-4)                    | Werd op 31 augustus 2021 gehuurd van KRC Genk.                                                      |
| 33                                                                       | /                                                                        | 26                                                                       | Cyriel Dessers                                                           | 27                                                                       | 9                                                                        | 1                                                                        | 1                                                                        | 13                                                                       | 10                                                                       | 0                                                                        | 0                                                                        | 41                                                                       | 20                                                                       | 1e                                                                       | KRC Genk                                                                 | 14 september 2021 (19 september 2021)                                    | Maccabi Haifa - Feyenoord, 0-0 (PSV - Feyenoord, 0-4)                    | Werd op 31 augustus 2021 gehuurd van KRC Genk.                                                      |
| 34                                                                       | Vlag van Nederland                                                       | 22                                                                       | Dylan Vente                                                              | 0                                                                        | 0                                                                        | 0                                                                        | 0                                                                        | 0                                                                        | 0                                                                        | 0                                                                        | 0                                                                        | 0                                                                        | 0                                                                        | 5e                                                                       | Roda JC Kerkrade                                                         | 13 september 2017 (17 september 2017)                                    | Feyenoord - Manchester City, 0-4 (PSV - Feyenoord, 1-0)                  | Vertrok op 4 augustus 2021 naar Roda JC Kerkrade.                                                   |
| 34                                                                       | Vlag van Nederland                                                       | 22                                                                       | Dylan Vente                                                              | 24                                                                       | 4                                                                        | 5                                                                        | 3                                                                        | 3                                                                        | 0                                                                        | 1                                                                        | 0                                                                        | 33                                                                       | 7                                                                        | 5e                                                                       | Roda JC Kerkrade                                                         | 13 september 2017 (17 september 2017)                                    | Feyenoord - Manchester City, 0-4 (PSV - Feyenoord, 1-0)                  | Vertrok op 4 augustus 2021 naar Roda JC Kerkrade.                                                   |
| 09 39                                                                    | Vlag van Denemarken                                                      | 30                                                                       | Nicolai Jørgensen                                                        | 0                                                                        | 0                                                                        | 0                                                                        | 0                                                                        | 0                                                                        | 0                                                                        | 0                                                                        | 0                                                                        | 0                                                                        | 0                                                                        | 6e                                                                       | FC Kopenhagen                                                            | 31 juli 2016 (7 augustus 2016)                                           | Feyenoord - PSV, 0-1 (FC Groningen - Feyenoord, 0-5)                     | Vertrok op 24 juli 2021 naar Kasımpaşa SK.                                                          |
| 09 39                                                                    | Vlag van Denemarken                                                      | 30                                                                       | Nicolai Jørgensen                                                        | 118                                                                      | 48                                                                       | 14                                                                       | 6                                                                        | 15                                                                       | 4                                                                        | 4                                                                        | 0                                                                        | 151                                                                      | 58                                                                       | 6e                                                                       | FC Kopenhagen                                                            | 31 juli 2016 (7 augustus 2016)                                           | Feyenoord - PSV, 0-1 (FC Groningen - Feyenoord, 0-5)                     | Vertrok op 24 juli 2021 naar Kasımpaşa SK.                                                          |
| 47                                                                       | Vlag van Togo                                                            | 17                                                                       | Dermane Karim                                                            | 1                                                                        | 0                                                                        | 0                                                                        | 0                                                                        | 0                                                                        | 0                                                                        | 0                                                                        | 0                                                                        | 1                                                                        | 0                                                                        | 1e                                                                       | Planète Foot                                                             | 11 mei 2022                                                              | Go Ahead Eagles - Feyenoord, 0-1                                         | |
| 47                                                                       | Vlag van Togo                                                            | 17                                                                       | Dermane Karim                                                            | 1                                                                        | 0                                                                        | 0                                                                        | 0                                                                        | 0                                                                        | 0                                                                        | 0                                                                        | 0                                                                        | 1                                                                        | 0                                                                        | 1e                                                                       | Planète Foot                                                             | 11 mei 2022                                                              | Go Ahead Eagles - Feyenoord, 0-1                                         | |

### Technische en medische staf
| Naam                | Nationaliteit           | Functie                     | Sinds | Vorige club        |
| ------------------- | ----------------------- | --------------------------- | ----- | ------------------ |
| Technische Staf     |                         |                             |       |                    |
| Arne Slot           | Nederland               | Hoofdtrainer                | 2021  | AZ                 |
| Marino Pusic        | Joegoslavië / Nederland | Assistent-trainer           | 2021  | AZ                 |
| Robin van Persie    | Nederland               | Assistent-trainer           | 2020  |                    |
| John de Wolf        | Nederland               | Assistent-trainer           | 2019  | SV Spakenburg      |
| Khalid Benlahsen    | Nederland               | Keeperstrainer              | 2016  |                    |
| Medische Staf       |                         |                             |       |                    |
| Stijn Vandenbroucke | België                  | Hoofd Medisch & Performance | 2019  | West Ham United    |
| Ruben Peeters       | België                  | Performance trainer         | 2021  | KRC Genk           |
| Leigh Egger         | Australië               | Performance trainer         | 2019  | Fijisch Rugby Team |
| Tim Jansen          | Nederland               | Revalidatietrainer          | 2021  |                    |
| Jasper van Kempen   | Nederland               | Fysio- en manueel therapeut | 2019  |                    |
| Stefan van Meenen   | Nederland               | Fysio- en manueel therapeut | 2016  |                    |
| Jolien Lewyllie     | Nederland               | Sportdiëtiste               | 2021  |                    |
| Joost van der Hoek  | Nederland               | Clubarts                    | 2021  | AZ                 |
| Duncan Meuffels     | Nederland               | Orthopedisch chirurg        |       |                    |
| Analyse Staf        |                         |                             |       |                    |
| Steven Bakker       | Nederland               | Performance data analist    | 2021  |                    |
| Dennis van der Ree  | Nederland               | Video analist               | 2021  | FC Twente          |
| Overige Staf        |                         |                             |       |                    |
| Frank Boer          | Nederland               | Teammanager                 | 2021  |                    |
| Jan Mastenbroek     | Nederland               | Spelersbegeleider           |       |                    |
| Samuel Sanches      | Nederland               | Persvoorlichter             |       |                    |
| Mitchell Groeneveld | Nederland               | Materiaalman                |       |                    |
| Jesse de Vente      | Nederland               | Materiaalman                |       |                    |

## Transfers

### Transfers in de zomer
Voor alle Eredivisietransfers, zie: Lijst van Eredivisie transfers zomer 2021/22
| Naam                     | Nationaliteit       | Positie | Oude club                                    | Bedrag       |
| ------------------------ | ------------------- | ------- | -------------------------------------------- | ------------ |
| Ofir Marciano            | Israël              | DM      | Hibernian FC                                 | Transfervrij |
| Ramon Hendriks           | Nederland           | VD      | NAC Breda, was verhuurd                      | -            |
| Marcus Holmgren Pedersen | Noorwegen           | VD      | Molde FK                                     | € 2.000.000  |
| Gernot Trauner           | Oostenrijk          | VD      | LASK                                         | € 1.000.000  |
| Francesco Antonucci      | België / Italië     | MV      | FC Volendam, was verhuurd                    | -            |
| Fredrik Aursnes          | Noorwegen           | MV      | Molde FK                                     | € 750.000    |
| Guus Til                 | Nederland           | MV      | Spartak Moskou, was verhuurd aan SC Freiburg | Gehuurd      |
| Naoufal Bannis           | Nederland / Marokko | AV      | FC Dordrecht, was verhuurd                   | -            |
| Cyriel Dessers           | Nigeria / België    | AV      | KRC Genk                                     | Gehuurd      |
| Alireza Jahanbakhsh      | Iran                | AV      | Brighton & Hove Albion                       | € 1.000.000  |
| Reiss Nelson             | Engeland / Zimbabwe | AV      | Arsenal FC                                   | Gehuurd      |

| Naam                  | Nationaliteit        | Positie | Nieuwe club                                       | Bedrag       |
| --------------------- | -------------------- | ------- | ------------------------------------------------- | ------------ |
| Ramón ten Hove        | Nederland            | DM      | Esbjerg fB                                        | Transfervrij |
| Nick Marsman          | Nederland            | DM      | Inter Miami                                       | Transfervrij |
| Sven van Beek         | Nederland            | VD      | sc Heerenveen, was verhuurd aan Willem II         | Transfervrij |
| Eric Botteghin        | Brazilië / Italië    | VD      | Ascoli Calcio 1898                                | Transfervrij |
| Ridgeciano Haps       | Suriname / Nederland | VD      | Venezia FC                                        | €500.000     |
| George Johnston       | Schotland            | VD      | Bolton Wanderers, was verhuurd aan Wigan Athletic | Transfervrij |
| Bart Nieuwkoop        | Nederland            | VD      | Union Sint-Gillis                                 | Transfervrij |
| Ian Smeulers          | Nederland            | VD      | Sandefjord Fotball, was verhuurd aan Willem II    | Transfervrij |
| Uroš Spajić           | Servië               | VD      | FK Krasnodar, was gehuurd                         | -            |
| Achraf El Bouchataoui | Nederland / Marokko  | MV      | RKC Waalwijk                                      | Verhuurd     |
| Wouter Burger         | Nederland            | MV      | FC Basel, was verhuurd aan Sparta Rotterdam       | €700.000     |
| Leroy Fer             | Nederland            | MV      | Alanyaspor                                        | Transfervrij |
| Liam Kelly            | Ierland / Engeland   | MV      | Rochdale AFC, was verhuurd aan Oxford United FC   | Transfervrij |
| Jordy Wehrmann        | Nederland            | MV      | FC Luzern, was al verhuurd                        |              |
| Marouan Azarkan       | Nederland / Marokko  | AV      | Excelsior, was verhuurd aan NAC Breda             | Verhuurd     |
| Steven Berghuis       | Nederland            | AV      | Ajax                                              | € 5.500.000  |
| Róbert Boženík        | Slowakije            | AV      | Fortuna Düsseldorf                                | Verhuurd     |
| Christian Conteh      | Duitsland / Ghana    | AV      | SV Sandhausen                                     | Verhuurd     |
| Nicolai Jørgensen     | Denemarken           | AV      | Kasımpaşa SK                                      | Transfervrij |
| Luciano Narsingh      | Nederland            | AV      | , was verhuurd aan FC Twente                      | Transfervrij |
| Lucas Pratto          | Argentinië           | AV      | , was gehuurd van River Plate                     | -            |
| Dylan Vente           | Nederland            | AV      | Roda JC Kerkrade, was al verhuurd                 | Transfervrij |

### Transfers in de winterstop
Voor alle Eredivisietransfers bekijk: Lijst van Eredivisie transfers winter 2021/22
| Naam             | Nationaliteit     | Positie | Oude club                   | Bedrag     |
| ---------------- | ----------------- | ------- | --------------------------- | ---------- |
| Cole Bassett     | Verenigde Staten  | MV      | Colorado Rapids             | Gehuurd    |
| Christian Conteh | Duitsland / Ghana | AV      | SV Sandhausen, was verhuurd | -          |
| Jorrit Hendrix   | Nederland         | MV      | Spartak Moskou              | Gehuurd    |
| Philippe Sandler | Nederland         | VD      | Manchester City FC          | Gehuurd    |
| Patrik Wålemark  | Zweden            | AV      | BK Häcken                   | €3.250.000 |

| Naam                 | Nationaliteit       | Positie | Nieuwe club                | Bedrag       |
| -------------------- | ------------------- | ------- | -------------------------- | ------------ |
| Francesco Antonucci  | België / Italië     | MV      | FC Volendam                | Verhuurd     |
| Aliou Baldé          | Senegal             | AV      | KVRS Waasland - SK Beveren | Verhuurd     |
| Naoufal Bannis       | Nederland / Marokko | AV      | NAC Breda                  | Verhuurd     |
| Christian Conteh     | Duitsland / Ghana   | AV      | FC Dordrecht               | Verhuurd     |
| Mark Diemers         | Nederland           | MV      | Hannover 96                | Verhuurd     |
| João Carlos Teixeira | Portugal            | MV      | FC Famalicão               | Transfervrij |

### Tussentijdse transfers
| Naam              | Nationaliteit | Positie | Oude club   | Bedrag  |
| ----------------- | ------------- | ------- | ----------- | ------- |
| Valentin Cojocaru | Roemenië      | DM      | SK Dnipro-1 | Gehuurd |

| Naam | Nationaliteit | Positie | Nieuwe club | Bedrag |
| ---- | ------------- | ------- | ----------- | ------ |

## Tenue
| Thuis | Uit * | Alternatief uit * | Full Support uit |  |

* Deze tenues kunnen ook in een andere combinatie gedragen worden.

## Wedstrijden

### Opmerkingen bij de wedstrijden
In alle Eredivisiewedstrijden en wedstrijden vanaf de kwartfinale van het toernooi om de TOTO KNVB Beker wordt er gebruikgemaakt van de video-assistent (VAR) en de assistent video-assistent (AVAR). Tevens mogen er tijdens officiële wedstrijden (Eredivisie, TOTO KNVB Beker en Europa Conference League) tijdelijk per wedstrijd vijf wissels doorgevoerd worden. Deze vijf wissels mogen tijdens de wedstrijd in drie wisselmomenten en in de rust worden ingezet. Dit is om te voorkomen dat het spel te vaak stilligt. Als er een verlenging plaatsvindt mag er voor een zesde keer gewisseld worden. Dit is een gevolg van de coronapandemie, welke invloed zal hebben op de wedstrijden. Bij de wedstrijd in de UEFA Europa Conference League worden er netten rond het veld geplaatst als publiek welkom is. Dit is bedoeld om ongeregeldheden te voorkomen. In de voorbereiding was in principe de 2de ring en de Willem van Hanegem-tribune gesloten. Dit werd veroorzaakt door het zomerterras in De Kuip en de afwezigheid van uitsupporters in de kwalificatiefase van de UEFA Europa Conference League. In principe was Leroy Fer de aanvoerder, maar door zijn vertrek werd dit de 2de aanvoerder Jens Toornstra, waardoor Justin Bijlow 2de aanvoerder werd en Marcos Senesi 3de aanvoerder. Als een speler tijdens een wedstrijd met twee gele kaarten uit het veld gestuurd wordt, volgt er een automatische schorsing voor de eerstvolgende wedstrijd in dezelfde competitie en/of hetzelfde toernooi. Bij een directe rode kaart volgt er een straf vanuit de betreffende voetbalbond. In Nederland wordt de speler automatisch uitgesloten van deelname aan de eerstvolgende wedstrijd, tenzij de speler de straf van de aanklager betaald voetbal en de tuchtcommissie niet accepteert. 

### Juni
| zaterdag 26 juni 2021 12:30 uur, Vriendschappelijk | Feyenoord                                   | 1-1 (0-0) | KAA Gent                       | Opstelling Feyenoord | Opstelling KAA Gent |
| Stadion: Sportcomplex Varkenoord, Rotterdam Toeschouwers: 0 * Scheidsrechter: Kamphuis | 11. Linssen 19' 24. Bannis 47', 62' 5. Haps |           | 55' 34. Tissoudali 13. De Sart | 1. Bijlow 46' ( 51. Remie), 32. Hall 31' ( 54. Owusu 46' ( 55. Skogen)), 8. Fer 46' ( 57. Valk 90' ( 54. Owusu)), 4. Senesi 46' ( 25. Hendriks), 15. Malacia 45+2' 46' ( 5. Haps ( 46')), 28. Toornstra 46' ( 22. El Bouchataoui), 35. Burger 46' ( 6. Diemers), 26. Til 46' ( 45. Hartjes), 16. Antonucci 46' ( 29. Azarkan), 11. Linssen 46' ( 24. Bannis), 7. Sinisterra 46' ( 34. Vente 77' ( 48. Milambo)) RESERVEBANK: 30. Jansen, 51. Remie, 5. Haps, 25. Hendriks, 54. Owusu, 55. Skogen, 57. Valk, 6. Diemers, 22. El Bouchataoui, 45. Hartjes, 48. Milambo, 24. Bannis, 29. Azarkan, 34. Vente |                     |
| Stadion: Sportcomplex Varkenoord, Rotterdam Toeschouwers: 0 * Scheidsrechter: Kamphuis |                                             |           |                                | 1. Bijlow 46' ( 51. Remie), 32. Hall 31' ( 54. Owusu 46' ( 55. Skogen)), 8. Fer 46' ( 57. Valk 90' ( 54. Owusu)), 4. Senesi 46' ( 25. Hendriks), 15. Malacia 45+2' 46' ( 5. Haps ( 46')), 28. Toornstra 46' ( 22. El Bouchataoui), 35. Burger 46' ( 6. Diemers), 26. Til 46' ( 45. Hartjes), 16. Antonucci 46' ( 29. Azarkan), 11. Linssen 46' ( 24. Bannis), 7. Sinisterra 46' ( 34. Vente 77' ( 48. Milambo)) RESERVEBANK: 30. Jansen, 51. Remie, 5. Haps, 25. Hendriks, 54. Owusu, 55. Skogen, 57. Valk, 6. Diemers, 22. El Bouchataoui, 45. Hartjes, 48. Milambo, 24. Bannis, 29. Azarkan, 34. Vente |                     |
| Stadion: Sportcomplex Varkenoord, Rotterdam Toeschouwers: 0 * Scheidsrechter: Kamphuis |                                             |           |                                | 1. Bijlow 46' ( 51. Remie), 32. Hall 31' ( 54. Owusu 46' ( 55. Skogen)), 8. Fer 46' ( 57. Valk 90' ( 54. Owusu)), 4. Senesi 46' ( 25. Hendriks), 15. Malacia 45+2' 46' ( 5. Haps ( 46')), 28. Toornstra 46' ( 22. El Bouchataoui), 35. Burger 46' ( 6. Diemers), 26. Til 46' ( 45. Hartjes), 16. Antonucci 46' ( 29. Azarkan), 11. Linssen 46' ( 24. Bannis), 7. Sinisterra 46' ( 34. Vente 77' ( 48. Milambo)) RESERVEBANK: 30. Jansen, 51. Remie, 5. Haps, 25. Hendriks, 54. Owusu, 55. Skogen, 57. Valk, 6. Diemers, 22. El Bouchataoui, 45. Hartjes, 48. Milambo, 24. Bannis, 29. Azarkan, 34. Vente |                     |
| Bijz.: * Besloten oefenduel. Afwezig: Pedersen, Geertruida , Wehrmann (contractonderhandelingen), Teixeira, Jørgensen (contractonderhandelingen), Baldé en Conteh Vakantie: Kökçü en Boženík Interlandverplichtingen: -elftal: Berghuis (EK 2020). |                                             |           |                                | |                     |

### Juli
| zaterdag 3 juli 2021 13:30 uur, Vriendschappelijk | Feyenoord                                                                                | 3-1 (3-1) | AEK Athene       | Opstelling Feyenoord | Opstelling AEK Athene |
| Stadion: Sportcomplex Varkenoord, Rotterdam Toeschouwers: ± 2.000 Scheidsrechter: Lindhout | 24. Bannis 6', 32' 7. Sinisterra 11. Linssen 29' 4. Senesi 7. Sinisterra 38' 11. Linssen |           | 14' 17. Tanković | 1. Bijlow 60' ( 30. Jansen), 2. Pedersen 46' ( 32. Hall), 8. Fer 60' ( 55. Skogen), 4. Senesi 60' ( 45. Hartjes), 15. Malacia 46' ( 35. Burger ( 60')), 6. Diemers 46' ( 22. El Bouchataoui), 28. Toornstra 60' ( 16. Antonucci), 26. Til 60' ( 48. Milambo), 11. Linssen 60' ( 27. Conteh), 24. Bannis 60' ( 29. Azarkan), 7. Sinisterra 60' ( 34. Vente) RESERVEBANK: 30. Jansen, 51. Remie, 32. Hall, 55. Skogen, 16. Antonucci, 22. El Bouchataoui, 35. Burger, 45. Hartjes, 48. Milambo, 27. Conteh, 29. Azarkan, 34. Vente |                       |
| Stadion: Sportcomplex Varkenoord, Rotterdam Toeschouwers: ± 2.000 Scheidsrechter: Lindhout |                                                                                          |           |                  | 1. Bijlow 60' ( 30. Jansen), 2. Pedersen 46' ( 32. Hall), 8. Fer 60' ( 55. Skogen), 4. Senesi 60' ( 45. Hartjes), 15. Malacia 46' ( 35. Burger ( 60')), 6. Diemers 46' ( 22. El Bouchataoui), 28. Toornstra 60' ( 16. Antonucci), 26. Til 60' ( 48. Milambo), 11. Linssen 60' ( 27. Conteh), 24. Bannis 60' ( 29. Azarkan), 7. Sinisterra 60' ( 34. Vente) RESERVEBANK: 30. Jansen, 51. Remie, 32. Hall, 55. Skogen, 16. Antonucci, 22. El Bouchataoui, 35. Burger, 45. Hartjes, 48. Milambo, 27. Conteh, 29. Azarkan, 34. Vente |                       |
| Stadion: Sportcomplex Varkenoord, Rotterdam Toeschouwers: ± 2.000 Scheidsrechter: Lindhout |                                                                                          |           |                  | 1. Bijlow 60' ( 30. Jansen), 2. Pedersen 46' ( 32. Hall), 8. Fer 60' ( 55. Skogen), 4. Senesi 60' ( 45. Hartjes), 15. Malacia 46' ( 35. Burger ( 60')), 6. Diemers 46' ( 22. El Bouchataoui), 28. Toornstra 60' ( 16. Antonucci), 26. Til 60' ( 48. Milambo), 11. Linssen 60' ( 27. Conteh), 24. Bannis 60' ( 29. Azarkan), 7. Sinisterra 60' ( 34. Vente) RESERVEBANK: 30. Jansen, 51. Remie, 32. Hall, 55. Skogen, 16. Antonucci, 22. El Bouchataoui, 35. Burger, 45. Hartjes, 48. Milambo, 27. Conteh, 29. Azarkan, 34. Vente |                       |
| Afwezig: Marciano, Geertruida , Hendriks, Teixeira, Jørgensen (contractonderhandelingen) en Baldé Vakantie: Kökçü, Berghuis en Boženík Interlandverplichtingen: -elftal: Haps (Gold Cup 2021). |                                                                                          |           |                  | |                       |

| woensdag 7 juli 2021 18:30 uur, Vriendschappelijk (Trainingskamp ) | FC Zürich                 | 0-1 (0-1) | Feyenoord                                         | Opstelling FC Zürich | Opstelling Feyenoord |
| Stadion: Sportzentrum Schwaz, Schwaz Toeschouwers: 0 * Scheidsrechter: Ouchan | 10. Marchesano 15' (pen.) |           | 3' 7. Sinisterra 23. Kökçü 80' (pen.) 19. Boženík |                      | 21. Marciano 15', 2. Pedersen 46' ( 32. Hall), 8. Fer ** 22. El Bouchataoui 46' ( 55. Skogen), 4. Senesi 46' ( 35. Burger ( 46')), 15. Malacia 21' 46' ( 25. Hendriks), 28. Toornstra 46' ( 6. Diemers), 23. Kökçü 46' ( 45. Hartjes), 16. Antonucci 46' ( 53. Naujoks), 11. Linssen 46' ( 27. Conteh 72' ( 20. Teixeira)), 24. Bannis 46' ( 19. Boženík), 7. Sinisterra 46' ( 48. Milambo) RESERVEBANK: 30. Jansen, 25. Hendriks, 32. Hall, 55. Skogen, 6. Diemers, 20. Teixeira, 35. Burger, 45. Hartjes, 48. Milambo, 53. Naujoks, 19. Boženík, 27. Conteh |
| Stadion: Sportzentrum Schwaz, Schwaz Toeschouwers: 0 * Scheidsrechter: Ouchan |                           |           |                                                   |                      | 21. Marciano 15', 2. Pedersen 46' ( 32. Hall), 8. Fer ** 22. El Bouchataoui 46' ( 55. Skogen), 4. Senesi 46' ( 35. Burger ( 46')), 15. Malacia 21' 46' ( 25. Hendriks), 28. Toornstra 46' ( 6. Diemers), 23. Kökçü 46' ( 45. Hartjes), 16. Antonucci 46' ( 53. Naujoks), 11. Linssen 46' ( 27. Conteh 72' ( 20. Teixeira)), 24. Bannis 46' ( 19. Boženík), 7. Sinisterra 46' ( 48. Milambo) RESERVEBANK: 30. Jansen, 25. Hendriks, 32. Hall, 55. Skogen, 6. Diemers, 20. Teixeira, 35. Burger, 45. Hartjes, 48. Milambo, 53. Naujoks, 19. Boženík, 27. Conteh |
| Stadion: Sportzentrum Schwaz, Schwaz Toeschouwers: 0 * Scheidsrechter: Ouchan |                           |           |                                                   |                      | 21. Marciano 15', 2. Pedersen 46' ( 32. Hall), 8. Fer ** 22. El Bouchataoui 46' ( 55. Skogen), 4. Senesi 46' ( 35. Burger ( 46')), 15. Malacia 21' 46' ( 25. Hendriks), 28. Toornstra 46' ( 6. Diemers), 23. Kökçü 46' ( 45. Hartjes), 16. Antonucci 46' ( 53. Naujoks), 11. Linssen 46' ( 27. Conteh 72' ( 20. Teixeira)), 24. Bannis 46' ( 19. Boženík), 7. Sinisterra 46' ( 48. Milambo) RESERVEBANK: 30. Jansen, 25. Hendriks, 32. Hall, 55. Skogen, 6. Diemers, 20. Teixeira, 35. Burger, 45. Hartjes, 48. Milambo, 53. Naujoks, 19. Boženík, 27. Conteh |
| Bijz.: * Besloten oefenduel. ** Door deze blessure in de warming-up, kon Leroy Fer niet in de basisopstelling starten en werd vervangen door Achraf El Bouchataoui. Afwezig: Bijlow, Geertruida , Fer , Til (privé-omstandigheden), Jørgensen (contractonderhandelingen), Baldé , Azarkan en Vente Vakantie: Berghuis Interlandverplichtingen: -elftal: Haps (Gold Cup 2021). |                           |           |                                                   |                      | |

| zaterdag 10 juli 2021 14:30 uur, Vriendschappelijk (Trainingskamp ) | BSC Young Boys                             | 2-0 (1-0) | Feyenoord | Opstelling BSC Young Boys | Opstelling Feyenoord |
| Stadion: Sportanlage Chrummen, Freienbach Toeschouwers: 0 * Scheidsrechter: Horisberger | 7. Spielmann 28' 21. Garcia 70' 32. Rieder |           |           |                           | 1. Bijlow ( 62'), 2. Pedersen 62' ( 32. Hall), 35. Burger 75' ( 34. Vente), 4. Senesi 62' ( 55. Skogen), 15. Malacia 62' ( 22. El Bouchataoui), 28. Toornstra 62' ( 25. Hendriks), 23. Kökçü 46' ( 6. Diemers), 26. Til 62' ( 24. Bannis), 7. Sinisterra 62' ( 45. Hartjes), 19. Boženík 46' ( 16. Antonucci), 11. Linssen 62' ( 27. Conteh) RESERVEBANK: 21. Marciano, 30. Jansen, 25. Hendriks, 32. Hall, 55. Skogen, 6. Diemers, 16. Antonucci, 20. Teixeira, 22. El Bouchataoui, 45. Hartjes, 48. Milambo, 53. Naujoks, 24. Bannis, 27. Conteh, 34. Vente |
| Stadion: Sportanlage Chrummen, Freienbach Toeschouwers: 0 * Scheidsrechter: Horisberger |                                            |           |           |                           | 1. Bijlow ( 62'), 2. Pedersen 62' ( 32. Hall), 35. Burger 75' ( 34. Vente), 4. Senesi 62' ( 55. Skogen), 15. Malacia 62' ( 22. El Bouchataoui), 28. Toornstra 62' ( 25. Hendriks), 23. Kökçü 46' ( 6. Diemers), 26. Til 62' ( 24. Bannis), 7. Sinisterra 62' ( 45. Hartjes), 19. Boženík 46' ( 16. Antonucci), 11. Linssen 62' ( 27. Conteh) RESERVEBANK: 21. Marciano, 30. Jansen, 25. Hendriks, 32. Hall, 55. Skogen, 6. Diemers, 16. Antonucci, 20. Teixeira, 22. El Bouchataoui, 45. Hartjes, 48. Milambo, 53. Naujoks, 24. Bannis, 27. Conteh, 34. Vente |
| Stadion: Sportanlage Chrummen, Freienbach Toeschouwers: 0 * Scheidsrechter: Horisberger |                                            |           |           |                           | 1. Bijlow ( 62'), 2. Pedersen 62' ( 32. Hall), 35. Burger 75' ( 34. Vente), 4. Senesi 62' ( 55. Skogen), 15. Malacia 62' ( 22. El Bouchataoui), 28. Toornstra 62' ( 25. Hendriks), 23. Kökçü 46' ( 6. Diemers), 26. Til 62' ( 24. Bannis), 7. Sinisterra 62' ( 45. Hartjes), 19. Boženík 46' ( 16. Antonucci), 11. Linssen 62' ( 27. Conteh) RESERVEBANK: 21. Marciano, 30. Jansen, 25. Hendriks, 32. Hall, 55. Skogen, 6. Diemers, 16. Antonucci, 20. Teixeira, 22. El Bouchataoui, 45. Hartjes, 48. Milambo, 53. Naujoks, 24. Bannis, 27. Conteh, 34. Vente |
| Bijz.: * Besloten oefenduel. Afwezig: Geertruida , Fer , Jørgensen (contractonderhandelingen), Baldé en Azarkan Vakantie: Berghuis Interlandverplichtingen: -elftal: Haps (Gold Cup 2021). |                                            |           |           |                           | |

| zaterdag 17 juli 2021 12:00 uur, Vriendschappelijk | Feyenoord                                                           | 3-3 (2-2) | Werder Bremen                                                                | Opstelling Feyenoord | Opstelling Werder Bremen |
| Stadion: Sportcomplex Varkenoord, Rotterdam Toeschouwers: 0 * Scheidsrechter: Ruperti | 24. Bannis 4', 8' (pen.), 8' 45. Hartjes 53. Naujoks 80' 6. Diemers |           | 14' 28. Gruev 22. Schmidt 21', 57' 24. J. Eggestein 11. Füllkrug; 15. Badjie | 21. Marciano, 32. Hall 62' ( 54. Owusu), 35. Burger 75' ( 55. Skogen), 22. El Bouchataoui, 25. Hendriks 75' ( 63. Candelaria), 6. Diemers ( 75'), 20. Teixeira 46' ( 34. Vente), 45. Hartjes 46' ( 70. Dermane), 27. Conteh 46' ( 43. Benita 70' 75' ( 42. Belarbi)), 24. Bannis 75' ( 59. Zahui), 48. Milambo 46' ( 53. Naujoks) RESERVEBANK: 51. Remie, 54. Owusu, 55. Skogen, 63. Candelaria, 53. Naujoks, 61. Zitman, 70. Dermane, 34. Vente, 42. Belarbi, 43. Benita, 59. Zahui |                          |
| Stadion: Sportcomplex Varkenoord, Rotterdam Toeschouwers: 0 * Scheidsrechter: Ruperti |                                                                     |           |                                                                              | 21. Marciano, 32. Hall 62' ( 54. Owusu), 35. Burger 75' ( 55. Skogen), 22. El Bouchataoui, 25. Hendriks 75' ( 63. Candelaria), 6. Diemers ( 75'), 20. Teixeira 46' ( 34. Vente), 45. Hartjes 46' ( 70. Dermane), 27. Conteh 46' ( 43. Benita 70' 75' ( 42. Belarbi)), 24. Bannis 75' ( 59. Zahui), 48. Milambo 46' ( 53. Naujoks) RESERVEBANK: 51. Remie, 54. Owusu, 55. Skogen, 63. Candelaria, 53. Naujoks, 61. Zitman, 70. Dermane, 34. Vente, 42. Belarbi, 43. Benita, 59. Zahui |                          |
| Stadion: Sportcomplex Varkenoord, Rotterdam Toeschouwers: 0 * Scheidsrechter: Ruperti |                                                                     |           |                                                                              | 21. Marciano, 32. Hall 62' ( 54. Owusu), 35. Burger 75' ( 55. Skogen), 22. El Bouchataoui, 25. Hendriks 75' ( 63. Candelaria), 6. Diemers ( 75'), 20. Teixeira 46' ( 34. Vente), 45. Hartjes 46' ( 70. Dermane), 27. Conteh 46' ( 43. Benita 70' 75' ( 42. Belarbi)), 24. Bannis 75' ( 59. Zahui), 48. Milambo 46' ( 53. Naujoks) RESERVEBANK: 51. Remie, 54. Owusu, 55. Skogen, 63. Candelaria, 53. Naujoks, 61. Zitman, 70. Dermane, 34. Vente, 42. Belarbi, 43. Benita, 59. Zahui |                          |
| Bijz.: * Besloten oefenduel. Afwezig: Geertruida , Alireza , Baldé , Azarkan , Jørgensen (contractonderhandelingen) en Berghuis (contractonderhandelingen) Interlandverplichtingen: -elftal: Haps (Gold Cup 2021). |                                                                     |           |                                                                              | |                          |

| zaterdag 17 juli 2021 16:00 uur, Vriendschappelijk * | Feyenoord                                       | 2-1 (1-1) | Werder Bremen                   | Opstelling Feyenoord | Opstelling Werder Bremen |
| Stadion: De Kuip, Rotterdam Toeschouwers: ± 3.000 Scheidsrechter: Higler Assistenten: J. van Zuilen Assistenten: R. van de Ven 4de official: Henshuijs | 28. Toornstra 7' 4. Senesi 10. Kökçü 60' (pen.) |           | 27' 19. Sargent 10. Bittencourt | 1. Bijlow, 2. Pedersen 72' ( 35. Burger), 8. Fer , 4. Senesi, 15. Malacia 89' ( 6. Diemers), 28. Toornstra 89' ( 20. Teixeira), 10. Kökçü 78' ( 45. Hartjes), 26. Til 82' ( 24. Bannis), 11. Linssen 55' 85' ( 34. Vente), 19. Boženík 78' ( 48. Milambo), 7. Sinisterra ** RESERVEBANK: 30. Jansen, 6. Diemers, 20. Teixeira, 35. Burger, 45. Hartjes, 48. Milambo, 24. Bannis, 34. Vente |                          |
| Stadion: De Kuip, Rotterdam Toeschouwers: ± 3.000 Scheidsrechter: Higler Assistenten: J. van Zuilen Assistenten: R. van de Ven 4de official: Henshuijs |                                                 |           |                                 | 1. Bijlow, 2. Pedersen 72' ( 35. Burger), 8. Fer , 4. Senesi, 15. Malacia 89' ( 6. Diemers), 28. Toornstra 89' ( 20. Teixeira), 10. Kökçü 78' ( 45. Hartjes), 26. Til 82' ( 24. Bannis), 11. Linssen 55' 85' ( 34. Vente), 19. Boženík 78' ( 48. Milambo), 7. Sinisterra ** RESERVEBANK: 30. Jansen, 6. Diemers, 20. Teixeira, 35. Burger, 45. Hartjes, 48. Milambo, 24. Bannis, 34. Vente |                          |
| Stadion: De Kuip, Rotterdam Toeschouwers: ± 3.000 Scheidsrechter: Higler Assistenten: J. van Zuilen Assistenten: R. van de Ven 4de official: Henshuijs |                                                 |           |                                 | 1. Bijlow, 2. Pedersen 72' ( 35. Burger), 8. Fer , 4. Senesi, 15. Malacia 89' ( 6. Diemers), 28. Toornstra 89' ( 20. Teixeira), 10. Kökçü 78' ( 45. Hartjes), 26. Til 82' ( 24. Bannis), 11. Linssen 55' 85' ( 34. Vente), 19. Boženík 78' ( 48. Milambo), 7. Sinisterra ** RESERVEBANK: 30. Jansen, 6. Diemers, 20. Teixeira, 35. Burger, 45. Hartjes, 48. Milambo, 24. Bannis, 34. Vente |                          |
| Bijz.: * Voor de wedstrijd werd er 1 minuut stilte in acht genomen om de slachtoffers en overledenen van de overstromingen in Europa te herdenken. ** Door deze enkelblessure in de 90+2e minuut, speelde Feyenoord de wedstrijd uit met 10 spelers. Afwezig: Geertruida , Alireza , Baldé , Azarkan , Jørgensen (contractonderhandelingen) en Berghuis (contractonderhandelingen) Interlandverplichtingen: -elftal: Haps (Gold Cup 2021). |                                                 |           |                                 | |                          |

| donderdag 22 juli 2021, 21:00 uur, Tweede kwalificatieronde UEFA Europa Conference League (niet kampioenen (Heenduel)) | FC Drita | 0-0 (0-0) | Feyenoord | Opstelling FC Drita | Opstelling Feyenoord |  |
| Stadion: Fadil Vokrristadion *, Pristina Toeschouwers: 2.400 Scheidsrechter: Munukka Assistenten: J. Honkanen Assistenten: T. J. Valjakka 4de official: Antamo |          |           |           | 1. Maloku, 5. Limani , 3. Jamal, 6. Cuculi, 18. Blakçori, 17. Ajzeraj 90' ( 22. Haxhimusa), 20. Vucaj, 27. Fazliu 86' ( 21. P. Islami), 10. Jashari, 8. Muja 90+5' ( 98. Kryeziu), 70. Simonovski | 1. Bijlow, 2. Pedersen, 8. Fer , 4. Senesi, 15. Malacia, 28. Toornstra, 10. Kökçü 29', 26. Til 81' ( 16. Antonucci), 11. Linssen, 24. Bannis 65' ( 19. Boženík), 7. Sinisterra RESERVEBANK: 21. Marciano, 30. Jansen, 25. Hendriks, 6. Diemers, 16. Antonucci, 35. Burger, 45. Hartjes, 48. Milambo, 19. Boženík, 27. Conteh |  |
| Stadion: Fadil Vokrristadion *, Pristina Toeschouwers: 2.400 Scheidsrechter: Munukka Assistenten: J. Honkanen Assistenten: T. J. Valjakka 4de official: Antamo |          |           |           | 1. Maloku, 5. Limani , 3. Jamal, 6. Cuculi, 18. Blakçori, 17. Ajzeraj 90' ( 22. Haxhimusa), 20. Vucaj, 27. Fazliu 86' ( 21. P. Islami), 10. Jashari, 8. Muja 90+5' ( 98. Kryeziu), 70. Simonovski | 1. Bijlow, 2. Pedersen, 8. Fer , 4. Senesi, 15. Malacia, 28. Toornstra, 10. Kökçü 29', 26. Til 81' ( 16. Antonucci), 11. Linssen, 24. Bannis 65' ( 19. Boženík), 7. Sinisterra RESERVEBANK: 21. Marciano, 30. Jansen, 25. Hendriks, 6. Diemers, 16. Antonucci, 35. Burger, 45. Hartjes, 48. Milambo, 19. Boženík, 27. Conteh |  |
| Stadion: Fadil Vokrristadion *, Pristina Toeschouwers: 2.400 Scheidsrechter: Munukka Assistenten: J. Honkanen Assistenten: T. J. Valjakka 4de official: Antamo |          |           |           | 1. Maloku, 5. Limani , 3. Jamal, 6. Cuculi, 18. Blakçori, 17. Ajzeraj 90' ( 22. Haxhimusa), 20. Vucaj, 27. Fazliu 86' ( 21. P. Islami), 10. Jashari, 8. Muja 90+5' ( 98. Kryeziu), 70. Simonovski | 1. Bijlow, 2. Pedersen, 8. Fer , 4. Senesi, 15. Malacia, 28. Toornstra, 10. Kökçü 29', 26. Til 81' ( 16. Antonucci), 11. Linssen, 24. Bannis 65' ( 19. Boženík), 7. Sinisterra RESERVEBANK: 21. Marciano, 30. Jansen, 25. Hendriks, 6. Diemers, 16. Antonucci, 35. Burger, 45. Hartjes, 48. Milambo, 19. Boženík, 27. Conteh |  |
| Bijz.: * Omdat het reguliere thuisstadion Gjilan City Stadion in Gjilan niet voldeed aan de eisen van de UEFA om Europese wedstrijden te spelen, werd deze wedstrijd in het Fadil Vokrristadion in Pristina gespeeld. Afwezig: Geertruida , Teixeira, El Bouchataoui (privé-omstandigheden), Alireza , Baldé , Azarkan , Vente (contractonderhandelingen) en Jørgensen (contractonderhandelingen) Vakantie: Haps. |          |           |           | | |  |

| zondag 25 juli 2021 14:30 uur, Vriendschappelijk * | Feyenoord             | 1-2 (1-1) | PAOK Saloniki                          | Opstelling Feyenoord | Opstelling PAOK Saloniki |
| Stadion: De Kuip, Rotterdam Toeschouwers: ± 5.000 Scheidsrechter: Kamphuis Assistenten: R. de Nas Assistenten: A. Boonman 4de official: Puts | 35. Burger 2' 26. Til |           | 14' (pen.) 11. Tzolis 52' 70. Koutsias | 1. Bijlow 46' ( 21. Marciano), 2. Pedersen 46' ( 25. Hendriks), 35. Burger ( 46'), 4. Senesi 33' 46' ( 22. El Bouchataoui), 15. Malacia 46' ( 48. Milambo), 28. Toornstra 46' ( 45. Hartjes), 10. Kökçü 46' ( 55. Skogen), 26. Til 46' ( 6. Diemers), 11. Linssen 46' ( 9. Alireza), 24. Bannis 46' ( 19. Boženík), 7. Sinisterra 46' ( 16. Antonucci) RESERVEBANK: 21. Marciano, 30. Jansen, 25. Hendriks, 55. Skogen, 6. Diemers, 16. Antonucci, 22. El Bouchataoui, 45. Hartjes, 48. Milambo, 9. Alireza, 19. Boženík, 27. Conteh |                          |
| Stadion: De Kuip, Rotterdam Toeschouwers: ± 5.000 Scheidsrechter: Kamphuis Assistenten: R. de Nas Assistenten: A. Boonman 4de official: Puts |                       |           |                                        | 1. Bijlow 46' ( 21. Marciano), 2. Pedersen 46' ( 25. Hendriks), 35. Burger ( 46'), 4. Senesi 33' 46' ( 22. El Bouchataoui), 15. Malacia 46' ( 48. Milambo), 28. Toornstra 46' ( 45. Hartjes), 10. Kökçü 46' ( 55. Skogen), 26. Til 46' ( 6. Diemers), 11. Linssen 46' ( 9. Alireza), 24. Bannis 46' ( 19. Boženík), 7. Sinisterra 46' ( 16. Antonucci) RESERVEBANK: 21. Marciano, 30. Jansen, 25. Hendriks, 55. Skogen, 6. Diemers, 16. Antonucci, 22. El Bouchataoui, 45. Hartjes, 48. Milambo, 9. Alireza, 19. Boženík, 27. Conteh |                          |
| Stadion: De Kuip, Rotterdam Toeschouwers: ± 5.000 Scheidsrechter: Kamphuis Assistenten: R. de Nas Assistenten: A. Boonman 4de official: Puts |                       |           |                                        | 1. Bijlow 46' ( 21. Marciano), 2. Pedersen 46' ( 25. Hendriks), 35. Burger ( 46'), 4. Senesi 33' 46' ( 22. El Bouchataoui), 15. Malacia 46' ( 48. Milambo), 28. Toornstra 46' ( 45. Hartjes), 10. Kökçü 46' ( 55. Skogen), 26. Til 46' ( 6. Diemers), 11. Linssen 46' ( 9. Alireza), 24. Bannis 46' ( 19. Boženík), 7. Sinisterra 46' ( 16. Antonucci) RESERVEBANK: 21. Marciano, 30. Jansen, 25. Hendriks, 55. Skogen, 6. Diemers, 16. Antonucci, 22. El Bouchataoui, 45. Hartjes, 48. Milambo, 9. Alireza, 19. Boženík, 27. Conteh |                          |
| Bijz.: * Oorspronkelijke was het de bedoeling om deze wedstrijd over 4× 30 minuten te laten spelen, maar uiteindelijk werd er toch besloten om het gewoon over 2× 45 minuten te doen. Afwezig: Geertruida , Fer (rust), Teixeira, Baldé , Azarkan en Vente (contractonderhandelingen) Vakantie: Haps. |                       |           |                                        | |                          |

| donderdag 29 juli 2021, 20:00 uur, Tweede kwalificatieronde UEFA Europa Conference League (niet kampioenen (Returnduel)) | Feyenoord *                                 | 3-2 (1-2) | FC Drita                                      | Opstelling Feyenoord * | Opstelling FC Drita |  |
| Stadion: De Kuip, Rotterdam Toeschouwers: 25.612 Scheidsrechter: Eskås Assistenten: K. T. Haglund Assistenten: Ø. Ytterland 4de official: Saggi | 26. Til 7', 68', 90' 11. Linssen; 4. Senesi |           | 12' 70. Simonovski 17. Ajzeraj 16' 27. Fazliu | 1. Bijlow, 2. Pedersen 83' ( 5. Haps), 8. Fer , 4. Senesi, 15. Malacia, 26. Til, 28. Toornstra 30', 10. Kökçü, 9. Alireza 50' 62' ( 19. Boženík), 11. Linssen, 7. Sinisterra 58' RESERVEBANK: 21. Marciano, 30. Jansen, 5. Haps, 25. Hendriks, 16. Antonucci, 35. Burger, 45. Hartjes, 48. Milambo, 19. Boženík, 24. Bannis, 27. Conteh | 1. Maloku 79', 5. Limani , 3. Jamal, 6. Cuculi, 18. Blakçori, 20. Vucaj 90+3' ( 16. Krasniqi), 10. Jashari, 8. Muja, 27. Fazliu 69' ( 23. D. Islami), 17. Ajzeraj 90+5' ( 11. Priestley), 70. Simonovski |  |
| Stadion: De Kuip, Rotterdam Toeschouwers: 25.612 Scheidsrechter: Eskås Assistenten: K. T. Haglund Assistenten: Ø. Ytterland 4de official: Saggi |                                             |           |                                               | 1. Bijlow, 2. Pedersen 83' ( 5. Haps), 8. Fer , 4. Senesi, 15. Malacia, 26. Til, 28. Toornstra 30', 10. Kökçü, 9. Alireza 50' 62' ( 19. Boženík), 11. Linssen, 7. Sinisterra 58' RESERVEBANK: 21. Marciano, 30. Jansen, 5. Haps, 25. Hendriks, 16. Antonucci, 35. Burger, 45. Hartjes, 48. Milambo, 19. Boženík, 24. Bannis, 27. Conteh | 1. Maloku 79', 5. Limani , 3. Jamal, 6. Cuculi, 18. Blakçori, 20. Vucaj 90+3' ( 16. Krasniqi), 10. Jashari, 8. Muja, 27. Fazliu 69' ( 23. D. Islami), 17. Ajzeraj 90+5' ( 11. Priestley), 70. Simonovski |  |
| Stadion: De Kuip, Rotterdam Toeschouwers: 25.612 Scheidsrechter: Eskås Assistenten: K. T. Haglund Assistenten: Ø. Ytterland 4de official: Saggi |                                             |           |                                               | 1. Bijlow, 2. Pedersen 83' ( 5. Haps), 8. Fer , 4. Senesi, 15. Malacia, 26. Til, 28. Toornstra 30', 10. Kökçü, 9. Alireza 50' 62' ( 19. Boženík), 11. Linssen, 7. Sinisterra 58' RESERVEBANK: 21. Marciano, 30. Jansen, 5. Haps, 25. Hendriks, 16. Antonucci, 35. Burger, 45. Hartjes, 48. Milambo, 19. Boženík, 24. Bannis, 27. Conteh | 1. Maloku 79', 5. Limani , 3. Jamal, 6. Cuculi, 18. Blakçori, 20. Vucaj 90+3' ( 16. Krasniqi), 10. Jashari, 8. Muja, 27. Fazliu 69' ( 23. D. Islami), 17. Ajzeraj 90+5' ( 11. Priestley), 70. Simonovski |  |
| Bijz.: * Geplaatst voor de derde kwalificatieronde (niet kampioenen), daarbij won het over twee wedstrijden met een totaalscore van 2 – 3. Afwezig: Geertruida , Trauner , Diemers , Teixeira, El Bouchataoui, Baldé , Azarkan en Vente (contractonderhandelingen). |                                             |           |                                               | | |  |

### Augustus
| zondag 1 augustus 2021 14:30 uur, Vriendschappelijk * | Feyenoord              | 1-1 (1-0 ((0-0(0-0))) | ADO Den Haag                    | Opstelling Feyenoord | Opstelling ADO Den Haag |
| Stadion: De Kuip, Rotterdam Toeschouwers: ± 7.500 Scheidsrechter: Van der Eijk Assistenten: F. Vandeursen Assistenten: M. Osseweijer 4de official: De Bruijn  | 19. Boženík 81' (pen.) |                       | 108' 17. Boussakou 7. J. Mulder | 21. Marciano 91' ( 30. Jansen), 2. Pedersen 31' ( 25. Hendriks), 18. Trauner 61' ( 55. Skogen 105' ( 60. Van der Zeeuw)), 4. Senesi 31' ( 35. Burger ( 31') 105' ( 43. Benita)), 15. Malacia 31' ( 5. Haps 105' ( 53. Naujoks)), 8. Fer 31' ( 48. Milambo 55' ( 16. Antonucci), 28. Toornstra 31' ( 22. El Bouchataoui 118'), 10. Kökçü 31' ( 45. Hartjes), 9. Alireza 47' ( 27. Conteh 74' ( 29. Azarkan)), 26. Til 31' ( 19. Boženík 91' ( 34. Vente)), 7. Sinisterra 31' ( 11. Linssen 61' ( 24. Bannis ( 105'))) RESERVEBANK: 30. Jansen, 5. Haps, 25. Hendriks, 55. Skogen, 60. Van der Zeeuw, 53. Naujoks, 16. Antonucci, 22. El Bouchataoui, 35. Burger, 45. Hartjes, 48. Milambo, 11. Linssen, 19. Boženík, 24. Bannis, 27. Conteh, 29. Azarkan, 34. Vente, 43. Benita |                         |
| Stadion: De Kuip, Rotterdam Toeschouwers: ± 7.500 Scheidsrechter: Van der Eijk Assistenten: F. Vandeursen Assistenten: M. Osseweijer 4de official: De Bruijn  |                        |                       |                                 | 21. Marciano 91' ( 30. Jansen), 2. Pedersen 31' ( 25. Hendriks), 18. Trauner 61' ( 55. Skogen 105' ( 60. Van der Zeeuw)), 4. Senesi 31' ( 35. Burger ( 31') 105' ( 43. Benita)), 15. Malacia 31' ( 5. Haps 105' ( 53. Naujoks)), 8. Fer 31' ( 48. Milambo 55' ( 16. Antonucci), 28. Toornstra 31' ( 22. El Bouchataoui 118'), 10. Kökçü 31' ( 45. Hartjes), 9. Alireza 47' ( 27. Conteh 74' ( 29. Azarkan)), 26. Til 31' ( 19. Boženík 91' ( 34. Vente)), 7. Sinisterra 31' ( 11. Linssen 61' ( 24. Bannis ( 105'))) RESERVEBANK: 30. Jansen, 5. Haps, 25. Hendriks, 55. Skogen, 60. Van der Zeeuw, 53. Naujoks, 16. Antonucci, 22. El Bouchataoui, 35. Burger, 45. Hartjes, 48. Milambo, 11. Linssen, 19. Boženík, 24. Bannis, 27. Conteh, 29. Azarkan, 34. Vente, 43. Benita |                         |
| Stadion: De Kuip, Rotterdam Toeschouwers: ± 7.500 Scheidsrechter: Van der Eijk Assistenten: F. Vandeursen Assistenten: M. Osseweijer 4de official: De Bruijn  |                        |                       |                                 | 21. Marciano 91' ( 30. Jansen), 2. Pedersen 31' ( 25. Hendriks), 18. Trauner 61' ( 55. Skogen 105' ( 60. Van der Zeeuw)), 4. Senesi 31' ( 35. Burger ( 31') 105' ( 43. Benita)), 15. Malacia 31' ( 5. Haps 105' ( 53. Naujoks)), 8. Fer 31' ( 48. Milambo 55' ( 16. Antonucci), 28. Toornstra 31' ( 22. El Bouchataoui 118'), 10. Kökçü 31' ( 45. Hartjes), 9. Alireza 47' ( 27. Conteh 74' ( 29. Azarkan)), 26. Til 31' ( 19. Boženík 91' ( 34. Vente)), 7. Sinisterra 31' ( 11. Linssen 61' ( 24. Bannis ( 105'))) RESERVEBANK: 30. Jansen, 5. Haps, 25. Hendriks, 55. Skogen, 60. Van der Zeeuw, 53. Naujoks, 16. Antonucci, 22. El Bouchataoui, 35. Burger, 45. Hartjes, 48. Milambo, 11. Linssen, 19. Boženík, 24. Bannis, 27. Conteh, 29. Azarkan, 34. Vente, 43. Benita |                         |
| Bijz.: * Deze wedstrijd werd over 4× 30 minuten gespeeld. Hierin werd voortdurend doorgewisseld. Afwezig: Bijlow , Geertruida , Diemers , Teixeira en Baldé . |                        |                       |                                 | |                         |

| zondag 8 augustus 2021 17:00 uur, Vriendschappelijk * | Feyenoord                                          | 2-1 (1-0) | Atlético Madrid | Opstelling Feyenoord | Opstelling Atlético Madrid |  |
| Stadion: De Kuip, Rotterdam Toeschouwers: ± 25.500 Scheidsrechter: Higler Assistenten: Honig Assistenten: C. Schaap 4de official: Hardeman                                                                                             | 11. Linssen 18' 4. Senesi 24. Bannis 90+3' 5. Haps |           | 83' 10. Correa  | 1. Bijlow 46' ( 21. Marciano), 2. Pedersen 60' ( 25. Hendriks), 18. Trauner 45+2' 46' ( 8. Fer ( 46')), 4. Senesi 60' ( 35. Burger), 15. Malacia 60' ( 20. Teixeira), 28. Toornstra 60' ( 48. Milambo), 10. Kökçü 60' ( 24. Bannis), 26. Til 60' ( 45. Hartjes), 9. Alireza 46' ( 19. Boženík), 11. Linssen 60' ( 16. Antonucci), 7. Sinisterra 46' ( 5. Haps) RESERVEBANK: 21. Marciano, 30. Jansen, 5. Haps, 25. Hendriks, 55. Skogen, 8. Fer, 16. Antonucci, 20. Teixeira, 22. El Bouchataoui, 35. Burger, 45. Hartjes, 48. Milambo, 19. Boženík, 24. Bannis, 43. Benita | 13. Oblak ( 46'), 21. Carrasco 41', 18. Nehuén 46' ( Serrano), 2. Giménez 63' ( Sanchez), 22. Hermoso, 8. Saúl 79' ( 19. Camello), 5. De Paul 58' ( 12. Arias), 6. Koke 46' ( 16. Herrera), 11. Lemar 46' ( 4. Kondogbia), 7. Giuliano 58' ( 10. Correa), 14. Llorente 46' ( 24. Vrsaljko 86') |  |
| Stadion: De Kuip, Rotterdam Toeschouwers: ± 25.500 Scheidsrechter: Higler Assistenten: Honig Assistenten: C. Schaap 4de official: Hardeman                                                                                             |                                                    |           |                 | 1. Bijlow 46' ( 21. Marciano), 2. Pedersen 60' ( 25. Hendriks), 18. Trauner 45+2' 46' ( 8. Fer ( 46')), 4. Senesi 60' ( 35. Burger), 15. Malacia 60' ( 20. Teixeira), 28. Toornstra 60' ( 48. Milambo), 10. Kökçü 60' ( 24. Bannis), 26. Til 60' ( 45. Hartjes), 9. Alireza 46' ( 19. Boženík), 11. Linssen 60' ( 16. Antonucci), 7. Sinisterra 46' ( 5. Haps) RESERVEBANK: 21. Marciano, 30. Jansen, 5. Haps, 25. Hendriks, 55. Skogen, 8. Fer, 16. Antonucci, 20. Teixeira, 22. El Bouchataoui, 35. Burger, 45. Hartjes, 48. Milambo, 19. Boženík, 24. Bannis, 43. Benita | 13. Oblak ( 46'), 21. Carrasco 41', 18. Nehuén 46' ( Serrano), 2. Giménez 63' ( Sanchez), 22. Hermoso, 8. Saúl 79' ( 19. Camello), 5. De Paul 58' ( 12. Arias), 6. Koke 46' ( 16. Herrera), 11. Lemar 46' ( 4. Kondogbia), 7. Giuliano 58' ( 10. Correa), 14. Llorente 46' ( 24. Vrsaljko 86') |  |
| Stadion: De Kuip, Rotterdam Toeschouwers: ± 25.500 Scheidsrechter: Higler Assistenten: Honig Assistenten: C. Schaap 4de official: Hardeman                                                                                             |                                                    |           |                 | 1. Bijlow 46' ( 21. Marciano), 2. Pedersen 60' ( 25. Hendriks), 18. Trauner 45+2' 46' ( 8. Fer ( 46')), 4. Senesi 60' ( 35. Burger), 15. Malacia 60' ( 20. Teixeira), 28. Toornstra 60' ( 48. Milambo), 10. Kökçü 60' ( 24. Bannis), 26. Til 60' ( 45. Hartjes), 9. Alireza 46' ( 19. Boženík), 11. Linssen 60' ( 16. Antonucci), 7. Sinisterra 46' ( 5. Haps) RESERVEBANK: 21. Marciano, 30. Jansen, 5. Haps, 25. Hendriks, 55. Skogen, 8. Fer, 16. Antonucci, 20. Teixeira, 22. El Bouchataoui, 35. Burger, 45. Hartjes, 48. Milambo, 19. Boženík, 24. Bannis, 43. Benita | 13. Oblak ( 46'), 21. Carrasco 41', 18. Nehuén 46' ( Serrano), 2. Giménez 63' ( Sanchez), 22. Hermoso, 8. Saúl 79' ( 19. Camello), 5. De Paul 58' ( 12. Arias), 6. Koke 46' ( 16. Herrera), 11. Lemar 46' ( 4. Kondogbia), 7. Giuliano 58' ( 10. Correa), 14. Llorente 46' ( 24. Vrsaljko 86') |  |
| Bijz.: * Voorafgaand aan deze wedstrijd werd er 1 minuut stilte in acht genomen om de in het afgelopen jaar overleden Feyenoorders te herdenken. Afwezig: Geertruida , Diemers , Baldé , Conteh en Azarkan (contractonderhandelingen). |                                                    |           |                 | | |  |

| donderdag 12 augustus 2021, 20:00 uur, Derde kwalificatieronde UEFA Europa Conference League (niet kampioenen (Returnduel))                                                                          | Feyenoord *                                                                     | 3-0 (2-0) | FC Luzern | Opstelling Feyenoord * | Opstelling FC Luzern |  |
| Stadion: De Kuip, Rotterdam Toeschouwers: 32.087 Scheidsrechter: Guida Assistenten: M. Passeri Assistenten: S. Alassio 4de official: Pezzuto                                                         | 9. Alireza 9', 34' 7. Sinisterra; 28. Toornstra 7. Sinisterra 48' 28. Toornstra |           |           | 1. Bijlow, 2. Pedersen, 18. Trauner, 4. Senesi, 15. Malacia 57' ( 5. Haps), 28. Toornstra , 10. Kökçü 57' ( 45. Hartjes), 26. Til 76' ( 48. Milambo), 9. Alireza 42' ( 19. Boženík), 11. Linssen, 7. Sinisterra 76' ( 24. Bannis) RESERVEBANK: 21. Marciano, 51. Remie, 5. Haps, 25. Hendriks, 8. Fer, 16. Antonucci, 20. Teixeira, 35. Burger, 45. Hartjes, 48. Milambo, 19. Boženík, 24. Bannis | 90. Vasic, 17. Grether 68' ( 34. Sidler), 66. Domgjoni, 46. Burch, 13. Frýdek, 31. Emini 46' ( 22. Alounga), 6. Wehrmann 68' ( 41. Rupp), 15. Schulz 46' ( 4. Gentner), 19. Ugrinic, 7. Ndiaye, 16. Tasar 46' ( 9. Sorgić ( 68')) |  |
| Stadion: De Kuip, Rotterdam Toeschouwers: 32.087 Scheidsrechter: Guida Assistenten: M. Passeri Assistenten: S. Alassio 4de official: Pezzuto                                                         |                                                                                 |           |           | 1. Bijlow, 2. Pedersen, 18. Trauner, 4. Senesi, 15. Malacia 57' ( 5. Haps), 28. Toornstra , 10. Kökçü 57' ( 45. Hartjes), 26. Til 76' ( 48. Milambo), 9. Alireza 42' ( 19. Boženík), 11. Linssen, 7. Sinisterra 76' ( 24. Bannis) RESERVEBANK: 21. Marciano, 51. Remie, 5. Haps, 25. Hendriks, 8. Fer, 16. Antonucci, 20. Teixeira, 35. Burger, 45. Hartjes, 48. Milambo, 19. Boženík, 24. Bannis | 90. Vasic, 17. Grether 68' ( 34. Sidler), 66. Domgjoni, 46. Burch, 13. Frýdek, 31. Emini 46' ( 22. Alounga), 6. Wehrmann 68' ( 41. Rupp), 15. Schulz 46' ( 4. Gentner), 19. Ugrinic, 7. Ndiaye, 16. Tasar 46' ( 9. Sorgić ( 68')) |  |
| Stadion: De Kuip, Rotterdam Toeschouwers: 32.087 Scheidsrechter: Guida Assistenten: M. Passeri Assistenten: S. Alassio 4de official: Pezzuto                                                         |                                                                                 |           |           | 1. Bijlow, 2. Pedersen, 18. Trauner, 4. Senesi, 15. Malacia 57' ( 5. Haps), 28. Toornstra , 10. Kökçü 57' ( 45. Hartjes), 26. Til 76' ( 48. Milambo), 9. Alireza 42' ( 19. Boženík), 11. Linssen, 7. Sinisterra 76' ( 24. Bannis) RESERVEBANK: 21. Marciano, 51. Remie, 5. Haps, 25. Hendriks, 8. Fer, 16. Antonucci, 20. Teixeira, 35. Burger, 45. Hartjes, 48. Milambo, 19. Boženík, 24. Bannis | 90. Vasic, 17. Grether 68' ( 34. Sidler), 66. Domgjoni, 46. Burch, 13. Frýdek, 31. Emini 46' ( 22. Alounga), 6. Wehrmann 68' ( 41. Rupp), 15. Schulz 46' ( 4. Gentner), 19. Ugrinic, 7. Ndiaye, 16. Tasar 46' ( 9. Sorgić ( 68')) |  |
| Bijz.: * Geplaatst voor de play-offronde (niet kampioenen), daarbij won het over twee wedstrijden met een totaalscore van 0 – 6. Afwezig: Jansen, Geertruida , Diemers , Aursnes , Baldé en Conteh . |                                                                                 |           |           | | |  |

| zondag 15 augustus 2021 16:45 uur, Eredivisie speelronde 1 | Willem II | 0-4 (0-2) | Feyenoord *                                                                        | Opstelling Willem II | Opstelling Feyenoord * |  |
| Stadion: Koning Willem II Stadion, Tilburg Toeschouwers: 9.700 Scheidsrechter: Gözübüyük Assistenten: J. van Zuilen Assistenten: J. Balder 4de official: Van der Eijk Video-assistent: Van de Graaf AVAR: M. Ribbink |           |           | 17' 11. Linssen 25' 7. Sinisterra 15. Malacia 48' 26. Til 90+2' 24. Bannis 5. Haps | 1. Ruiter ( 59'), 13. Owusu, 5. Bergström 59' **, 4. Jenssen 72' ( 25. Michelis), 27. Köhn, 17. Saddiki, 23. Sağlam 67' ( 16. Zuijderwijk), 22. Spieringhs 67' ( 14. Kabangu), 7. Nunnely 67' ( 15. Svensson), 9. Wriedt 62' ( 3. Heerkens), 11. Köhlert 76' | 1. Bijlow, 2. Pedersen, 18. Trauner, 4. Senesi, 15. Malacia 88' ( 25. Hendriks), 17. Aursnes, 28. Toornstra , 10. Kökçü, 26. Til 84' ( 24. Bannis), 11. Linssen 72' ( 19. Boženík), 17. Sinisterra 72' ( 5. Haps) RESERVEBANK: 21. Marciano, 30. Jansen, 5. Haps, 25. Hendriks, 8. Fer, 16. Antonucci, 35. Burger, 45. Hartjes, 48. Milambo, 19. Boženík, 24. Bannis |  |
| Stadion: Koning Willem II Stadion, Tilburg Toeschouwers: 9.700 Scheidsrechter: Gözübüyük Assistenten: J. van Zuilen Assistenten: J. Balder 4de official: Van der Eijk Video-assistent: Van de Graaf AVAR: M. Ribbink |           |           |                                                                                    | 1. Ruiter ( 59'), 13. Owusu, 5. Bergström 59' **, 4. Jenssen 72' ( 25. Michelis), 27. Köhn, 17. Saddiki, 23. Sağlam 67' ( 16. Zuijderwijk), 22. Spieringhs 67' ( 14. Kabangu), 7. Nunnely 67' ( 15. Svensson), 9. Wriedt 62' ( 3. Heerkens), 11. Köhlert 76' | 1. Bijlow, 2. Pedersen, 18. Trauner, 4. Senesi, 15. Malacia 88' ( 25. Hendriks), 17. Aursnes, 28. Toornstra , 10. Kökçü, 26. Til 84' ( 24. Bannis), 11. Linssen 72' ( 19. Boženík), 17. Sinisterra 72' ( 5. Haps) RESERVEBANK: 21. Marciano, 30. Jansen, 5. Haps, 25. Hendriks, 8. Fer, 16. Antonucci, 35. Burger, 45. Hartjes, 48. Milambo, 19. Boženík, 24. Bannis |  |
| Stadion: Koning Willem II Stadion, Tilburg Toeschouwers: 9.700 Scheidsrechter: Gözübüyük Assistenten: J. van Zuilen Assistenten: J. Balder 4de official: Van der Eijk Video-assistent: Van de Graaf AVAR: M. Ribbink |           |           |                                                                                    | 1. Ruiter ( 59'), 13. Owusu, 5. Bergström 59' **, 4. Jenssen 72' ( 25. Michelis), 27. Köhn, 17. Saddiki, 23. Sağlam 67' ( 16. Zuijderwijk), 22. Spieringhs 67' ( 14. Kabangu), 7. Nunnely 67' ( 15. Svensson), 9. Wriedt 62' ( 3. Heerkens), 11. Köhlert 76' | 1. Bijlow, 2. Pedersen, 18. Trauner, 4. Senesi, 15. Malacia 88' ( 25. Hendriks), 17. Aursnes, 28. Toornstra , 10. Kökçü, 26. Til 84' ( 24. Bannis), 11. Linssen 72' ( 19. Boženík), 17. Sinisterra 72' ( 5. Haps) RESERVEBANK: 21. Marciano, 30. Jansen, 5. Haps, 25. Hendriks, 8. Fer, 16. Antonucci, 35. Burger, 45. Hartjes, 48. Milambo, 19. Boženík, 24. Bannis |  |
| Bijz.: * Assistent-trainers John de Wolf (ziekte) en Marino Pusic (voorzorg i.v.m. corona) werden ververvangen door Robin van Persie en Sipke Hulshoff op de bank. ** Scheidsrechter Gözübüyük toonde Emil Bergström eerst de gele kaart. Na een ingreep van VAR Edwin van de Graaf werd dit echter omgedraaid naar een rode kaart. Afwezig: Geertruida , Diemers , Teixeira, Alireza , Baldé en Conteh . |           |           |                                                                                    | | |  |

| donderdag 19 augustus 2021, 20:00 uur, Play-offronde UEFA Europa Conference League (niet kampioenen (Heenduel)) | Feyenoord | 5-0 (3-0) | IF Elfsborg | Opstelling Feyenoord | Opstelling IF Elfsborg |  |
| Stadion: De Kuip, Rotterdam Toeschouwers: 29.765 Scheidsrechter: Pawson Assistenten: I. Hussin Assistenten: N. Davies 4de official: Madley | 7. Sinisterra 25', 37', 48' 28. Toornstra; 11. Linssen; 2. Pedersen 9. Alireza 30' 28. Toornstra 11. Linssen 58' |           |             | 1. Bijlow 80' *, 2. Pedersen 90+1', 18. Trauner, 4. Senesi, 15. Malacia, 28. Toornstra , 26. Til 40', 10. Kökçü 75' ( 8. Fer), 9. Alireza 67' ( 19. Boženík), 11. Linssen, 7. Sinisterra 82' ( 21. Marciano) RESERVEBANK: 21. Marciano, 30. Jansen, 5. Haps, 25. Hendriks, 8. Fer, 16. Antonucci, 35. Burger, 45. Hartjes, 48. Milambo, 19. Boženík, 24. Bannis | 31. Rönning, 24. Larsson 75' ( 2. Lagerbielke), 15. Väisänen, 4. McVey 29' ( 75'), 20. Strand 90+1', 6. Rømer, 7. Holst 40', 61', 16. Gojani 41' 46' ( 10. Olsson), 21. Alm 46' ( 12. Bernhardsson), 17. Frick 78' ( 26. Ndione), 19. Okkels 75' ( 8. S. Holmén) |  |
| Stadion: De Kuip, Rotterdam Toeschouwers: 29.765 Scheidsrechter: Pawson Assistenten: I. Hussin Assistenten: N. Davies 4de official: Madley | |           |             | 1. Bijlow 80' *, 2. Pedersen 90+1', 18. Trauner, 4. Senesi, 15. Malacia, 28. Toornstra , 26. Til 40', 10. Kökçü 75' ( 8. Fer), 9. Alireza 67' ( 19. Boženík), 11. Linssen, 7. Sinisterra 82' ( 21. Marciano) RESERVEBANK: 21. Marciano, 30. Jansen, 5. Haps, 25. Hendriks, 8. Fer, 16. Antonucci, 35. Burger, 45. Hartjes, 48. Milambo, 19. Boženík, 24. Bannis | 31. Rönning, 24. Larsson 75' ( 2. Lagerbielke), 15. Väisänen, 4. McVey 29' ( 75'), 20. Strand 90+1', 6. Rømer, 7. Holst 40', 61', 16. Gojani 41' 46' ( 10. Olsson), 21. Alm 46' ( 12. Bernhardsson), 17. Frick 78' ( 26. Ndione), 19. Okkels 75' ( 8. S. Holmén) |  |
| Stadion: De Kuip, Rotterdam Toeschouwers: 29.765 Scheidsrechter: Pawson Assistenten: I. Hussin Assistenten: N. Davies 4de official: Madley | |           |             | 1. Bijlow 80' *, 2. Pedersen 90+1', 18. Trauner, 4. Senesi, 15. Malacia, 28. Toornstra , 26. Til 40', 10. Kökçü 75' ( 8. Fer), 9. Alireza 67' ( 19. Boženík), 11. Linssen, 7. Sinisterra 82' ( 21. Marciano) RESERVEBANK: 21. Marciano, 30. Jansen, 5. Haps, 25. Hendriks, 8. Fer, 16. Antonucci, 35. Burger, 45. Hartjes, 48. Milambo, 19. Boženík, 24. Bannis | 31. Rönning, 24. Larsson 75' ( 2. Lagerbielke), 15. Väisänen, 4. McVey 29' ( 75'), 20. Strand 90+1', 6. Rømer, 7. Holst 40', 61', 16. Gojani 41' 46' ( 10. Olsson), 21. Alm 46' ( 12. Bernhardsson), 17. Frick 78' ( 26. Ndione), 19. Okkels 75' ( 8. S. Holmén) |  |
| Bijz.: * De UEFA deed een schikkingsvoorstel voor deze rode kaart. Dat was een schorsing van 1 Europese wedstrijd (vanwege het ontnemen van een scoringskans van Marokhy Ndione buiten het strafschopgebied). Afwezig: Geertruida , Diemers , Aursnes , Teixeira en Baldé . | |           |             | | |  |

| zondag 22 augustus 2021 14:30 uur, Eredivisie speelronde 2 | Feyenoord                          | 2-0 (0-0) | Go Ahead Eagles | Opstelling Feyenoord | Opstelling Go Ahead Eagles |  |
| Stadion: De Kuip, Rotterdam Toeschouwers: 34.384 Scheidsrechter: Dieperink Assistenten: E. Zeinstra Assistenten: M. Osseweijer 4de official: Van der Laan Video-assistent: Makkelie AVAR: R. Gansner | 11. Linssen 60', 87' 28. Toornstra |           |                 | 1. Bijlow, 2. Pedersen, 18. Trauner, 4. Senesi 8' ( 35. Burger 84' 85' ( 25. Hendriks)), 15. Malacia, 28. Toornstra , 26. Til, 10. Kökçü, 9. Alireza 67' ( 17. Aursnes), 11. Linssen, 7. Sinisterra RESERVEBANK: 21. Marciano, 49. Troost, 5. Haps, 25. Hendriks, 8. Fer, 17. Aursnes, 35. Burger, 19. Boženík, 24. Bannis | 1. Hahn, 20. Deijl 70' ( 29. Cardona), 3. Nauber, 26. Bakker, 5. Kuipers 78', 2. Lucassen, 10. Rommens, 8. Brouwers 81' ( 24. Bourhane), 7. Berden 71' ( 19. Heil), 9. Lidberg 71' ( 27. Mulenga), 11. Oratmangoen 57' ( 30. Botos) |  |
| Stadion: De Kuip, Rotterdam Toeschouwers: 34.384 Scheidsrechter: Dieperink Assistenten: E. Zeinstra Assistenten: M. Osseweijer 4de official: Van der Laan Video-assistent: Makkelie AVAR: R. Gansner |                                    |           |                 | 1. Bijlow, 2. Pedersen, 18. Trauner, 4. Senesi 8' ( 35. Burger 84' 85' ( 25. Hendriks)), 15. Malacia, 28. Toornstra , 26. Til, 10. Kökçü, 9. Alireza 67' ( 17. Aursnes), 11. Linssen, 7. Sinisterra RESERVEBANK: 21. Marciano, 49. Troost, 5. Haps, 25. Hendriks, 8. Fer, 17. Aursnes, 35. Burger, 19. Boženík, 24. Bannis | 1. Hahn, 20. Deijl 70' ( 29. Cardona), 3. Nauber, 26. Bakker, 5. Kuipers 78', 2. Lucassen, 10. Rommens, 8. Brouwers 81' ( 24. Bourhane), 7. Berden 71' ( 19. Heil), 9. Lidberg 71' ( 27. Mulenga), 11. Oratmangoen 57' ( 30. Botos) |  |
| Stadion: De Kuip, Rotterdam Toeschouwers: 34.384 Scheidsrechter: Dieperink Assistenten: E. Zeinstra Assistenten: M. Osseweijer 4de official: Van der Laan Video-assistent: Makkelie AVAR: R. Gansner |                                    |           |                 | 1. Bijlow, 2. Pedersen, 18. Trauner, 4. Senesi 8' ( 35. Burger 84' 85' ( 25. Hendriks)), 15. Malacia, 28. Toornstra , 26. Til, 10. Kökçü, 9. Alireza 67' ( 17. Aursnes), 11. Linssen, 7. Sinisterra RESERVEBANK: 21. Marciano, 49. Troost, 5. Haps, 25. Hendriks, 8. Fer, 17. Aursnes, 35. Burger, 19. Boženík, 24. Bannis | 1. Hahn, 20. Deijl 70' ( 29. Cardona), 3. Nauber, 26. Bakker, 5. Kuipers 78', 2. Lucassen, 10. Rommens, 8. Brouwers 81' ( 24. Bourhane), 7. Berden 71' ( 19. Heil), 9. Lidberg 71' ( 27. Mulenga), 11. Oratmangoen 57' ( 30. Botos) |  |
| Afwezig: Jansen, Geertruida , Diemers , Antonucci , Teixeira, Hartjes , Milambo en Baldé . |                                    |           |                 | | |  |

| donderdag 26 augustus 2021 18:45 uur 19:00 uur, Play-offronde UEFA Europa Conference League (niet kampioenen (Returnduel)) | IF Elfsborg                                                    | 3-1 (1-0) | Feyenoord *               | Opstelling IF Elfsborg | Opstelling Feyenoord * |  |
| Stadion: Borås Arena, Borås Toeschouwers: 1.569 Scheidsrechter: Kabakov Assistenten: M. Margaritov Assistenten: D. Valkov 4de official: Davidov                                                                                   | 24. Larsson 42' 12. Bernhardsson 50' 19. Okkels 26. Ndione 77' |           | 61' 26. Til 7. Sinisterra | 31. Rönning, 15. Väisänen, 4. McVey, 20. Strand, 24. Larsson, 6. Rømer 67' 71' ( 28. Söderberg), 10. Olsson, 21. Alm 76' ( 11. Guðjohnsen), 19. Okkels 70' ( 14. Ondrejka), 12. Bernhardsson 76' ( 18. Qasem), 26. Ndione | 21. Marciano, 2. Pedersen, 18. Trauner 41', 35. Burger, 15. Malacia, 28. Toornstra , 26. Til, 10. Kökçü 78', 9. Alireza 87' ( 43. Benita), 11. Linssen 75' ( 24. Bannis), 7. Sinisterra 75' ( 5. Haps) 75' RESERVEBANK: 49. Troost, 51. Remie, 5. Haps, 25. Hendriks, 48. Milambo, 19. Boženík, 24. Bannis, 43. Benita |  |
| Stadion: Borås Arena, Borås Toeschouwers: 1.569 Scheidsrechter: Kabakov Assistenten: M. Margaritov Assistenten: D. Valkov 4de official: Davidov                                                                                   |                                                                |           |                           | 31. Rönning, 15. Väisänen, 4. McVey, 20. Strand, 24. Larsson, 6. Rømer 67' 71' ( 28. Söderberg), 10. Olsson, 21. Alm 76' ( 11. Guðjohnsen), 19. Okkels 70' ( 14. Ondrejka), 12. Bernhardsson 76' ( 18. Qasem), 26. Ndione | 21. Marciano, 2. Pedersen, 18. Trauner 41', 35. Burger, 15. Malacia, 28. Toornstra , 26. Til, 10. Kökçü 78', 9. Alireza 87' ( 43. Benita), 11. Linssen 75' ( 24. Bannis), 7. Sinisterra 75' ( 5. Haps) 75' RESERVEBANK: 49. Troost, 51. Remie, 5. Haps, 25. Hendriks, 48. Milambo, 19. Boženík, 24. Bannis, 43. Benita |  |
| Stadion: Borås Arena, Borås Toeschouwers: 1.569 Scheidsrechter: Kabakov Assistenten: M. Margaritov Assistenten: D. Valkov 4de official: Davidov                                                                                   |                                                                |           |                           | 31. Rönning, 15. Väisänen, 4. McVey, 20. Strand, 24. Larsson, 6. Rømer 67' 71' ( 28. Söderberg), 10. Olsson, 21. Alm 76' ( 11. Guðjohnsen), 19. Okkels 70' ( 14. Ondrejka), 12. Bernhardsson 76' ( 18. Qasem), 26. Ndione | 21. Marciano, 2. Pedersen, 18. Trauner 41', 35. Burger, 15. Malacia, 28. Toornstra , 26. Til, 10. Kökçü 78', 9. Alireza 87' ( 43. Benita), 11. Linssen 75' ( 24. Bannis), 7. Sinisterra 75' ( 5. Haps) 75' RESERVEBANK: 49. Troost, 51. Remie, 5. Haps, 25. Hendriks, 48. Milambo, 19. Boženík, 24. Bannis, 43. Benita |  |
| Bijz.: * Geplaatst voor de groepsfase van het hoofdtoernooi van de UEFA Europa Conference League, daarbij won het over twee wedstrijden met een totaalscore van 6 – 3. Afwezig: Bijlow , Geertruida , Senesi , Aursnes en Baldé . |                                                                |           |                           | | |  |

| zondag 29 augustus 2021 12:15 uur, Eredivisie speelronde 3 * | FC Utrecht                                                                              | 3-1 (1-1) | Feyenoord                    | Opstelling FC Utrecht | Opstelling Feyenoord |  |
| Stadion: Stadion Galgenwaard, Utrecht Toeschouwers: 16.000 Scheidsrechter: Higler Assistenten: Honig Assistenten: R. Bluemink 4de official: Martens Video-assistent: Lindhout AVAR: Diks | 14. Janssen 45+3' 18. Douvikas 29. Sylla 48' 33. Van der Hoorn 10. Gustafson 51' (pen.) |           | 45' 7. Sinisterra 9. Alireza | 1. Paes, 5. Ter Avest 63' ( 2. Van der Maarel), 33. Van der Hoorn, 14. Janssen , 21. Warmerdam, 6. Maher 75', 27. Timber 75' ( 8. Van Overeem), 29. Sylla, 10. Gustafson 87' ( 19. Van den Berg), 23. Ramselaar 74' ( 11. Mahi), 18. Douvikas 74' ( 22. Van de Streek) | 1. Bijlow ( 81'), 2. Pedersen, 18. Trauner, 25. Hendriks 58', 15. Malacia 42', 28. Toornstra 53' 81' ( 23. Baldé), 10. Kökçü, 26. Til 45+3', 9. Alireza 46' ( 17. Aursnes), 11. Linssen, 7. Sinisterra RESERVEBANK: 21. Marciano, 49. Troost, 5. Haps, 43. Benita, 17. Aursnes, 35. Burger, 45. Hartjes, 23. Baldé, 48. Milambo |  |
| Stadion: Stadion Galgenwaard, Utrecht Toeschouwers: 16.000 Scheidsrechter: Higler Assistenten: Honig Assistenten: R. Bluemink 4de official: Martens Video-assistent: Lindhout AVAR: Diks |                                                                                         |           |                              | 1. Paes, 5. Ter Avest 63' ( 2. Van der Maarel), 33. Van der Hoorn, 14. Janssen , 21. Warmerdam, 6. Maher 75', 27. Timber 75' ( 8. Van Overeem), 29. Sylla, 10. Gustafson 87' ( 19. Van den Berg), 23. Ramselaar 74' ( 11. Mahi), 18. Douvikas 74' ( 22. Van de Streek) | 1. Bijlow ( 81'), 2. Pedersen, 18. Trauner, 25. Hendriks 58', 15. Malacia 42', 28. Toornstra 53' 81' ( 23. Baldé), 10. Kökçü, 26. Til 45+3', 9. Alireza 46' ( 17. Aursnes), 11. Linssen, 7. Sinisterra RESERVEBANK: 21. Marciano, 49. Troost, 5. Haps, 43. Benita, 17. Aursnes, 35. Burger, 45. Hartjes, 23. Baldé, 48. Milambo |  |
| Stadion: Stadion Galgenwaard, Utrecht Toeschouwers: 16.000 Scheidsrechter: Higler Assistenten: Honig Assistenten: R. Bluemink 4de official: Martens Video-assistent: Lindhout AVAR: Diks |                                                                                         |           |                              | 1. Paes, 5. Ter Avest 63' ( 2. Van der Maarel), 33. Van der Hoorn, 14. Janssen , 21. Warmerdam, 6. Maher 75', 27. Timber 75' ( 8. Van Overeem), 29. Sylla, 10. Gustafson 87' ( 19. Van den Berg), 23. Ramselaar 74' ( 11. Mahi), 18. Douvikas 74' ( 22. Van de Streek) | 1. Bijlow ( 81'), 2. Pedersen, 18. Trauner, 25. Hendriks 58', 15. Malacia 42', 28. Toornstra 53' 81' ( 23. Baldé), 10. Kökçü, 26. Til 45+3', 9. Alireza 46' ( 17. Aursnes), 11. Linssen, 7. Sinisterra RESERVEBANK: 21. Marciano, 49. Troost, 5. Haps, 43. Benita, 17. Aursnes, 35. Burger, 45. Hartjes, 23. Baldé, 48. Milambo |  |
| Bijz.: * Scheidsrechter Higler gaf in de 13' FC Utrecht een strafschop, maar na een ingreep van VAR Allard Lindhout werd dit echter teruggedraaid en in de 67' Feyenoord een strafschop, maar na een ingreep van een grensrechter werd dit echter teruggedraaid. Afwezig: Geertruida en Senesi . |                                                                                         |           |                              | | |  |

### September
| zondag 12 september 2021 14:30 uur, Eredivisie speelronde 4 | Feyenoord | Uitgesteld * | Heracles Almelo | Opstelling Feyenoord | Opstelling Heracles Almelo |
| Stadion: De Kuip, Rotterdam |           |              |                 |                      |                            |
| |           |              |                 |                      |                            |
| |           |              |                 |                      |                            |
| Bijz.: * Op verzoek van Feyenoord werd deze wedstrijd verplaatst naar woensdag 1 december 2021. Redenen zijn de vervroeging door de UEFA van het Europa Conference Leagueduel van Feyenoord met Maccabi Haifa naar dinsdag 14 september 2021, de door de FIFA verlengde interlandperiode voorafgaand aan speelronde 4 en het vanwege de coronamaatregelen lastiger in- en uitreizen van Israël. |           |              |                 |                      |                            |

| dinsdag 14 september 2021 16:30 uur (-tijd), UEFA Europa Conference League Groepsfase Groep E Speelronde 1 * | Maccabi Haifa | 0-0 (0-0) | Feyenoord | Opstelling Maccabi Haifa | Opstelling Feyenoord |  |
| Stadion: Sammy Oferstadion, Haifa Toeschouwers: . Scheidsrechter: Maresca Assistenten: C. Carbone Assistenten: S. Alassio 4de official: Abisso                                                                          |               |           |           | 44. Cohen, 25. Meir, 15. Arad 64' ( 24. Dahan), 5. Planić, 12. Menahem 45+3', 4. Mohamed, 14. Rodriguez 77', 26. Jaber 83' ( 6. Lavi), 10. Chery 90+4', 16. Abu Fani 60' ( 8. Haziza), 21. David 60' ( 11. Donyoh) 90+1' | 1. Bijlow ( 76'), 2. Pedersen, 18. Trauner, 4. Senesi, 5. Malacia, 17. Aursnes, 10. Kökçü, 26. Til 43', 28. Toornstra 82' ( 3. Geertruida), 11. Linssen 76' ( 33. Dessers), 7. Sinisterra RESERVEBANK: 21. Marciano, 49. Troost, 3. Geertruida, 25. Hendriks, 20. Teixeira, 45. Hartjes, 24. Bannis, 33. Dessers |  |
| Stadion: Sammy Oferstadion, Haifa Toeschouwers: . Scheidsrechter: Maresca Assistenten: C. Carbone Assistenten: S. Alassio 4de official: Abisso                                                                          |               |           |           | 44. Cohen, 25. Meir, 15. Arad 64' ( 24. Dahan), 5. Planić, 12. Menahem 45+3', 4. Mohamed, 14. Rodriguez 77', 26. Jaber 83' ( 6. Lavi), 10. Chery 90+4', 16. Abu Fani 60' ( 8. Haziza), 21. David 60' ( 11. Donyoh) 90+1' | 1. Bijlow ( 76'), 2. Pedersen, 18. Trauner, 4. Senesi, 5. Malacia, 17. Aursnes, 10. Kökçü, 26. Til 43', 28. Toornstra 82' ( 3. Geertruida), 11. Linssen 76' ( 33. Dessers), 7. Sinisterra RESERVEBANK: 21. Marciano, 49. Troost, 3. Geertruida, 25. Hendriks, 20. Teixeira, 45. Hartjes, 24. Bannis, 33. Dessers |  |
| Stadion: Sammy Oferstadion, Haifa Toeschouwers: . Scheidsrechter: Maresca Assistenten: C. Carbone Assistenten: S. Alassio 4de official: Abisso                                                                          |               |           |           | 44. Cohen, 25. Meir, 15. Arad 64' ( 24. Dahan), 5. Planić, 12. Menahem 45+3', 4. Mohamed, 14. Rodriguez 77', 26. Jaber 83' ( 6. Lavi), 10. Chery 90+4', 16. Abu Fani 60' ( 8. Haziza), 21. David 60' ( 11. Donyoh) 90+1' | 1. Bijlow ( 76'), 2. Pedersen, 18. Trauner, 4. Senesi, 5. Malacia, 17. Aursnes, 10. Kökçü, 26. Til 43', 28. Toornstra 82' ( 3. Geertruida), 11. Linssen 76' ( 33. Dessers), 7. Sinisterra RESERVEBANK: 21. Marciano, 49. Troost, 3. Geertruida, 25. Hendriks, 20. Teixeira, 45. Hartjes, 24. Bannis, 33. Dessers |  |
| Bijz.: * Deze wedstrijd stond eerst gepland voor 16 september 2021, maar werd met twee dagen vervroegd, omdat deze wedstrijd op dezelfde dag als de Joodse feestdag Jom Kipoer zou vallen. Afwezig: Alireza en Nelson . |               |           |           | | |  |

| zondag 19 september 2021 14:30 uur, Eredivisie speelronde 5 | PSV | 0-4 (0-1) | Feyenoord | Opstelling PSV | Opstelling Feyenoord |  |
| Stadion: Philips Stadion, Eindhoven Toeschouwers: 24.356 Scheidsrechter: Makkelie Assistenten: H. Steegstra Assistenten: J. de Vries 4de official: Oostrom Video-assistent: Manschot AVAR: R. Polman |     |           | 45+1', 85' 28. Toornstra 2. Pedersen; 33. Dessers 71' 11. Linssen 7. Sinisterra 90+2' 33. Dessers 7. Sinisterra | 16. Drommel, 3. Teze, 5. Ramalho 38' ( 61'), 4. Obispo, 31. Max, 14. Pröpper 46' ( 30. Thomas), 27. Götze 42' 46' ( 26. Doan), 18. Boscagli, 19. Bruma 72' ( 10. Madueke), 7. Zahavi 46' ( 32. Vertessen), 11. Gakpo 61' ( 9. Vinícius) | 1. Bijlow, 2. Pedersen 83' ( 25. Hendriks), 18. Trauner, 4. Senesi 74' 78' ( 3. Geertruida), 5. Malacia, 28. Toornstra , 17. Aursnes, 26. Til 69' ( 11. Linssen), 10. Kökçü 84', 9. Alireza 83' ( 33. Dessers), 7. Sinisterra RESERVEBANK: 21. Marciano, 30. Jansen, 3. Geertruida, 25. Hendriks, 32. Hall, 20. Teixeira, 45. Hartjes, 11. Linssen, 24. Bannis, 33. Dessers |  |
| Stadion: Philips Stadion, Eindhoven Toeschouwers: 24.356 Scheidsrechter: Makkelie Assistenten: H. Steegstra Assistenten: J. de Vries 4de official: Oostrom Video-assistent: Manschot AVAR: R. Polman |     |           | | 16. Drommel, 3. Teze, 5. Ramalho 38' ( 61'), 4. Obispo, 31. Max, 14. Pröpper 46' ( 30. Thomas), 27. Götze 42' 46' ( 26. Doan), 18. Boscagli, 19. Bruma 72' ( 10. Madueke), 7. Zahavi 46' ( 32. Vertessen), 11. Gakpo 61' ( 9. Vinícius) | 1. Bijlow, 2. Pedersen 83' ( 25. Hendriks), 18. Trauner, 4. Senesi 74' 78' ( 3. Geertruida), 5. Malacia, 28. Toornstra , 17. Aursnes, 26. Til 69' ( 11. Linssen), 10. Kökçü 84', 9. Alireza 83' ( 33. Dessers), 7. Sinisterra RESERVEBANK: 21. Marciano, 30. Jansen, 3. Geertruida, 25. Hendriks, 32. Hall, 20. Teixeira, 45. Hartjes, 11. Linssen, 24. Bannis, 33. Dessers |  |
| Stadion: Philips Stadion, Eindhoven Toeschouwers: 24.356 Scheidsrechter: Makkelie Assistenten: H. Steegstra Assistenten: J. de Vries 4de official: Oostrom Video-assistent: Manschot AVAR: R. Polman |     |           | | 16. Drommel, 3. Teze, 5. Ramalho 38' ( 61'), 4. Obispo, 31. Max, 14. Pröpper 46' ( 30. Thomas), 27. Götze 42' 46' ( 26. Doan), 18. Boscagli, 19. Bruma 72' ( 10. Madueke), 7. Zahavi 46' ( 32. Vertessen), 11. Gakpo 61' ( 9. Vinícius) | 1. Bijlow, 2. Pedersen 83' ( 25. Hendriks), 18. Trauner, 4. Senesi 74' 78' ( 3. Geertruida), 5. Malacia, 28. Toornstra , 17. Aursnes, 26. Til 69' ( 11. Linssen), 10. Kökçü 84', 9. Alireza 83' ( 33. Dessers), 7. Sinisterra RESERVEBANK: 21. Marciano, 30. Jansen, 3. Geertruida, 25. Hendriks, 32. Hall, 20. Teixeira, 45. Hartjes, 11. Linssen, 24. Bannis, 33. Dessers |  |
| Afwezig: Nelson . |     |           | | | |  |

| woensdag 22 september 2021 21:00 uur, Eredivisie speelronde 6 | Feyenoord                                                                           | 3-1 (1-0) | sc Heerenveen                        | Opstelling Feyenoord | Opstelling sc Heerenveen |  |
| Stadion: De Kuip, Rotterdam Toeschouwers: 32.775 Scheidsrechter: Van den Kerkhof Assistenten: C. Schaap Assistenten: R. de Nas 4de official: Martens Video-assistent: Blom AVAR: J. de Vries | 26. Til 12', 88' 2. Pedersen; 17. Aursnes 9. Alireza 58' 11. Linssen 60' 9. Alireza |           | 82' 20. J. Veerman 16. Van der Heide | 1. Bijlow, 2. Pedersen 67' ( 3. Geertruida), 18. Trauner, 4. Senesi, 5. Malacia 23', 28. Toornstra , 10. Kökçü, 26. Til, 9. Alireza 81' ( 33. Dessers), 11. Linssen 86' ( 17. Aursnes), 7. Sinisterra RESERVEBANK: 21. Marciano, 30. Jansen, 3. Geertruida, 25. Hendriks, 32. Hall, 17. Aursnes, 20. Teixeira, 24. Bannis, 33. Dessers | 1. Mulder , 27. Van Ewijk 88', 4. Van Beek, 14. Drešević, 5. Woudenberg, 29. Madsen, 20. J. Veerman, 10. Halilović 81' ( 16. Van der Heide), 11. Musaba 44' 75' ( 7. Stevanović), 9. H. Veerman, 6. De Jong 75' ( 8. Nygren) |  |
| Stadion: De Kuip, Rotterdam Toeschouwers: 32.775 Scheidsrechter: Van den Kerkhof Assistenten: C. Schaap Assistenten: R. de Nas 4de official: Martens Video-assistent: Blom AVAR: J. de Vries |                                                                                     |           |                                      | 1. Bijlow, 2. Pedersen 67' ( 3. Geertruida), 18. Trauner, 4. Senesi, 5. Malacia 23', 28. Toornstra , 10. Kökçü, 26. Til, 9. Alireza 81' ( 33. Dessers), 11. Linssen 86' ( 17. Aursnes), 7. Sinisterra RESERVEBANK: 21. Marciano, 30. Jansen, 3. Geertruida, 25. Hendriks, 32. Hall, 17. Aursnes, 20. Teixeira, 24. Bannis, 33. Dessers | 1. Mulder , 27. Van Ewijk 88', 4. Van Beek, 14. Drešević, 5. Woudenberg, 29. Madsen, 20. J. Veerman, 10. Halilović 81' ( 16. Van der Heide), 11. Musaba 44' 75' ( 7. Stevanović), 9. H. Veerman, 6. De Jong 75' ( 8. Nygren) |  |
| Stadion: De Kuip, Rotterdam Toeschouwers: 32.775 Scheidsrechter: Van den Kerkhof Assistenten: C. Schaap Assistenten: R. de Nas 4de official: Martens Video-assistent: Blom AVAR: J. de Vries |                                                                                     |           |                                      | 1. Bijlow, 2. Pedersen 67' ( 3. Geertruida), 18. Trauner, 4. Senesi, 5. Malacia 23', 28. Toornstra , 10. Kökçü, 26. Til, 9. Alireza 81' ( 33. Dessers), 11. Linssen 86' ( 17. Aursnes), 7. Sinisterra RESERVEBANK: 21. Marciano, 30. Jansen, 3. Geertruida, 25. Hendriks, 32. Hall, 17. Aursnes, 20. Teixeira, 24. Bannis, 33. Dessers | 1. Mulder , 27. Van Ewijk 88', 4. Van Beek, 14. Drešević, 5. Woudenberg, 29. Madsen, 20. J. Veerman, 10. Halilović 81' ( 16. Van der Heide), 11. Musaba 44' 75' ( 7. Stevanović), 9. H. Veerman, 6. De Jong 75' ( 8. Nygren) |  |
| Afwezig: Nelson . |                                                                                     |           |                                      | | |  |

| zaterdag 25 september 2021 21:00 uur, Eredivisie speelronde 7 * | Feyenoord | 5-3 (2-2) | N.E.C.                                                                        | Opstelling Feyenoord | Opstelling N.E.C. |  |
| Stadion: De Kuip, Rotterdam Toeschouwers: 45.495 Scheidsrechter: Kooij Assistenten: P. Inia Assistenten: G. Fikkert 4de official: Van der Laan Video-assistent: Mulder Video-assistent: Makkelie AVAR: Honig                                                                        | 10. Kökçü 14' (pen.) 7. Sinisterra 17' 4. Senesi 9. Alireza 20' 26. Til 80', 89' 10. Kökçü; 11. Linssen 33. Dessers 90+2' 11. Linssen |           | 32' 11. Mattsson 10. Okita 44' 26. Odenthal 10. Okita 74' 24. Verdonk 15. Vet | 1. Bijlow ( 67'), 3. Geertruida 90', 18. Trauner, 4. Senesi, 15. Malacia, 28. Toornstra 67' ( 17. Aursnes), 10. Kökçü 55' 90+3' ( 25. Hendriks), 26. Til, 9. Alireza 67' ( 33. Dessers), 11. Linssen, 7. Sinisterra RESERVEBANK: 21. Marciano, 49. Troost, 25. Hendriks, 32. Hall, 17. Aursnes, 20. Teixeira, 24. Bannis, 33. Dessers | 1. Branderhorst 13', 28. Van Rooij, 8. Barreto 85' ( 5. Guth), 4. Márquez 79', 26. Odenthal, 16. El Karouani, 20. Schöne, 6. Bruijn 68' ( 15. Vet), 11. Mattsson 74' ( 24. Verdonk), 10. Okita 85' ( 2. Bronkhorst), 7. Tavşan 68' ( 17. Romeny) |  |
| Stadion: De Kuip, Rotterdam Toeschouwers: 45.495 Scheidsrechter: Kooij Assistenten: P. Inia Assistenten: G. Fikkert 4de official: Van der Laan Video-assistent: Mulder Video-assistent: Makkelie AVAR: Honig                                                                        | |           |                                                                               | 1. Bijlow ( 67'), 3. Geertruida 90', 18. Trauner, 4. Senesi, 15. Malacia, 28. Toornstra 67' ( 17. Aursnes), 10. Kökçü 55' 90+3' ( 25. Hendriks), 26. Til, 9. Alireza 67' ( 33. Dessers), 11. Linssen, 7. Sinisterra RESERVEBANK: 21. Marciano, 49. Troost, 25. Hendriks, 32. Hall, 17. Aursnes, 20. Teixeira, 24. Bannis, 33. Dessers | 1. Branderhorst 13', 28. Van Rooij, 8. Barreto 85' ( 5. Guth), 4. Márquez 79', 26. Odenthal, 16. El Karouani, 20. Schöne, 6. Bruijn 68' ( 15. Vet), 11. Mattsson 74' ( 24. Verdonk), 10. Okita 85' ( 2. Bronkhorst), 7. Tavşan 68' ( 17. Romeny) |  |
| Stadion: De Kuip, Rotterdam Toeschouwers: 45.495 Scheidsrechter: Kooij Assistenten: P. Inia Assistenten: G. Fikkert 4de official: Van der Laan Video-assistent: Mulder Video-assistent: Makkelie AVAR: Honig                                                                        | |           |                                                                               | 1. Bijlow ( 67'), 3. Geertruida 90', 18. Trauner, 4. Senesi, 15. Malacia, 28. Toornstra 67' ( 17. Aursnes), 10. Kökçü 55' 90+3' ( 25. Hendriks), 26. Til, 9. Alireza 67' ( 33. Dessers), 11. Linssen, 7. Sinisterra RESERVEBANK: 21. Marciano, 49. Troost, 25. Hendriks, 32. Hall, 17. Aursnes, 20. Teixeira, 24. Bannis, 33. Dessers | 1. Branderhorst 13', 28. Van Rooij, 8. Barreto 85' ( 5. Guth), 4. Márquez 79', 26. Odenthal, 16. El Karouani, 20. Schöne, 6. Bruijn 68' ( 15. Vet), 11. Mattsson 74' ( 24. Verdonk), 10. Okita 85' ( 2. Bronkhorst), 7. Tavşan 68' ( 17. Romeny) |  |
| Bijz.: * Supporter Lars floot voor de aftrap van deze wedstrijd, vanwege het feit dat de stadions voor het eerst sinds ruim anderhalf jaar weer volledig gevuld mochten worden. Rogier Meijer (hoofdtrainer) kreeg in de 90+1e minuut een gele kaart. Afwezig: Pedersen en Nelson . | |           |                                                                               | | |  |

| donderdag 30 september 2021 21:00 uur, UEFA Europa Conference League Groepsfase Groep E Speelronde 2                                           | Feyenoord                                              | 2-1 (2-0) | Slavia Praag            | Opstelling Feyenoord | Opstelling Slavia Praag |  |
| Stadion: De Kuip, Rotterdam Toeschouwers: 38.505 Scheidsrechter: Petrescu Assistenten: M. Grigoriu Assistenten: M. Marica 4de official: Birsan | 10. Kökçü 13' 7. Sinisterra 11. Linssen 24' 5. Malacia |           | 63' 3. Holeš 23. Ševčík | 1. Bijlow, 2. Pedersen, 18. Trauner, 4. Senesi, 5. Malacia 62', 28. Toornstra 83', 10. Kökçü 64' ( 17. Aursnes) 73', 26. Til 87', 9. Alireza 78' ( 3. Geertruida), 11. Linssen, 7. Sinisterra 64' ( 33. Dessers) RESERVEBANK: 21. Marciano, 30. Jansen, 3. Geertruida, 25. Hendriks, 32. Hall, 17. Aursnes, 20. Teixeira, 45. Hartjes, 24. Bannis, 33. Dessers, 48. Milambo | 28. Mandous, 5. Bah 77', 4. Ousou, 3. Holeš, 8. Masopust 69' ( 26. Schranz), 23. Ševčík 76' ( 22. Krmenčík), 27. Traoré 64', 7. Stanciu 46' ( 32. Lingr), 20. Ekpai 46' ( 10. Plavšić), 11. Tecl 46' ( 16. Kuchta) 79', 19. Dorley |  |
| Stadion: De Kuip, Rotterdam Toeschouwers: 38.505 Scheidsrechter: Petrescu Assistenten: M. Grigoriu Assistenten: M. Marica 4de official: Birsan |                                                        |           |                         | 1. Bijlow, 2. Pedersen, 18. Trauner, 4. Senesi, 5. Malacia 62', 28. Toornstra 83', 10. Kökçü 64' ( 17. Aursnes) 73', 26. Til 87', 9. Alireza 78' ( 3. Geertruida), 11. Linssen, 7. Sinisterra 64' ( 33. Dessers) RESERVEBANK: 21. Marciano, 30. Jansen, 3. Geertruida, 25. Hendriks, 32. Hall, 17. Aursnes, 20. Teixeira, 45. Hartjes, 24. Bannis, 33. Dessers, 48. Milambo | 28. Mandous, 5. Bah 77', 4. Ousou, 3. Holeš, 8. Masopust 69' ( 26. Schranz), 23. Ševčík 76' ( 22. Krmenčík), 27. Traoré 64', 7. Stanciu 46' ( 32. Lingr), 20. Ekpai 46' ( 10. Plavšić), 11. Tecl 46' ( 16. Kuchta) 79', 19. Dorley |  |
| Stadion: De Kuip, Rotterdam Toeschouwers: 38.505 Scheidsrechter: Petrescu Assistenten: M. Grigoriu Assistenten: M. Marica 4de official: Birsan |                                                        |           |                         | 1. Bijlow, 2. Pedersen, 18. Trauner, 4. Senesi, 5. Malacia 62', 28. Toornstra 83', 10. Kökçü 64' ( 17. Aursnes) 73', 26. Til 87', 9. Alireza 78' ( 3. Geertruida), 11. Linssen, 7. Sinisterra 64' ( 33. Dessers) RESERVEBANK: 21. Marciano, 30. Jansen, 3. Geertruida, 25. Hendriks, 32. Hall, 17. Aursnes, 20. Teixeira, 45. Hartjes, 24. Bannis, 33. Dessers, 48. Milambo | 28. Mandous, 5. Bah 77', 4. Ousou, 3. Holeš, 8. Masopust 69' ( 26. Schranz), 23. Ševčík 76' ( 22. Krmenčík), 27. Traoré 64', 7. Stanciu 46' ( 32. Lingr), 20. Ekpai 46' ( 10. Plavšić), 11. Tecl 46' ( 16. Kuchta) 79', 19. Dorley |  |
| |                                                        |           |                         | | |  |

### Oktober
| zondag 3 oktober 2021 14:30 uur 16:45 uur, Eredivisie speelronde 8 | Vitesse                        | 2-1 (1-1) | Feyenoord               | Opstelling Vitesse | Opstelling Feyenoord |  |
| Stadion: GelreDome, Arnhem Toeschouwers: 14.238 Scheidsrechter: Gözübüyük Assistenten: J. van Zuilen Assistenten: J. Balder 4de official: Nagtegaal Video-assistent: Martens AVAR: R. Bluemink | 7. Openda 6', 46' 6. Rasmussen |           | 29' 26. Til 2. Pedersen | 24. Houwen, 2. Dasa, 3. Doekhi, 10. Bazoer 45' 90+14' ( 16. Oroz), 6. Rasmussen 78', 32. Wittek 90+5' ( 18. Hájek), 21. Bero 90+7', 20. Gboho 90+1' ( 36. Vroegh), 8. Tronstad, 7. Openda 90+5' ( 29. Buitink) 90+12', 9. Darfalou | 1. Bijlow , 2. Pedersen, 18. Trauner, 4. Senesi 25' ( 3. Geertruida), 5. Malacia, 17. Aursnes 69' ( 28. Toornstra ( 69'), 10. Kökçü, 26. Til 73', 9. Alireza 86', 11. Linssen 27' 68' ( 33. Dessers), 7. Sinisterra RESERVEBANK: 21. Marciano, 30. Jansen, 3. Geertruida, 25. Hendriks, 20. Teixeira, 28. Toornstra, 14. Nelson, 24. Bannis, 33. Dessers |  |
| Stadion: GelreDome, Arnhem Toeschouwers: 14.238 Scheidsrechter: Gözübüyük Assistenten: J. van Zuilen Assistenten: J. Balder 4de official: Nagtegaal Video-assistent: Martens AVAR: R. Bluemink |                                |           |                         | 24. Houwen, 2. Dasa, 3. Doekhi, 10. Bazoer 45' 90+14' ( 16. Oroz), 6. Rasmussen 78', 32. Wittek 90+5' ( 18. Hájek), 21. Bero 90+7', 20. Gboho 90+1' ( 36. Vroegh), 8. Tronstad, 7. Openda 90+5' ( 29. Buitink) 90+12', 9. Darfalou | 1. Bijlow , 2. Pedersen, 18. Trauner, 4. Senesi 25' ( 3. Geertruida), 5. Malacia, 17. Aursnes 69' ( 28. Toornstra ( 69'), 10. Kökçü, 26. Til 73', 9. Alireza 86', 11. Linssen 27' 68' ( 33. Dessers), 7. Sinisterra RESERVEBANK: 21. Marciano, 30. Jansen, 3. Geertruida, 25. Hendriks, 20. Teixeira, 28. Toornstra, 14. Nelson, 24. Bannis, 33. Dessers |  |
| Stadion: GelreDome, Arnhem Toeschouwers: 14.238 Scheidsrechter: Gözübüyük Assistenten: J. van Zuilen Assistenten: J. Balder 4de official: Nagtegaal Video-assistent: Martens AVAR: R. Bluemink |                                |           |                         | 24. Houwen, 2. Dasa, 3. Doekhi, 10. Bazoer 45' 90+14' ( 16. Oroz), 6. Rasmussen 78', 32. Wittek 90+5' ( 18. Hájek), 21. Bero 90+7', 20. Gboho 90+1' ( 36. Vroegh), 8. Tronstad, 7. Openda 90+5' ( 29. Buitink) 90+12', 9. Darfalou | 1. Bijlow , 2. Pedersen, 18. Trauner, 4. Senesi 25' ( 3. Geertruida), 5. Malacia, 17. Aursnes 69' ( 28. Toornstra ( 69'), 10. Kökçü, 26. Til 73', 9. Alireza 86', 11. Linssen 27' 68' ( 33. Dessers), 7. Sinisterra RESERVEBANK: 21. Marciano, 30. Jansen, 3. Geertruida, 25. Hendriks, 20. Teixeira, 28. Toornstra, 14. Nelson, 24. Bannis, 33. Dessers |  |
| Afwezig: Diemers . |                                |           |                         | | |  |

| woensdag 6 oktober 2022 13:00 uur, Vriendschappelijk | Feyenoord                                        | 3-0 (0-0) | De Graafschap | Opstelling Feyenoord | Opstelling De Graafschap |
| Stadion: Sportcomplex Varkenoord, Rotterdam Toeschouwers: 0* Scheidsrechter: Ruperti | 47. Johnsen 53', 55' 33. Dessers 70' 53. Naujoks |           |               | 30. Jansen, 32. Hall, 57. Valk, 25. Hendriks, 60. Van der Zeeuw 39' ( 55. Skogen), 44. Gündüz 46' ( 53. Naujoks), 20. Teixeira , 58. 'T Zand 46' ( 61. Zitman), 23. Baldé 46' ( 59. Zahui), 33. Dessers, 14. Nelson 46' ( 47. Johnsen) |                          |
| Stadion: Sportcomplex Varkenoord, Rotterdam Toeschouwers: 0* Scheidsrechter: Ruperti |                                                  |           |               | 30. Jansen, 32. Hall, 57. Valk, 25. Hendriks, 60. Van der Zeeuw 39' ( 55. Skogen), 44. Gündüz 46' ( 53. Naujoks), 20. Teixeira , 58. 'T Zand 46' ( 61. Zitman), 23. Baldé 46' ( 59. Zahui), 33. Dessers, 14. Nelson 46' ( 47. Johnsen) |                          |
| Stadion: Sportcomplex Varkenoord, Rotterdam Toeschouwers: 0* Scheidsrechter: Ruperti |                                                  |           |               | 30. Jansen, 32. Hall, 57. Valk, 25. Hendriks, 60. Van der Zeeuw 39' ( 55. Skogen), 44. Gündüz 46' ( 53. Naujoks), 20. Teixeira , 58. 'T Zand 46' ( 61. Zitman), 23. Baldé 46' ( 59. Zahui), 33. Dessers, 14. Nelson 46' ( 47. Johnsen) |                          |
| Bijz.: * Besloten oefenduel. Afwezig: Diemers . Interlandverplichtingen: -elftal: Bijlow, Malacia en Til -elftal onder 21: Geertruida -elftal onder 19: Hartjes en Milambo -elftal: Sinisterra -elftal: Marciano -elftal: Pedersen en Aursnes -elftal: Kökçü |                                                  |           |               | |                          |

| zaterdag 16 oktober 2021 16:30 uur, Eredivisie speelronde 9 | Feyenoord                               | 2-2 (1-2) | RKC Waalwijk                                        | Opstelling Feyenoord | Opstelling RKC Waalwijk |  |
| Stadion: De Kuip, Rotterdam Toeschouwers: 47.183 Scheidsrechter: Van Boekel Assistenten: R. van de Ven Assistenten: M. Beijer 4de official: Cantineau Video-assistent: Gözübüyük AVAR: M. Ribbink | 28. Toornstra 34' 26. Til 47' 4. Senesi |           | 37' 7. Odgaard 22. Bakari 45+1' 6. Anita 7. Odgaard | 1. Bijlow, 2. Pedersen, 18. Trauner, 4. Senesi 69' ( 3. Geertruida), 5. Malacia, 28. Toornstra , 10. Kökçü, 26. Til 76' ( 17. Aursnes) 90+10', 9. Alireza, 33. Dessers, 11. Linssen 60' ( 14. Nelson) 90+10' RESERVEBANK: 21. Marciano, 30. Jansen, 3. Geertruida, 25. Hendriks, 17. Aursnes, 20. Teixeira, 14. Nelson, 24. Bannis | 1. Vaessen, 3. Meulensteen, 59. Touba 90+10', 24. Van den Buijs, 2. Gaari, 6. Anita 90+4' ( 12. Mulder) 90+10', 14. El Bouchataoui 69' ( 8. Azhil), 34. Wouters 79' ( 5. Lutonda), 7. Odgaard, 22. Bakari 69' ( 20. Daneels), 29. Kramer 68' ( 9. Stokkers) |  |
| Stadion: De Kuip, Rotterdam Toeschouwers: 47.183 Scheidsrechter: Van Boekel Assistenten: R. van de Ven Assistenten: M. Beijer 4de official: Cantineau Video-assistent: Gözübüyük AVAR: M. Ribbink |                                         |           |                                                     | 1. Bijlow, 2. Pedersen, 18. Trauner, 4. Senesi 69' ( 3. Geertruida), 5. Malacia, 28. Toornstra , 10. Kökçü, 26. Til 76' ( 17. Aursnes) 90+10', 9. Alireza, 33. Dessers, 11. Linssen 60' ( 14. Nelson) 90+10' RESERVEBANK: 21. Marciano, 30. Jansen, 3. Geertruida, 25. Hendriks, 17. Aursnes, 20. Teixeira, 14. Nelson, 24. Bannis | 1. Vaessen, 3. Meulensteen, 59. Touba 90+10', 24. Van den Buijs, 2. Gaari, 6. Anita 90+4' ( 12. Mulder) 90+10', 14. El Bouchataoui 69' ( 8. Azhil), 34. Wouters 79' ( 5. Lutonda), 7. Odgaard, 22. Bakari 69' ( 20. Daneels), 29. Kramer 68' ( 9. Stokkers) |  |
| Stadion: De Kuip, Rotterdam Toeschouwers: 47.183 Scheidsrechter: Van Boekel Assistenten: R. van de Ven Assistenten: M. Beijer 4de official: Cantineau Video-assistent: Gözübüyük AVAR: M. Ribbink |                                         |           |                                                     | 1. Bijlow, 2. Pedersen, 18. Trauner, 4. Senesi 69' ( 3. Geertruida), 5. Malacia, 28. Toornstra , 10. Kökçü, 26. Til 76' ( 17. Aursnes) 90+10', 9. Alireza, 33. Dessers, 11. Linssen 60' ( 14. Nelson) 90+10' RESERVEBANK: 21. Marciano, 30. Jansen, 3. Geertruida, 25. Hendriks, 17. Aursnes, 20. Teixeira, 14. Nelson, 24. Bannis | 1. Vaessen, 3. Meulensteen, 59. Touba 90+10', 24. Van den Buijs, 2. Gaari, 6. Anita 90+4' ( 12. Mulder) 90+10', 14. El Bouchataoui 69' ( 8. Azhil), 34. Wouters 79' ( 5. Lutonda), 7. Odgaard, 22. Bakari 69' ( 20. Daneels), 29. Kramer 68' ( 9. Stokkers) |  |
| Afwezig: Diemers en Sinisterra (nog niet terug van interlands). |                                         |           |                                                     | | |  |

| donderdag 21 oktober 2021 18:45 uur, UEFA Europa Conference League Groepsfase Groep E Speelronde 3                                                            | Feyenoord                                                | 3-1 (2-1) | 1. FC Union Berlin          | Opstelling Feyenoord | Opstelling 1. FC Union Berlin |  |
| Stadion: De Kuip, Rotterdam Toeschouwers: 40.204 Scheidsrechter: Kroeasjvili Assistenten: L. Varamishvili Assistenten: Z. Pipia 4de official: Kharitonashvili | 9. Alireza 11' 26. Til 11. Linssen 29' 7. Sinisterra 76' |           | 35' 14. Awoniyi 28. Trimmel | 1. Bijlow, 2. Pedersen, 18. Trauner, 3. Geertruida, 5. Malacia, 28. Toornstra , 10. Kökçü 83' ( 17. Aursnes), 26. Til, 9. Alireza 83' ( 14. Nelson), 11. Linssen 83' ( 33. Dessers), 7. Sinisterra RESERVEBANK: 21. Marciano, 30. Jansen, 25. Hendriks, 43. Benita, 17. Aursnes, 20. Teixeira, 24. Bannis, 33. Dessers | 1. Luthe, 3. Jaeckel, 31. Knoche, 25. Baumgartl 77' ( 9. Voglsammer) 90', 28. Trimmel , 30. Möhwald 77' ( 36. Teuchert), 8. Khedira 78', 21. Prömel, 26. Puchacz 77' ( 23. Gießelmann), 14. Awoniyi 66' ( 17. Behrens), 10. Kruse 67' ( 27. Becker) |  |
| Stadion: De Kuip, Rotterdam Toeschouwers: 40.204 Scheidsrechter: Kroeasjvili Assistenten: L. Varamishvili Assistenten: Z. Pipia 4de official: Kharitonashvili |                                                          |           |                             | 1. Bijlow, 2. Pedersen, 18. Trauner, 3. Geertruida, 5. Malacia, 28. Toornstra , 10. Kökçü 83' ( 17. Aursnes), 26. Til, 9. Alireza 83' ( 14. Nelson), 11. Linssen 83' ( 33. Dessers), 7. Sinisterra RESERVEBANK: 21. Marciano, 30. Jansen, 25. Hendriks, 43. Benita, 17. Aursnes, 20. Teixeira, 24. Bannis, 33. Dessers | 1. Luthe, 3. Jaeckel, 31. Knoche, 25. Baumgartl 77' ( 9. Voglsammer) 90', 28. Trimmel , 30. Möhwald 77' ( 36. Teuchert), 8. Khedira 78', 21. Prömel, 26. Puchacz 77' ( 23. Gießelmann), 14. Awoniyi 66' ( 17. Behrens), 10. Kruse 67' ( 27. Becker) |  |
| Stadion: De Kuip, Rotterdam Toeschouwers: 40.204 Scheidsrechter: Kroeasjvili Assistenten: L. Varamishvili Assistenten: Z. Pipia 4de official: Kharitonashvili |                                                          |           |                             | 1. Bijlow, 2. Pedersen, 18. Trauner, 3. Geertruida, 5. Malacia, 28. Toornstra , 10. Kökçü 83' ( 17. Aursnes), 26. Til, 9. Alireza 83' ( 14. Nelson), 11. Linssen 83' ( 33. Dessers), 7. Sinisterra RESERVEBANK: 21. Marciano, 30. Jansen, 25. Hendriks, 43. Benita, 17. Aursnes, 20. Teixeira, 24. Bannis, 33. Dessers | 1. Luthe, 3. Jaeckel, 31. Knoche, 25. Baumgartl 77' ( 9. Voglsammer) 90', 28. Trimmel , 30. Möhwald 77' ( 36. Teuchert), 8. Khedira 78', 21. Prömel, 26. Puchacz 77' ( 23. Gießelmann), 14. Awoniyi 66' ( 17. Behrens), 10. Kruse 67' ( 27. Becker) |  |
| Afwezig: Senesi en Diemers . |                                                          |           |                             | | |  |

| zondag 24 oktober 2021 12:15 uur 14:30 uur, Eredivisie speelronde 10 | SC Cambuur                                  | 2-3 (1-2) | Feyenoord                                                                    | Opstelling SC Cambuur | Opstelling Feyenoord |  |
| Stadion: Cambuurstadion, Leeuwarden Toeschouwers: 10.000 Scheidsrechter: Nijhuis Assistenten: E. Zeinstra Assistenten: E. Kleinjan 4de official: Rozendal Video-assistent: Bos AVAR: R. van Vlokhoven | 18. Sambissa 23', 49' 7. Kallon ; 8. Jacobs |           | 25' 11. Linssen 2. Pedersen 45' 17. Aursnes 26. Til 58' 5. Malacia 10. Kökçü | 1. Stevens, 5. Schmidt, 3. Mac-Intosch 76' ( 19. Hendriks), 4. Schouten 61' ( 15. Tol), 16. Bangura 68', 6. Hoedemakers, 18. Sambissa, 8. Jacobs 76' ( 10. Paulissen), 20. Maulun 71' ( 30. Krastev), 7. Kallon, 9. Boere 72' ( 28. Uldriķis) | 1. Bijlow, 2. Pedersen, 18. Trauner, 4. Senesi, 5. Malacia, 17. Aursnes, 10. Kökçü 84' ( 3. Geertruida), 26. Til, 28. Toornstra 55', 11. Linssen, 7. Sinisterra 90+3' ( 14. Nelson) RESERVEBANK: 30. Jansen, 49. Troost, 3. Geertruida, 25. Hendriks, 20. Teixeira, 9. Alireza, 14. Nelson, 24. Bannis, 33. Dessers |  |
| Stadion: Cambuurstadion, Leeuwarden Toeschouwers: 10.000 Scheidsrechter: Nijhuis Assistenten: E. Zeinstra Assistenten: E. Kleinjan 4de official: Rozendal Video-assistent: Bos AVAR: R. van Vlokhoven |                                             |           |                                                                              | 1. Stevens, 5. Schmidt, 3. Mac-Intosch 76' ( 19. Hendriks), 4. Schouten 61' ( 15. Tol), 16. Bangura 68', 6. Hoedemakers, 18. Sambissa, 8. Jacobs 76' ( 10. Paulissen), 20. Maulun 71' ( 30. Krastev), 7. Kallon, 9. Boere 72' ( 28. Uldriķis) | 1. Bijlow, 2. Pedersen, 18. Trauner, 4. Senesi, 5. Malacia, 17. Aursnes, 10. Kökçü 84' ( 3. Geertruida), 26. Til, 28. Toornstra 55', 11. Linssen, 7. Sinisterra 90+3' ( 14. Nelson) RESERVEBANK: 30. Jansen, 49. Troost, 3. Geertruida, 25. Hendriks, 20. Teixeira, 9. Alireza, 14. Nelson, 24. Bannis, 33. Dessers |  |
| Stadion: Cambuurstadion, Leeuwarden Toeschouwers: 10.000 Scheidsrechter: Nijhuis Assistenten: E. Zeinstra Assistenten: E. Kleinjan 4de official: Rozendal Video-assistent: Bos AVAR: R. van Vlokhoven |                                             |           |                                                                              | 1. Stevens, 5. Schmidt, 3. Mac-Intosch 76' ( 19. Hendriks), 4. Schouten 61' ( 15. Tol), 16. Bangura 68', 6. Hoedemakers, 18. Sambissa, 8. Jacobs 76' ( 10. Paulissen), 20. Maulun 71' ( 30. Krastev), 7. Kallon, 9. Boere 72' ( 28. Uldriķis) | 1. Bijlow, 2. Pedersen, 18. Trauner, 4. Senesi, 5. Malacia, 17. Aursnes, 10. Kökçü 84' ( 3. Geertruida), 26. Til, 28. Toornstra 55', 11. Linssen, 7. Sinisterra 90+3' ( 14. Nelson) RESERVEBANK: 30. Jansen, 49. Troost, 3. Geertruida, 25. Hendriks, 20. Teixeira, 9. Alireza, 14. Nelson, 24. Bannis, 33. Dessers |  |
| Afwezig: Marciano en Diemers . |                                             |           |                                                                              | | |  |

| zondag 31 oktober 2021 12:15 uur, Eredivisie speelronde 11 | Sparta Rotterdam | 0-1 (0-0) | Feyenoord         | Opstelling Sparta Rotterdam | Opstelling Feyenoord |  |
| Stadion: Spartastadion Het Kasteel, Rotterdam Toeschouwers: 10.599 Scheidsrechter: Blom Assistenten: R. de Nas Assistenten: A. Boonman 4de official: Blank Video-assistent: Lindhout AVAR: C. Dobre |                  |           | 90+2' 33. Dessers | 1. Okoye, 2. Abels 12', 3. Vriends, 4. Beugelsdijk, 5. Pinto, 6. Auassar 76', 8. Mijnans, 10. Smeets, 7. Masouras, 9. Thy 79' ( 19. Engels), 11. Emegha 84' ( 18. Van Crooij) | 1. Bijlow ( 61'), 2. Pedersen 83' ( 3. Geertruida), 18. Trauner, 4. Senesi 89', 5. Malacia, 10. Kökçü, 26. Til, 28. Toornstra 61' ( 17. Aursnes), 9. Alireza 83' ( 14. Nelson), 11. Linssen 66' ( 33. Dessers), 7. Sinisterra RESERVEBANK: 30. Jansen, 49. Troost, 3. Geertruida, 25. Hendriks, 17. Aursnes, 20. Teixeira, 14. Nelson, 24. Bannis, 33. Dessers |  |
| Stadion: Spartastadion Het Kasteel, Rotterdam Toeschouwers: 10.599 Scheidsrechter: Blom Assistenten: R. de Nas Assistenten: A. Boonman 4de official: Blank Video-assistent: Lindhout AVAR: C. Dobre |                  |           |                   | 1. Okoye, 2. Abels 12', 3. Vriends, 4. Beugelsdijk, 5. Pinto, 6. Auassar 76', 8. Mijnans, 10. Smeets, 7. Masouras, 9. Thy 79' ( 19. Engels), 11. Emegha 84' ( 18. Van Crooij) | 1. Bijlow ( 61'), 2. Pedersen 83' ( 3. Geertruida), 18. Trauner, 4. Senesi 89', 5. Malacia, 10. Kökçü, 26. Til, 28. Toornstra 61' ( 17. Aursnes), 9. Alireza 83' ( 14. Nelson), 11. Linssen 66' ( 33. Dessers), 7. Sinisterra RESERVEBANK: 30. Jansen, 49. Troost, 3. Geertruida, 25. Hendriks, 17. Aursnes, 20. Teixeira, 14. Nelson, 24. Bannis, 33. Dessers |  |
| Stadion: Spartastadion Het Kasteel, Rotterdam Toeschouwers: 10.599 Scheidsrechter: Blom Assistenten: R. de Nas Assistenten: A. Boonman 4de official: Blank Video-assistent: Lindhout AVAR: C. Dobre |                  |           |                   | 1. Okoye, 2. Abels 12', 3. Vriends, 4. Beugelsdijk, 5. Pinto, 6. Auassar 76', 8. Mijnans, 10. Smeets, 7. Masouras, 9. Thy 79' ( 19. Engels), 11. Emegha 84' ( 18. Van Crooij) | 1. Bijlow ( 61'), 2. Pedersen 83' ( 3. Geertruida), 18. Trauner, 4. Senesi 89', 5. Malacia, 10. Kökçü, 26. Til, 28. Toornstra 61' ( 17. Aursnes), 9. Alireza 83' ( 14. Nelson), 11. Linssen 66' ( 33. Dessers), 7. Sinisterra RESERVEBANK: 30. Jansen, 49. Troost, 3. Geertruida, 25. Hendriks, 17. Aursnes, 20. Teixeira, 14. Nelson, 24. Bannis, 33. Dessers |  |
| Afwezig: Marciano en Diemers . |                  |           |                   | | |  |

### November
| donderdag 4 november 2021 21:00 uur, UEFA Europa Conference League Groepsfase Groep E Speelronde 4                                                         | 1. FC Union Berlin          | 1-2 (1-1) | Feyenoord                         | Opstelling 1. FC Union Berlin | Opstelling Feyenoord |  |
| Stadion: Olympiastadion, Berlijn Toeschouwers: 30.000 Scheidsrechter: Stefański Assistenten: M. Obukowicz Assistenten: K. Myrmus 4de official: Sylwestrzak | 28. Trimmel 41' 26. Puchacz |           | 15' 7. Sinisterra 72' 33. Dessers | 1. Luthe, 28. Trimmel 67', 87', 3. Jaeckel 77' ( 9. Voglsammer), 31. Knoche, 5. Friedrich, 26. Puchacz 83' ( 23. Gießelmann), 7. Öztunali 83' ( 36. Teuchert) 88', 8. Khedira 77' ( 21. Prömel), 24. Haraguchi, 27. Becker 59' ( 14. Awoniyi) 67', 17. Behrens | 1. Bijlow ( 74'), 3. Geertruida 62', 18. Trauner, 4. Senesi 83' ( 25. Hendriks), 5. Malacia, 17. Aursnes, 10. Kökçü, 26. Til, 28. Toornstra 74' ( 2. Pedersen), 11. Linssen 64' ( 33. Dessers), 7. Sinisterra RESERVEBANK: 21. Marciano, 30. Jansen, 2. Pedersen, 25. Hendriks, 6. Diemers, 20. Teixeira, 14. Nelson, 24. Bannis, 33. Dessers |  |
| Stadion: Olympiastadion, Berlijn Toeschouwers: 30.000 Scheidsrechter: Stefański Assistenten: M. Obukowicz Assistenten: K. Myrmus 4de official: Sylwestrzak |                             |           |                                   | 1. Luthe, 28. Trimmel 67', 87', 3. Jaeckel 77' ( 9. Voglsammer), 31. Knoche, 5. Friedrich, 26. Puchacz 83' ( 23. Gießelmann), 7. Öztunali 83' ( 36. Teuchert) 88', 8. Khedira 77' ( 21. Prömel), 24. Haraguchi, 27. Becker 59' ( 14. Awoniyi) 67', 17. Behrens | 1. Bijlow ( 74'), 3. Geertruida 62', 18. Trauner, 4. Senesi 83' ( 25. Hendriks), 5. Malacia, 17. Aursnes, 10. Kökçü, 26. Til, 28. Toornstra 74' ( 2. Pedersen), 11. Linssen 64' ( 33. Dessers), 7. Sinisterra RESERVEBANK: 21. Marciano, 30. Jansen, 2. Pedersen, 25. Hendriks, 6. Diemers, 20. Teixeira, 14. Nelson, 24. Bannis, 33. Dessers |  |
| Stadion: Olympiastadion, Berlijn Toeschouwers: 30.000 Scheidsrechter: Stefański Assistenten: M. Obukowicz Assistenten: K. Myrmus 4de official: Sylwestrzak |                             |           |                                   | 1. Luthe, 28. Trimmel 67', 87', 3. Jaeckel 77' ( 9. Voglsammer), 31. Knoche, 5. Friedrich, 26. Puchacz 83' ( 23. Gießelmann), 7. Öztunali 83' ( 36. Teuchert) 88', 8. Khedira 77' ( 21. Prömel), 24. Haraguchi, 27. Becker 59' ( 14. Awoniyi) 67', 17. Behrens | 1. Bijlow ( 74'), 3. Geertruida 62', 18. Trauner, 4. Senesi 83' ( 25. Hendriks), 5. Malacia, 17. Aursnes, 10. Kökçü, 26. Til, 28. Toornstra 74' ( 2. Pedersen), 11. Linssen 64' ( 33. Dessers), 7. Sinisterra RESERVEBANK: 21. Marciano, 30. Jansen, 2. Pedersen, 25. Hendriks, 6. Diemers, 20. Teixeira, 14. Nelson, 24. Bannis, 33. Dessers |  |
| Afwezig: Alireza |                             |           |                                   | | |  |

| zondag 7 november 2021 16:45 uur, Eredivisie speelronde 12 | Feyenoord                    | 1-0 (0-0) | AZ | Opstelling Feyenoord | Opstelling AZ |  |
| Stadion: De Kuip, Rotterdam Toeschouwers: 47.500 Scheidsrechter: Lindhout Assistenten: C. Schaap Assistenten: R. Bluemink 4de official: Van de Graaf Video-assistent: Manschot AVAR: E. Koopman | 33. Dessers 90+2' 14. Nelson |           |    | 1. Bijlow ( 76'), 2. Pedersen, 18. Trauner, 4. Senesi, 5. Malacia, 17. Aursnes, 10. Kökçü, 26. Til, 28. Toornstra 76' ( 9. Alireza), 11. Linssen 82' ( 33. Dessers), 7. Sinisterra 76' ( 14. Nelson) RESERVEBANK: 21. Marciano, 30. Jansen, 3. Geertruida, 25. Hendriks, 6. Diemers, 20. Teixeira, 9. Alireza, 14. Nelson, 24. Bannis, 33. Dessers | 1. Vindahl, 2. Sugawara, 3. Hatzidiakos, 4. Martins Indi, 5. Wijndal 45+3', 6. Midtsjø 76' ( 7. Aboukhlal), 20. Clasie, 10. De Wit, 28. Guðmundsson 70' ( 24. Reijnders), 9. Pavlidis 86', 11. Karlsson |  |
| Stadion: De Kuip, Rotterdam Toeschouwers: 47.500 Scheidsrechter: Lindhout Assistenten: C. Schaap Assistenten: R. Bluemink 4de official: Van de Graaf Video-assistent: Manschot AVAR: E. Koopman |                              |           |    | 1. Bijlow ( 76'), 2. Pedersen, 18. Trauner, 4. Senesi, 5. Malacia, 17. Aursnes, 10. Kökçü, 26. Til, 28. Toornstra 76' ( 9. Alireza), 11. Linssen 82' ( 33. Dessers), 7. Sinisterra 76' ( 14. Nelson) RESERVEBANK: 21. Marciano, 30. Jansen, 3. Geertruida, 25. Hendriks, 6. Diemers, 20. Teixeira, 9. Alireza, 14. Nelson, 24. Bannis, 33. Dessers | 1. Vindahl, 2. Sugawara, 3. Hatzidiakos, 4. Martins Indi, 5. Wijndal 45+3', 6. Midtsjø 76' ( 7. Aboukhlal), 20. Clasie, 10. De Wit, 28. Guðmundsson 70' ( 24. Reijnders), 9. Pavlidis 86', 11. Karlsson |  |
| Stadion: De Kuip, Rotterdam Toeschouwers: 47.500 Scheidsrechter: Lindhout Assistenten: C. Schaap Assistenten: R. Bluemink 4de official: Van de Graaf Video-assistent: Manschot AVAR: E. Koopman |                              |           |    | 1. Bijlow ( 76'), 2. Pedersen, 18. Trauner, 4. Senesi, 5. Malacia, 17. Aursnes, 10. Kökçü, 26. Til, 28. Toornstra 76' ( 9. Alireza), 11. Linssen 82' ( 33. Dessers), 7. Sinisterra 76' ( 14. Nelson) RESERVEBANK: 21. Marciano, 30. Jansen, 3. Geertruida, 25. Hendriks, 6. Diemers, 20. Teixeira, 9. Alireza, 14. Nelson, 24. Bannis, 33. Dessers | 1. Vindahl, 2. Sugawara, 3. Hatzidiakos, 4. Martins Indi, 5. Wijndal 45+3', 6. Midtsjø 76' ( 7. Aboukhlal), 20. Clasie, 10. De Wit, 28. Guðmundsson 70' ( 24. Reijnders), 9. Pavlidis 86', 11. Karlsson |  |
| |                              |           |    | | |  |

| donderdag 11 november 2021 12:00 uur, Vriendschappelijk | Feyenoord                      | 4-3 (0-1) | N.E.C.                                 | Opstelling Feyenoord | Opstelling N.E.C. |
| Stadion: Sportcomplex Varkenoord, Rotterdam Toeschouwers: 0* Scheidsrechter: Ruperti | 33. Dessers 60', 63', 71', 79' |           | 30' 15. Vet 65' 19. Ruiz 85' 6. Bruijn | 30. Jansen, 56. Van Veldhoven 46' ( 61. Zitman), 55. Skogen 46' ( 57. Valk), 25. Hendriks, 60. Van der Zeeuw, 6. Diemers 61' ( 53. Naujoks), 16. Antonucci, 20. Teixeira , 24. Bannis, 33. Dessers, 14. Nelson 70' ( 23. Baldé) |                   |
| Stadion: Sportcomplex Varkenoord, Rotterdam Toeschouwers: 0* Scheidsrechter: Ruperti |                                |           |                                        | 30. Jansen, 56. Van Veldhoven 46' ( 61. Zitman), 55. Skogen 46' ( 57. Valk), 25. Hendriks, 60. Van der Zeeuw, 6. Diemers 61' ( 53. Naujoks), 16. Antonucci, 20. Teixeira , 24. Bannis, 33. Dessers, 14. Nelson 70' ( 23. Baldé) |                   |
| Stadion: Sportcomplex Varkenoord, Rotterdam Toeschouwers: 0* Scheidsrechter: Ruperti |                                |           |                                        | 30. Jansen, 56. Van Veldhoven 46' ( 61. Zitman), 55. Skogen 46' ( 57. Valk), 25. Hendriks, 60. Van der Zeeuw, 6. Diemers 61' ( 53. Naujoks), 16. Antonucci, 20. Teixeira , 24. Bannis, 33. Dessers, 14. Nelson 70' ( 23. Baldé) |                   |
| Bijz.: * Besloten oefenduel. Afwezig: Interlandverplichtingen: -elftal: Bijlow, Malacia en Til -elftal onder 21: Geertruida -elftal onder 19: Hartjes en Milambo -elftal: Marciano -elftal: Pedersen en Aursnes -elftal: Kökçü |                                |           |                                        | |                   |

| zondag 21 november 2021 14:30 uur, Eredivisie speelronde 13 | Feyenoord                                                               | 4-0 (4-0) | PEC Zwolle | Opstelling Feyenoord | Opstelling PEC Zwolle |  |
| Stadion: De Kuip, Rotterdam Toeschouwers: 0 Scheidsrechter: Van den Kerkhof Assistenten: S. van Roekel Assistenten: S. de Groot 4de official: Nagtegaal Video-assistent: Kamphuis AVAR: J. Westhof | 11. Linssen 6', 31' 10. Kökçü ; 7. Sinisterra 9' 5. Malacia 26. Til 35' |           |            | 1. Bijlow ( 67'), 2. Pedersen 66' ( 3. Geertruida), 18. Trauner, 4. Senesi, 5. Malacia, 17. Aursnes, 10. Kökçü, 26. Til 82' ( 20. Teixeira), 28. Toornstra 67' ( 9. Alireza), 11. Linssen 66' ( 33. Dessers), 7. Sinisterra 67' ( 14. Nelson) RESERVEBANK: 21. Marciano, 30. Jansen, 3. Geertruida, 25. Hendriks, 6. Diemers, 20. Teixeira, 9. Alireza, 14. Nelson, 24. Bannis, 33. Dessers | 1. Lamprou, 33. Van den Berg, 15. Kersten, 4. Nakayama, 34. De Wit, 6. Saymak 61' ( 20. Van den Belt), 13. Strieder, 8. Huiberts 46' ( 23. Reijnders), 5. Paal, 9. Tedić 46' ( 27. Pabai), 11. Adžić 61' ( 7. Kastaneer) |  |
| Stadion: De Kuip, Rotterdam Toeschouwers: 0 Scheidsrechter: Van den Kerkhof Assistenten: S. van Roekel Assistenten: S. de Groot 4de official: Nagtegaal Video-assistent: Kamphuis AVAR: J. Westhof |                                                                         |           |            | 1. Bijlow ( 67'), 2. Pedersen 66' ( 3. Geertruida), 18. Trauner, 4. Senesi, 5. Malacia, 17. Aursnes, 10. Kökçü, 26. Til 82' ( 20. Teixeira), 28. Toornstra 67' ( 9. Alireza), 11. Linssen 66' ( 33. Dessers), 7. Sinisterra 67' ( 14. Nelson) RESERVEBANK: 21. Marciano, 30. Jansen, 3. Geertruida, 25. Hendriks, 6. Diemers, 20. Teixeira, 9. Alireza, 14. Nelson, 24. Bannis, 33. Dessers | 1. Lamprou, 33. Van den Berg, 15. Kersten, 4. Nakayama, 34. De Wit, 6. Saymak 61' ( 20. Van den Belt), 13. Strieder, 8. Huiberts 46' ( 23. Reijnders), 5. Paal, 9. Tedić 46' ( 27. Pabai), 11. Adžić 61' ( 7. Kastaneer) |  |
| Stadion: De Kuip, Rotterdam Toeschouwers: 0 Scheidsrechter: Van den Kerkhof Assistenten: S. van Roekel Assistenten: S. de Groot 4de official: Nagtegaal Video-assistent: Kamphuis AVAR: J. Westhof |                                                                         |           |            | 1. Bijlow ( 67'), 2. Pedersen 66' ( 3. Geertruida), 18. Trauner, 4. Senesi, 5. Malacia, 17. Aursnes, 10. Kökçü, 26. Til 82' ( 20. Teixeira), 28. Toornstra 67' ( 9. Alireza), 11. Linssen 66' ( 33. Dessers), 7. Sinisterra 67' ( 14. Nelson) RESERVEBANK: 21. Marciano, 30. Jansen, 3. Geertruida, 25. Hendriks, 6. Diemers, 20. Teixeira, 9. Alireza, 14. Nelson, 24. Bannis, 33. Dessers | 1. Lamprou, 33. Van den Berg, 15. Kersten, 4. Nakayama, 34. De Wit, 6. Saymak 61' ( 20. Van den Belt), 13. Strieder, 8. Huiberts 46' ( 23. Reijnders), 5. Paal, 9. Tedić 46' ( 27. Pabai), 11. Adžić 61' ( 7. Kastaneer) |  |
| |                                                                         |           |            | | |  |

| donderdag 25 november 2021 18:45 uur, UEFA Europa Conference League Groepsfase Groep E Speelronde 5 | Slavia Praag                          | 2-2 (1-1) | Feyenoord *                                         | Opstelling Slavia Praag | Opstelling Feyenoord * |  |
| Stadion: Sinobo Stadium, Praag Toeschouwers: 14.562 Scheidsrechter: Mattias Gestranius Assistenten: J. Aravirta Assistenten: M. Alakare 4de official: Hyytiä                                              | 9. Olayinka 12' 5. Bah 16. Kuchta 66' |           | 31', 90+3' 33. Dessers 28. Toornstra; 3. Geertruida | 28. Mandous, 5. Bah 90+2' ( 27. Traoré), 4. Ousou 27', 30. Kacharaba 89', 19. Dorley, 3. Holeš, 32. Lingr 78' ( 20. Ekpai), 8. Masopust 39' 46' ( 16. Kuchta) 68', 7. Stanciu, 9. Olayinka, 26. Schranz 62' ( 23. Ševčík) 63' | 21. Marciano, 2. Pedersen, 18. Trauner, 4. Senesi ( 78') 85' ( 3. Geertruida), 5. Malacia 72' ( 85'), 17. Aursnes, 10. Kökçü 89', 26. Til 37', 28. Toornstra 78' ( 9. Alireza), 11. Linssen 19' ( 33. Dessers) 89', 7. Sinisterra 85' ( 14. Nelson) RESERVEBANK: 30. Jansen, 49. Troost, 3. Geertruida, 25. Hendriks, 6. Diemers, 20. Teixeira 90+3', 9. Alireza, 14. Nelson, 24. Bannis, 33. Dessers |  |
| Stadion: Sinobo Stadium, Praag Toeschouwers: 14.562 Scheidsrechter: Mattias Gestranius Assistenten: J. Aravirta Assistenten: M. Alakare 4de official: Hyytiä                                              |                                       |           |                                                     | 28. Mandous, 5. Bah 90+2' ( 27. Traoré), 4. Ousou 27', 30. Kacharaba 89', 19. Dorley, 3. Holeš, 32. Lingr 78' ( 20. Ekpai), 8. Masopust 39' 46' ( 16. Kuchta) 68', 7. Stanciu, 9. Olayinka, 26. Schranz 62' ( 23. Ševčík) 63' | 21. Marciano, 2. Pedersen, 18. Trauner, 4. Senesi ( 78') 85' ( 3. Geertruida), 5. Malacia 72' ( 85'), 17. Aursnes, 10. Kökçü 89', 26. Til 37', 28. Toornstra 78' ( 9. Alireza), 11. Linssen 19' ( 33. Dessers) 89', 7. Sinisterra 85' ( 14. Nelson) RESERVEBANK: 30. Jansen, 49. Troost, 3. Geertruida, 25. Hendriks, 6. Diemers, 20. Teixeira 90+3', 9. Alireza, 14. Nelson, 24. Bannis, 33. Dessers |  |
| Stadion: Sinobo Stadium, Praag Toeschouwers: 14.562 Scheidsrechter: Mattias Gestranius Assistenten: J. Aravirta Assistenten: M. Alakare 4de official: Hyytiä                                              |                                       |           |                                                     | 28. Mandous, 5. Bah 90+2' ( 27. Traoré), 4. Ousou 27', 30. Kacharaba 89', 19. Dorley, 3. Holeš, 32. Lingr 78' ( 20. Ekpai), 8. Masopust 39' 46' ( 16. Kuchta) 68', 7. Stanciu, 9. Olayinka, 26. Schranz 62' ( 23. Ševčík) 63' | 21. Marciano, 2. Pedersen, 18. Trauner, 4. Senesi ( 78') 85' ( 3. Geertruida), 5. Malacia 72' ( 85'), 17. Aursnes, 10. Kökçü 89', 26. Til 37', 28. Toornstra 78' ( 9. Alireza), 11. Linssen 19' ( 33. Dessers) 89', 7. Sinisterra 85' ( 14. Nelson) RESERVEBANK: 30. Jansen, 49. Troost, 3. Geertruida, 25. Hendriks, 6. Diemers, 20. Teixeira 90+3', 9. Alireza, 14. Nelson, 24. Bannis, 33. Dessers |  |
| Bijz.: 38' 22. Krmenčík * Door dit resultaat was Feyenoord zeker van de 1ste plaats in de groep en daarmee plaatsing voor de achtste finale van de UEFA Europa Conference League 2021/22. Afwezig: Bijlow |                                       |           |                                                     | | |  |

| zondag 28 november 2021 14:30 uur, Eredivisie speelronde 14 | FC Twente | 0-0 (0-0) | Feyenoord | Opstelling FC Twente | Opstelling Feyenoord |  |
| Stadion: De Grolsch Veste, Enschede Toeschouwers: 0 Scheidsrechter: Gözübüyük Assistenten: J. van Zuilen Assistenten: J. Balder 4de official: Oostrom Video-assistent: Higler AVAR: R. van Vlokhoven |           |           |           | 1. Unnerstall, 2. Troupée 78' ( 2. Pleguezuelo), 35. Hilgers, 3. Pröpper, 23. Sadílek, 19. Zerrouki 43', 6. Brama 86' ( 17. Oosterwolde), 14. Vlap 79' ( 32. Bosch), 39. Rots 61' ( 7. Černý), 13. Van Wolfswinkel 86' ( 27. Ugalde), 18. Limnios | 21. Marciano, 2. Pedersen 82' ( 3. Geertruida), 18. Trauner, 4. Senesi, 5. Malacia, 17. Aursnes, 10. Kökçü 90+1' 90+1' ( 9. Alireza), 26. Til, 28. Toornstra , 11. Linssen 67' ( 33. Dessers), 7. Sinisterra 66' ( 14. Nelson) RESERVEBANK: 30. Jansen, 49. Troost, 3. Geertruida, 25. Hendriks, 6. Diemers, 20. Teixeira, 9. Alireza, 14. Nelson, 24. Bannis, 33. Dessers |  |
| Stadion: De Grolsch Veste, Enschede Toeschouwers: 0 Scheidsrechter: Gözübüyük Assistenten: J. van Zuilen Assistenten: J. Balder 4de official: Oostrom Video-assistent: Higler AVAR: R. van Vlokhoven |           |           |           | 1. Unnerstall, 2. Troupée 78' ( 2. Pleguezuelo), 35. Hilgers, 3. Pröpper, 23. Sadílek, 19. Zerrouki 43', 6. Brama 86' ( 17. Oosterwolde), 14. Vlap 79' ( 32. Bosch), 39. Rots 61' ( 7. Černý), 13. Van Wolfswinkel 86' ( 27. Ugalde), 18. Limnios | 21. Marciano, 2. Pedersen 82' ( 3. Geertruida), 18. Trauner, 4. Senesi, 5. Malacia, 17. Aursnes, 10. Kökçü 90+1' 90+1' ( 9. Alireza), 26. Til, 28. Toornstra , 11. Linssen 67' ( 33. Dessers), 7. Sinisterra 66' ( 14. Nelson) RESERVEBANK: 30. Jansen, 49. Troost, 3. Geertruida, 25. Hendriks, 6. Diemers, 20. Teixeira, 9. Alireza, 14. Nelson, 24. Bannis, 33. Dessers |  |
| Stadion: De Grolsch Veste, Enschede Toeschouwers: 0 Scheidsrechter: Gözübüyük Assistenten: J. van Zuilen Assistenten: J. Balder 4de official: Oostrom Video-assistent: Higler AVAR: R. van Vlokhoven |           |           |           | 1. Unnerstall, 2. Troupée 78' ( 2. Pleguezuelo), 35. Hilgers, 3. Pröpper, 23. Sadílek, 19. Zerrouki 43', 6. Brama 86' ( 17. Oosterwolde), 14. Vlap 79' ( 32. Bosch), 39. Rots 61' ( 7. Černý), 13. Van Wolfswinkel 86' ( 27. Ugalde), 18. Limnios | 21. Marciano, 2. Pedersen 82' ( 3. Geertruida), 18. Trauner, 4. Senesi, 5. Malacia, 17. Aursnes, 10. Kökçü 90+1' 90+1' ( 9. Alireza), 26. Til, 28. Toornstra , 11. Linssen 67' ( 33. Dessers), 7. Sinisterra 66' ( 14. Nelson) RESERVEBANK: 30. Jansen, 49. Troost, 3. Geertruida, 25. Hendriks, 6. Diemers, 20. Teixeira, 9. Alireza, 14. Nelson, 24. Bannis, 33. Dessers |  |
| Afwezig: Bijlow |           |           |           | | |  |

### December
| woensdag 1 december 2021 20:00 uur, Eredivisie inhaalronde 4 | Feyenoord                                    | 2-1 (1-1) | Heracles Almelo          | Opstelling Feyenoord | Opstelling Heracles Almelo |  |
| Stadion: De Kuip, Rotterdam Toeschouwers: 0 Scheidsrechter: Nijhuis Assistenten: B. van Dongen Assistenten: D. Frijn 4de official: Bos Video-assistent: Nagtegaal AVAR: A. Boonman | 7. Sinisterra 45+7', 70' 10. Kökçü ; 26. Til |           | 15' 9. Bakış 18. Azzaoui | 21. Marciano, 3. Geertruida, 18. Trauner, 4. Senesi 58', 5. Malacia, 17. Aursnes, 10. Kökçü 56' ( 28. Toornstra) ( 56'), 26. Til, 9. Alireza 80' ( 14. Nelson), 11. Linssen 56' ( 33. Dessers), 7. Sinisterra 86' ( 2. Pedersen) RESERVEBANK: 30. Jansen, 49. Troost, 2. Pedersen, 25. Hendriks, 6. Diemers, 20. Teixeira, 28. Toornstra, 14. Nelson, 24. Bannis, 33. Dessers | 1. Blaswich, 19. Bakboord 80' ( 23. Fadiga), 5. Rente 47', 13. Knoester, 3. Quagliata 45+9', 6. Kiomourtzoglou, 14. De la Torre, 18. Azzaoui 24' ( 7. Basacikoglu) 45+4' 60' ( 11. Laursen), 16. Sierhuis 60' ( 15. Schoofs), 37. Burgzorg, 9. Bakış |  |
| Stadion: De Kuip, Rotterdam Toeschouwers: 0 Scheidsrechter: Nijhuis Assistenten: B. van Dongen Assistenten: D. Frijn 4de official: Bos Video-assistent: Nagtegaal AVAR: A. Boonman |                                              |           |                          | 21. Marciano, 3. Geertruida, 18. Trauner, 4. Senesi 58', 5. Malacia, 17. Aursnes, 10. Kökçü 56' ( 28. Toornstra) ( 56'), 26. Til, 9. Alireza 80' ( 14. Nelson), 11. Linssen 56' ( 33. Dessers), 7. Sinisterra 86' ( 2. Pedersen) RESERVEBANK: 30. Jansen, 49. Troost, 2. Pedersen, 25. Hendriks, 6. Diemers, 20. Teixeira, 28. Toornstra, 14. Nelson, 24. Bannis, 33. Dessers | 1. Blaswich, 19. Bakboord 80' ( 23. Fadiga), 5. Rente 47', 13. Knoester, 3. Quagliata 45+9', 6. Kiomourtzoglou, 14. De la Torre, 18. Azzaoui 24' ( 7. Basacikoglu) 45+4' 60' ( 11. Laursen), 16. Sierhuis 60' ( 15. Schoofs), 37. Burgzorg, 9. Bakış |  |
| Stadion: De Kuip, Rotterdam Toeschouwers: 0 Scheidsrechter: Nijhuis Assistenten: B. van Dongen Assistenten: D. Frijn 4de official: Bos Video-assistent: Nagtegaal AVAR: A. Boonman |                                              |           |                          | 21. Marciano, 3. Geertruida, 18. Trauner, 4. Senesi 58', 5. Malacia, 17. Aursnes, 10. Kökçü 56' ( 28. Toornstra) ( 56'), 26. Til, 9. Alireza 80' ( 14. Nelson), 11. Linssen 56' ( 33. Dessers), 7. Sinisterra 86' ( 2. Pedersen) RESERVEBANK: 30. Jansen, 49. Troost, 2. Pedersen, 25. Hendriks, 6. Diemers, 20. Teixeira, 28. Toornstra, 14. Nelson, 24. Bannis, 33. Dessers | 1. Blaswich, 19. Bakboord 80' ( 23. Fadiga), 5. Rente 47', 13. Knoester, 3. Quagliata 45+9', 6. Kiomourtzoglou, 14. De la Torre, 18. Azzaoui 24' ( 7. Basacikoglu) 45+4' 60' ( 11. Laursen), 16. Sierhuis 60' ( 15. Schoofs), 37. Burgzorg, 9. Bakış |  |
| Afwezig: Bijlow |                                              |           |                          | | |  |

| zondag 5 december 2021 12:15 uur 16:45 uur, Eredivisie speelronde 15 | Feyenoord | 5-0 (2-0) | Fortuna Sittard | Opstelling Feyenoord | Opstelling Fortuna Sittard |  |
| Stadion: De Kuip, Rotterdam Toeschouwers: 0 Scheidsrechter: Dieperink Assistenten: S. van Roekel Assistenten: S. Nanninga 4de official: Hensgens Video-assistent: Blank AVAR: C. Dobre | 26. Til 8' 11. Linssen 26', 52' 10. Kökçü ; 17. Aursnes 7. Sinisterra 63' 11. Linssen 9. Alireza 89' 6. Diemers |           |                 | 21. Marciano, 2. Pedersen, 3. Geertruida, 4. Senesi ( 82'), 5. Malacia, 17. Aursnes 40', 10. Kökçü 30' ( 9. Alireza), 26. Til 67' ( 14. Nelson), 28. Toornstra 82' ( 6. Diemers), 11. Linssen 67' ( 33. Dessers), 7. Sinisterra 82' ( 24. Bannis) RESERVEBANK: 30. Jansen, 49. Troost, 25. Hendriks, 43. Benita, 6. Diemers, 9. Alireza, 14. Nelson, 24. Bannis, 33. Dessers | 1. Van Osch, 25. Tirpan 68' ( 22. Samaris), 18. Lonwijk, 12. Pinto 19', 35. Cox 60', 14. Tekie, 6. Duarte, 23. Rienstra, 19. Ferati 60' ( 77. Noslin), 8. Flemming, 10. Seuntjens 84' ( 11. Hansson) |  |
| Stadion: De Kuip, Rotterdam Toeschouwers: 0 Scheidsrechter: Dieperink Assistenten: S. van Roekel Assistenten: S. Nanninga 4de official: Hensgens Video-assistent: Blank AVAR: C. Dobre | |           |                 | 21. Marciano, 2. Pedersen, 3. Geertruida, 4. Senesi ( 82'), 5. Malacia, 17. Aursnes 40', 10. Kökçü 30' ( 9. Alireza), 26. Til 67' ( 14. Nelson), 28. Toornstra 82' ( 6. Diemers), 11. Linssen 67' ( 33. Dessers), 7. Sinisterra 82' ( 24. Bannis) RESERVEBANK: 30. Jansen, 49. Troost, 25. Hendriks, 43. Benita, 6. Diemers, 9. Alireza, 14. Nelson, 24. Bannis, 33. Dessers | 1. Van Osch, 25. Tirpan 68' ( 22. Samaris), 18. Lonwijk, 12. Pinto 19', 35. Cox 60', 14. Tekie, 6. Duarte, 23. Rienstra, 19. Ferati 60' ( 77. Noslin), 8. Flemming, 10. Seuntjens 84' ( 11. Hansson) |  |
| Stadion: De Kuip, Rotterdam Toeschouwers: 0 Scheidsrechter: Dieperink Assistenten: S. van Roekel Assistenten: S. Nanninga 4de official: Hensgens Video-assistent: Blank AVAR: C. Dobre | |           |                 | 21. Marciano, 2. Pedersen, 3. Geertruida, 4. Senesi ( 82'), 5. Malacia, 17. Aursnes 40', 10. Kökçü 30' ( 9. Alireza), 26. Til 67' ( 14. Nelson), 28. Toornstra 82' ( 6. Diemers), 11. Linssen 67' ( 33. Dessers), 7. Sinisterra 82' ( 24. Bannis) RESERVEBANK: 30. Jansen, 49. Troost, 25. Hendriks, 43. Benita, 6. Diemers, 9. Alireza, 14. Nelson, 24. Bannis, 33. Dessers | 1. Van Osch, 25. Tirpan 68' ( 22. Samaris), 18. Lonwijk, 12. Pinto 19', 35. Cox 60', 14. Tekie, 6. Duarte, 23. Rienstra, 19. Ferati 60' ( 77. Noslin), 8. Flemming, 10. Seuntjens 84' ( 11. Hansson) |  |
| Afwezig: Bijlow , Trauner en Teixeira . | |           |                 | | |  |

| donderdag 9 december 2021 21:00 uur, UEFA Europa Conference League Groepsfase Groep E Speelronde 6                                       | Feyenoord                                            | 2-1 (1-0) | Maccabi Haifa | Opstelling Feyenoord | Opstelling Maccabi Haifa |  |
| Stadion: De Kuip, Rotterdam Toeschouwers: 0 Scheidsrechter: Balakin Assistenten: V. Matyash Assistenten: O. Zhukov 4de official: Romanov | 33. Dessers 38' 6. Diemers 14. Nelson 65' 24. Bannis |           |               | 1. Bijlow , 2. Pedersen 46' ( 43. Benita) 90+2', 3. Geertruida, 4. Senesi 56' ( 57. Valk), 25. Hendriks, 17. Aursnes 56' ( 45. Hartjes), 6. Diemers 42', 20. Teixeira 51' 71' ( 48. Milambo), 24. Bannis, 33. Dessers, 14. Nelson 79' ( 23. Baldé) RESERVEBANK: 21. Marciano, 30. Jansen, 43. Benita, 57. Valk, 60. Van der Zeeuw, 45. Hartjes, 53. Naujoks, 23. Baldé, 48. Milambo | 90. Mashpati, 25. Meir 59' ( 32. Azruel), 14. José Rodríguez 59' ( 21. David), 15. Arad, 55. Gershon, 17. Tawatha 46' ( 3. Goldberg), 18. Ashkenazi, 16. Abu Fani 30' 46' ( 9. Mohamed), 33. Levi 73', 8. Haziza, 9. Sahar 71' ( 11. Donyoh) |  |
| Stadion: De Kuip, Rotterdam Toeschouwers: 0 Scheidsrechter: Balakin Assistenten: V. Matyash Assistenten: O. Zhukov 4de official: Romanov |                                                      |           |               | 1. Bijlow , 2. Pedersen 46' ( 43. Benita) 90+2', 3. Geertruida, 4. Senesi 56' ( 57. Valk), 25. Hendriks, 17. Aursnes 56' ( 45. Hartjes), 6. Diemers 42', 20. Teixeira 51' 71' ( 48. Milambo), 24. Bannis, 33. Dessers, 14. Nelson 79' ( 23. Baldé) RESERVEBANK: 21. Marciano, 30. Jansen, 43. Benita, 57. Valk, 60. Van der Zeeuw, 45. Hartjes, 53. Naujoks, 23. Baldé, 48. Milambo | 90. Mashpati, 25. Meir 59' ( 32. Azruel), 14. José Rodríguez 59' ( 21. David), 15. Arad, 55. Gershon, 17. Tawatha 46' ( 3. Goldberg), 18. Ashkenazi, 16. Abu Fani 30' 46' ( 9. Mohamed), 33. Levi 73', 8. Haziza, 9. Sahar 71' ( 11. Donyoh) |  |
| Stadion: De Kuip, Rotterdam Toeschouwers: 0 Scheidsrechter: Balakin Assistenten: V. Matyash Assistenten: O. Zhukov 4de official: Romanov |                                                      |           |               | 1. Bijlow , 2. Pedersen 46' ( 43. Benita) 90+2', 3. Geertruida, 4. Senesi 56' ( 57. Valk), 25. Hendriks, 17. Aursnes 56' ( 45. Hartjes), 6. Diemers 42', 20. Teixeira 51' 71' ( 48. Milambo), 24. Bannis, 33. Dessers, 14. Nelson 79' ( 23. Baldé) RESERVEBANK: 21. Marciano, 30. Jansen, 43. Benita, 57. Valk, 60. Van der Zeeuw, 45. Hartjes, 53. Naujoks, 23. Baldé, 48. Milambo | 90. Mashpati, 25. Meir 59' ( 32. Azruel), 14. José Rodríguez 59' ( 21. David), 15. Arad, 55. Gershon, 17. Tawatha 46' ( 3. Goldberg), 18. Ashkenazi, 16. Abu Fani 30' 46' ( 9. Mohamed), 33. Levi 73', 8. Haziza, 9. Sahar 71' ( 11. Donyoh) |  |
| Afwezig: Malacia (rust), Trauner , Kökçü (rust), Til (rust), Toornstra (rust), Sinisterra (rust), Alireza en Linssen (rust).             |                                                      |           |               | | |  |

| zondag 12 december 2021 12:15 uur 14:30 uur, Eredivisie speelronde 16 | FC Groningen                   | 1-1 (0-0) | Feyenoord                 | Opstelling FC Groningen | Opstelling Feyenoord |  |
| Stadion: Euroborg, Groningen Toeschouwers: 0 Scheidsrechter: Makkelie Assistenten: H. Steegstra Assistenten: J. de Vries 4de official: Van der Eijk Video-assistent: Ruperti AVAR: N. van Kampen | 9. Strand Larsen 65' 6. Duarte |           | 60' 4. Senesi 18. Trauner | 1. Leeuwenburgh 80', 11. El Hankouri , 5. Te Wierik, 21. Kasanwirjo 9', 20. Šverko, 3. Van Hintum, 7. Suslov 33', 6. Duarte 89' ( 26. D. van Kaam), 8. De Leeuw 72' ( 29. Postema) 82', 9. Strand Larsen, 27. Ngonge 72' ( 4. Dammers) | 1. Bijlow ( 69'), 2. Pedersen 69' ( 3. Geertruida), 18. Trauner, 4. Senesi, 5. Malacia, 17. Aursnes 53', 10. Kökçü, 26. Til, 28. Toornstra 69' ( 9. Alireza), 11. Linssen 69' ( 33. Dessers), 7. Sinisterra 88' ( 14. Nelson) RESERVEBANK: 21. Marciano, 30. Jansen, 3. Geertruida, 25. Hendriks, 6. Diemers, 20. Teixeira, 9. Alireza, 14. Nelson, 24. Bannis, 33. Dessers |  |
| Stadion: Euroborg, Groningen Toeschouwers: 0 Scheidsrechter: Makkelie Assistenten: H. Steegstra Assistenten: J. de Vries 4de official: Van der Eijk Video-assistent: Ruperti AVAR: N. van Kampen |                                |           |                           | 1. Leeuwenburgh 80', 11. El Hankouri , 5. Te Wierik, 21. Kasanwirjo 9', 20. Šverko, 3. Van Hintum, 7. Suslov 33', 6. Duarte 89' ( 26. D. van Kaam), 8. De Leeuw 72' ( 29. Postema) 82', 9. Strand Larsen, 27. Ngonge 72' ( 4. Dammers) | 1. Bijlow ( 69'), 2. Pedersen 69' ( 3. Geertruida), 18. Trauner, 4. Senesi, 5. Malacia, 17. Aursnes 53', 10. Kökçü, 26. Til, 28. Toornstra 69' ( 9. Alireza), 11. Linssen 69' ( 33. Dessers), 7. Sinisterra 88' ( 14. Nelson) RESERVEBANK: 21. Marciano, 30. Jansen, 3. Geertruida, 25. Hendriks, 6. Diemers, 20. Teixeira, 9. Alireza, 14. Nelson, 24. Bannis, 33. Dessers |  |
| Stadion: Euroborg, Groningen Toeschouwers: 0 Scheidsrechter: Makkelie Assistenten: H. Steegstra Assistenten: J. de Vries 4de official: Van der Eijk Video-assistent: Ruperti AVAR: N. van Kampen |                                |           |                           | 1. Leeuwenburgh 80', 11. El Hankouri , 5. Te Wierik, 21. Kasanwirjo 9', 20. Šverko, 3. Van Hintum, 7. Suslov 33', 6. Duarte 89' ( 26. D. van Kaam), 8. De Leeuw 72' ( 29. Postema) 82', 9. Strand Larsen, 27. Ngonge 72' ( 4. Dammers) | 1. Bijlow ( 69'), 2. Pedersen 69' ( 3. Geertruida), 18. Trauner, 4. Senesi, 5. Malacia, 17. Aursnes 53', 10. Kökçü, 26. Til, 28. Toornstra 69' ( 9. Alireza), 11. Linssen 69' ( 33. Dessers), 7. Sinisterra 88' ( 14. Nelson) RESERVEBANK: 21. Marciano, 30. Jansen, 3. Geertruida, 25. Hendriks, 6. Diemers, 20. Teixeira, 9. Alireza, 14. Nelson, 24. Bannis, 33. Dessers |  |
| |                                |           |                           | | |  |

| woensdag 15 december 2021 18:00 uur, TOTO KNVB beker tweede ronde                                                                                 | FC Twente *                                 | 2-1 (n.v.) (0-0) | Feyenoord                  | Opstelling FC Twente * | Opstelling Feyenoord |  |
| Stadion: De Grolsch Veste, Enschede Toeschouwers: 0 Scheidsrechter: Gözübüyük Assistenten: J. van Zuilen Assistenten: J. Balder 4de official: Bos | 2. Troupée 79' 27. Ugalde 114' 26. Cleonise |                  | 47' 33. Dessers 9. Alireza | 1. Unnerstall, 2. Troupée, 35. Hilgers 55' ( 4. Pleguezuelo), 3. Pröpper 117', 17. Oosterwolde, 19. Zerrouki, 23. Sadílek 55' ( 32. Bosch), 39. Rots 46' ( 18. Limnios), 14. Vlap 101' ( 26. Cleonise), 10. Misidjan 77' ( 7. Černý), 13. Van Wolfswinkel 61' ( 27. Ugalde) 119' | 1. Bijlow , 3. Geertruida, 18. Trauner 46' ( 2. Pedersen), 4. Senesi 115' ( 24. Bannis), 5. Malacia, 17. Aursnes, 10. Kökçü 115' ( 6. Diemers), 26. Til 85' ( 28. Toornstra), 9. Alireza 76' ( 14. Nelson), 33. Dessers, 7. Sinisterra 97' ( 11. Linssen) RESERVEBANK: 21. Marciano, 30. Jansen, 2. Pedersen, 25. Hendriks, 6. Diemers, 20. Teixeira, 28. Toornstra, 11. Linssen, 14. Nelson, 24. Bannis |  |
| Stadion: De Grolsch Veste, Enschede Toeschouwers: 0 Scheidsrechter: Gözübüyük Assistenten: J. van Zuilen Assistenten: J. Balder 4de official: Bos |                                             |                  |                            | 1. Unnerstall, 2. Troupée, 35. Hilgers 55' ( 4. Pleguezuelo), 3. Pröpper 117', 17. Oosterwolde, 19. Zerrouki, 23. Sadílek 55' ( 32. Bosch), 39. Rots 46' ( 18. Limnios), 14. Vlap 101' ( 26. Cleonise), 10. Misidjan 77' ( 7. Černý), 13. Van Wolfswinkel 61' ( 27. Ugalde) 119' | 1. Bijlow , 3. Geertruida, 18. Trauner 46' ( 2. Pedersen), 4. Senesi 115' ( 24. Bannis), 5. Malacia, 17. Aursnes, 10. Kökçü 115' ( 6. Diemers), 26. Til 85' ( 28. Toornstra), 9. Alireza 76' ( 14. Nelson), 33. Dessers, 7. Sinisterra 97' ( 11. Linssen) RESERVEBANK: 21. Marciano, 30. Jansen, 2. Pedersen, 25. Hendriks, 6. Diemers, 20. Teixeira, 28. Toornstra, 11. Linssen, 14. Nelson, 24. Bannis |  |
| Stadion: De Grolsch Veste, Enschede Toeschouwers: 0 Scheidsrechter: Gözübüyük Assistenten: J. van Zuilen Assistenten: J. Balder 4de official: Bos |                                             |                  |                            | 1. Unnerstall, 2. Troupée, 35. Hilgers 55' ( 4. Pleguezuelo), 3. Pröpper 117', 17. Oosterwolde, 19. Zerrouki, 23. Sadílek 55' ( 32. Bosch), 39. Rots 46' ( 18. Limnios), 14. Vlap 101' ( 26. Cleonise), 10. Misidjan 77' ( 7. Černý), 13. Van Wolfswinkel 61' ( 27. Ugalde) 119' | 1. Bijlow , 3. Geertruida, 18. Trauner 46' ( 2. Pedersen), 4. Senesi 115' ( 24. Bannis), 5. Malacia, 17. Aursnes, 10. Kökçü 115' ( 6. Diemers), 26. Til 85' ( 28. Toornstra), 9. Alireza 76' ( 14. Nelson), 33. Dessers, 7. Sinisterra 97' ( 11. Linssen) RESERVEBANK: 21. Marciano, 30. Jansen, 2. Pedersen, 25. Hendriks, 6. Diemers, 20. Teixeira, 28. Toornstra, 11. Linssen, 14. Nelson, 24. Bannis |  |
| Bijz.: * Geplaatst voor de volgende ronde. |                                             |                  |                            | | |  |

| zondag 19 december 2021 14:30 uur, Eredivisie speelronde 17 | Feyenoord | 0-2 (0-1) | Ajax                                                | Opstelling Feyenoord | Opstelling Ajax |  |
| Stadion: De Kuip, Rotterdam Toeschouwers: 0 Scheidsrechter: Higler Assistenten: E. Zeinstra Assistenten: Diks 4de official: Van de Graaf Video-assistent: Van Boekel AVAR: J. van Zuilen |           |           | 44' (e.d.) 4. Senesi 10. Tadić 81' (pen.) 10. Tadić | 1. Bijlow, 2. Pedersen 74' ( 9. Alireza), 3. Geertruida, 4. Senesi, 5. Malacia, 17. Aursnes 51', 10. Kökçü, 26. Til, 28. Toornstra 37', 11. Linssen 13' 69' ( 33. Dessers), 7. Sinisterra 46' ( 14. Nelson) 80' RESERVEBANK: 21. Marciano, 30. Jansen, 25. Hendriks, 43. Benita, 6. Diemers, 20. Teixeira, 9. Alireza, 14. Nelson, 24. Bannis, 33. Dessers, 48. Milambo | 32. Pasveer, 2. Timber 73' ( 15. Rensch), 3. Schuurs, 21. Martínez 19' ( 31. Tagliafico), 17. Blind, 4. Álvarez, 8. Gravenberch 15', 23. Berghuis 60' ( 6. Klaassen), 11. Antony 34', 22. Haller 32', 10. Tadić |  |
| Stadion: De Kuip, Rotterdam Toeschouwers: 0 Scheidsrechter: Higler Assistenten: E. Zeinstra Assistenten: Diks 4de official: Van de Graaf Video-assistent: Van Boekel AVAR: J. van Zuilen |           |           |                                                     | 1. Bijlow, 2. Pedersen 74' ( 9. Alireza), 3. Geertruida, 4. Senesi, 5. Malacia, 17. Aursnes 51', 10. Kökçü, 26. Til, 28. Toornstra 37', 11. Linssen 13' 69' ( 33. Dessers), 7. Sinisterra 46' ( 14. Nelson) 80' RESERVEBANK: 21. Marciano, 30. Jansen, 25. Hendriks, 43. Benita, 6. Diemers, 20. Teixeira, 9. Alireza, 14. Nelson, 24. Bannis, 33. Dessers, 48. Milambo | 32. Pasveer, 2. Timber 73' ( 15. Rensch), 3. Schuurs, 21. Martínez 19' ( 31. Tagliafico), 17. Blind, 4. Álvarez, 8. Gravenberch 15', 23. Berghuis 60' ( 6. Klaassen), 11. Antony 34', 22. Haller 32', 10. Tadić |  |
| Stadion: De Kuip, Rotterdam Toeschouwers: 0 Scheidsrechter: Higler Assistenten: E. Zeinstra Assistenten: Diks 4de official: Van de Graaf Video-assistent: Van Boekel AVAR: J. van Zuilen |           |           |                                                     | 1. Bijlow, 2. Pedersen 74' ( 9. Alireza), 3. Geertruida, 4. Senesi, 5. Malacia, 17. Aursnes 51', 10. Kökçü, 26. Til, 28. Toornstra 37', 11. Linssen 13' 69' ( 33. Dessers), 7. Sinisterra 46' ( 14. Nelson) 80' RESERVEBANK: 21. Marciano, 30. Jansen, 25. Hendriks, 43. Benita, 6. Diemers, 20. Teixeira, 9. Alireza, 14. Nelson, 24. Bannis, 33. Dessers, 48. Milambo | 32. Pasveer, 2. Timber 73' ( 15. Rensch), 3. Schuurs, 21. Martínez 19' ( 31. Tagliafico), 17. Blind, 4. Álvarez, 8. Gravenberch 15', 23. Berghuis 60' ( 6. Klaassen), 11. Antony 34', 22. Haller 32', 10. Tadić |  |
| Bijz.: Slot Afwezig: Trauner . |           |           |                                                     | | |  |

| woensdag 22 december 2021 20:00 uur 18:45 uur, Eredivisie speelronde 18 | sc Heerenveen | 0-3 (0-2) | Feyenoord                                                                  | Opstelling sc Heerenveen | Opstelling Feyenoord |  |
| Stadion: Abe Lenstra Stadion, Heerenveen Toeschouwers: 0 Scheidsrechter: Manschot Assistenten: R. Brondijk Assistenten: M. Kucukerbir 4de official: Blank Video-assistent: Kamphuis AVAR: F. Ozinga |               |           | 32' 26. Til 11. Linssen 44' 4. Senesi 10. Kökçü 58' 11. Linssen 5. Malacia | 22. Mous, 27. Van Ewijk, 4. Van Beek 46' ( 14. Drešević), 15. Bakker, 13. Kaib, 29. Madsen 78' ( 17. Al Hajj), 10. Halilović, 20. J. Veerman 71' ( 21. Kongolo), 11. Musaba 62' ( 8. Nygren), 9. H. Veerman, 6. De Jong 62' ( 7. Stevanović) | 1. Bijlow , 2. Pedersen, 3. Geertruida, 4. Senesi, 5. Malacia, 17. Aursnes, 10. Kökçü, 26. Til, 9. Alireza 75' ( 28. Toornstra), 11. Linssen 86' ( 6. Diemers), 14. Nelson 86' ( 33. Dessers) RESERVEBANK: 21. Marciano, 30. Jansen, 25. Hendriks, 43. Benita, 6. Diemers, 20. Teixeira, 28. Toornstra, 24. Bannis, 33. Dessers |  |
| Stadion: Abe Lenstra Stadion, Heerenveen Toeschouwers: 0 Scheidsrechter: Manschot Assistenten: R. Brondijk Assistenten: M. Kucukerbir 4de official: Blank Video-assistent: Kamphuis AVAR: F. Ozinga |               |           |                                                                            | 22. Mous, 27. Van Ewijk, 4. Van Beek 46' ( 14. Drešević), 15. Bakker, 13. Kaib, 29. Madsen 78' ( 17. Al Hajj), 10. Halilović, 20. J. Veerman 71' ( 21. Kongolo), 11. Musaba 62' ( 8. Nygren), 9. H. Veerman, 6. De Jong 62' ( 7. Stevanović) | 1. Bijlow , 2. Pedersen, 3. Geertruida, 4. Senesi, 5. Malacia, 17. Aursnes, 10. Kökçü, 26. Til, 9. Alireza 75' ( 28. Toornstra), 11. Linssen 86' ( 6. Diemers), 14. Nelson 86' ( 33. Dessers) RESERVEBANK: 21. Marciano, 30. Jansen, 25. Hendriks, 43. Benita, 6. Diemers, 20. Teixeira, 28. Toornstra, 24. Bannis, 33. Dessers |  |
| Stadion: Abe Lenstra Stadion, Heerenveen Toeschouwers: 0 Scheidsrechter: Manschot Assistenten: R. Brondijk Assistenten: M. Kucukerbir 4de official: Blank Video-assistent: Kamphuis AVAR: F. Ozinga |               |           |                                                                            | 22. Mous, 27. Van Ewijk, 4. Van Beek 46' ( 14. Drešević), 15. Bakker, 13. Kaib, 29. Madsen 78' ( 17. Al Hajj), 10. Halilović, 20. J. Veerman 71' ( 21. Kongolo), 11. Musaba 62' ( 8. Nygren), 9. H. Veerman, 6. De Jong 62' ( 7. Stevanović) | 1. Bijlow , 2. Pedersen, 3. Geertruida, 4. Senesi, 5. Malacia, 17. Aursnes, 10. Kökçü, 26. Til, 9. Alireza 75' ( 28. Toornstra), 11. Linssen 86' ( 6. Diemers), 14. Nelson 86' ( 33. Dessers) RESERVEBANK: 21. Marciano, 30. Jansen, 25. Hendriks, 43. Benita, 6. Diemers, 20. Teixeira, 28. Toornstra, 24. Bannis, 33. Dessers |  |
| Afwezig: Trauner . |               |           |                                                                            | | |  |

De winterstop begon op 24 december 2021

### Januari
De winterstop duurde tot en met 13 januari 2022
| zaterdag 8 januari 2022 12:30 uur, Vriendschappelijk * | Club Brugge | Afgelast ** | Feyenoord | Opstelling Club Brugge | Opstelling Feyenoord |
| Stadion: Marbella Football Center, Marbella |             |             |           |                        |                      |
| |             |             |           |                        |                      |
| |             |             |           |                        |                      |
| Bijz.: * Oorspronkelijk was deze wedstrijd de afsluiting van het trainingskamp in Zuid-Spanje. Dit trainingskamp werd echter afgelast wegens een corona-uitbraak bij Feyenoord. Hierdoor werd de reis beperkt tot enkel deze wedstrijd. ** De wedstrijd werd definitief afgelast omdat Feyenoord de coronasituatie op het complex in Spanje niet vertrouwde. |             |             |           |                        |                      |

| zaterdag 8 januari 2022 11:00 uur, Vriendschappelijk ** | Feyenoord                        | 3-1 (2-1) | PEC Zwolle      | Opstelling Feyenoord | Opstelling PEC Zwolle |
| Stadion: Sportcomplex Varkenoord, Rotterdam Toeschouwers: 0* Scheidsrechter: Van de Graaf                                                                         | 10. Kökçü 24', 42' 52. Ladan 76' |           | 39' 4. Nakayama | 1. Bijlow 60' ( 21. Marciano), 2. Pedersen 60' ( 44. Gündüz), 18. Trauner 46' ( 48. Milambo), 3. Geertruida 60' ( 66. Hokke), 5. Malacia 60' ( 67. Kleijn), 17. Aursnes, 10. Kökçü 60' ( 45. Hartjes), 26. Til 46' ( 28. Toornstra) ( 46'), 9. Alireza 60' ( 52. Ladan), 11. Linssen 60' ( 24. Bannis), 14. Nelson 60' ( 53. Naujoks) |                       |
| Stadion: Sportcomplex Varkenoord, Rotterdam Toeschouwers: 0* Scheidsrechter: Van de Graaf                                                                         |                                  |           |                 | 1. Bijlow 60' ( 21. Marciano), 2. Pedersen 60' ( 44. Gündüz), 18. Trauner 46' ( 48. Milambo), 3. Geertruida 60' ( 66. Hokke), 5. Malacia 60' ( 67. Kleijn), 17. Aursnes, 10. Kökçü 60' ( 45. Hartjes), 26. Til 46' ( 28. Toornstra) ( 46'), 9. Alireza 60' ( 52. Ladan), 11. Linssen 60' ( 24. Bannis), 14. Nelson 60' ( 53. Naujoks) |                       |
| Stadion: Sportcomplex Varkenoord, Rotterdam Toeschouwers: 0* Scheidsrechter: Van de Graaf                                                                         |                                  |           |                 | 1. Bijlow 60' ( 21. Marciano), 2. Pedersen 60' ( 44. Gündüz), 18. Trauner 46' ( 48. Milambo), 3. Geertruida 60' ( 66. Hokke), 5. Malacia 60' ( 67. Kleijn), 17. Aursnes, 10. Kökçü 60' ( 45. Hartjes), 26. Til 46' ( 28. Toornstra) ( 46'), 9. Alireza 60' ( 52. Ladan), 11. Linssen 60' ( 24. Bannis), 14. Nelson 60' ( 53. Naujoks) |                       |
| Bijz.: * Besloten oefenduel. ** Deze wedstrijd verving de afgelaste oefenwedstrijd tegen Club Brugge. Afwezig: Senesi, Hendriks, Teixeira, Sinisterra en Dessers. |                                  |           |                 | |                       |

| zaterdag 15 januari 2022 20:00 uur, Eredivisie speelronde 19 | Feyenoord   | 0-1 (0-0) | Vitesse       | Opstelling Feyenoord | Opstelling Vitesse |  |
| Stadion: De Kuip, Rotterdam Toeschouwers: 0 Scheidsrechter: Lindhout Assistenten: C. Schaap Assistenten: R. Bluemink 4de official: Blank Video-assistent: Kamphuis AVAR: S. de Groot | 26. Til 73' |           | 69' 7. Openda | 1. Bijlow , 2. Pedersen, 18. Trauner 82' ( 28. Toornstra), 3. Geertruida 21', 5. Malacia, 17. Aursnes, 10. Kökçü, 26. Til, 9. Alireza 76', 11. Linssen, 14. Nelson 68' ( 33. Dessers) RESERVEBANK: 21. Marciano, 30. Jansen, 4. Senesi, 25. Hendriks, 32. Hall, 28. Toornstra, 45. Hartjes, 33. Dessers, 48. Milambo | 24. Houwen, 3. Doekhi , 10. Bazoer 89' ( 18. Hájek), 6. Rasmussen, 2. Dasa 90+1', 22. Domgjoni, 8. Tronstad 69' ( 36. Vroegh), 32. Wittek, 29. Buitink 78' ( 16. Oroz), 9. Grbić 79' ( 40. Huisman), 7. Openda |  |
| Stadion: De Kuip, Rotterdam Toeschouwers: 0 Scheidsrechter: Lindhout Assistenten: C. Schaap Assistenten: R. Bluemink 4de official: Blank Video-assistent: Kamphuis AVAR: S. de Groot |             |           |               | 1. Bijlow , 2. Pedersen, 18. Trauner 82' ( 28. Toornstra), 3. Geertruida 21', 5. Malacia, 17. Aursnes, 10. Kökçü, 26. Til, 9. Alireza 76', 11. Linssen, 14. Nelson 68' ( 33. Dessers) RESERVEBANK: 21. Marciano, 30. Jansen, 4. Senesi, 25. Hendriks, 32. Hall, 28. Toornstra, 45. Hartjes, 33. Dessers, 48. Milambo | 24. Houwen, 3. Doekhi , 10. Bazoer 89' ( 18. Hájek), 6. Rasmussen, 2. Dasa 90+1', 22. Domgjoni, 8. Tronstad 69' ( 36. Vroegh), 32. Wittek, 29. Buitink 78' ( 16. Oroz), 9. Grbić 79' ( 40. Huisman), 7. Openda |  |
| Stadion: De Kuip, Rotterdam Toeschouwers: 0 Scheidsrechter: Lindhout Assistenten: C. Schaap Assistenten: R. Bluemink 4de official: Blank Video-assistent: Kamphuis AVAR: S. de Groot |             |           |               | 1. Bijlow , 2. Pedersen, 18. Trauner 82' ( 28. Toornstra), 3. Geertruida 21', 5. Malacia, 17. Aursnes, 10. Kökçü, 26. Til, 9. Alireza 76', 11. Linssen, 14. Nelson 68' ( 33. Dessers) RESERVEBANK: 21. Marciano, 30. Jansen, 4. Senesi, 25. Hendriks, 32. Hall, 28. Toornstra, 45. Hartjes, 33. Dessers, 48. Milambo | 24. Houwen, 3. Doekhi , 10. Bazoer 89' ( 18. Hájek), 6. Rasmussen, 2. Dasa 90+1', 22. Domgjoni, 8. Tronstad 69' ( 36. Vroegh), 32. Wittek, 29. Buitink 78' ( 16. Oroz), 9. Grbić 79' ( 40. Huisman), 7. Openda |  |
| Bijz.: * Feyenoord speelde met rouwbanden om de overleden Christian Gyan te herdenken. Afwezig: Teixeira (contractonderhandelingen) en Sinisterra .                                  |             |           |               | | |  |

| zondag 23 januari 2022 12:15 uur, Eredivisie speelronde 20 | N.E.C.         | 1-4 (1-1) | Feyenoord                                                                       | Opstelling N.E.C. | Opstelling Feyenoord |  |
| Stadion: Goffertstadion, Nijmegen Toeschouwers: 0 Scheidsrechter: Van Boekel Assistenten: F. Vandeursen Assistenten: K. Bodde 4de official: Ruperti Video-assistent: Martens AVAR: B. Persoon | 20. Schöne 17' |           | 32' (pen.) 53' 10. Kökçü 11. Linssen 64' 9. Alireza 90+1' 26. Til 28. Toornstra | 1. Branderhorst, 28. Van Rooij, 5. Guth 75' ( 14. Duelund), 4. Márquez 87', 26. Odenthal, 24. Verdonk 84' ( 2. Bronkhorst), 20. Schöne , 71. Proper 68' ( 6. Bruijn), 11. Mattsson, 7. Tavşan, 9. Akman 68' ( 17. Romeny) | 1. Bijlow , 3. Geertruida 71' ( 28. Toornstra), 18. Trauner, 4. Senesi, 5. Malacia, 17. Aursnes, 10. Kökçü, 26. Til, 9. Alireza 84' ( 33. Dessers), 11. Linssen 84' ( 32. Hall), 14. Nelson 67' ( 7. Sinisterra) RESERVEBANK: 21. Marciano, 30. Jansen, 25. Hendriks, 32. Hall, 28. Toornstra, 7. Sinisterra, 23. Wålemark, 33. Dessers |  |
| Stadion: Goffertstadion, Nijmegen Toeschouwers: 0 Scheidsrechter: Van Boekel Assistenten: F. Vandeursen Assistenten: K. Bodde 4de official: Ruperti Video-assistent: Martens AVAR: B. Persoon |                |           |                                                                                 | 1. Branderhorst, 28. Van Rooij, 5. Guth 75' ( 14. Duelund), 4. Márquez 87', 26. Odenthal, 24. Verdonk 84' ( 2. Bronkhorst), 20. Schöne , 71. Proper 68' ( 6. Bruijn), 11. Mattsson, 7. Tavşan, 9. Akman 68' ( 17. Romeny) | 1. Bijlow , 3. Geertruida 71' ( 28. Toornstra), 18. Trauner, 4. Senesi, 5. Malacia, 17. Aursnes, 10. Kökçü, 26. Til, 9. Alireza 84' ( 33. Dessers), 11. Linssen 84' ( 32. Hall), 14. Nelson 67' ( 7. Sinisterra) RESERVEBANK: 21. Marciano, 30. Jansen, 25. Hendriks, 32. Hall, 28. Toornstra, 7. Sinisterra, 23. Wålemark, 33. Dessers |  |
| Stadion: Goffertstadion, Nijmegen Toeschouwers: 0 Scheidsrechter: Van Boekel Assistenten: F. Vandeursen Assistenten: K. Bodde 4de official: Ruperti Video-assistent: Martens AVAR: B. Persoon |                |           |                                                                                 | 1. Branderhorst, 28. Van Rooij, 5. Guth 75' ( 14. Duelund), 4. Márquez 87', 26. Odenthal, 24. Verdonk 84' ( 2. Bronkhorst), 20. Schöne , 71. Proper 68' ( 6. Bruijn), 11. Mattsson, 7. Tavşan, 9. Akman 68' ( 17. Romeny) | 1. Bijlow , 3. Geertruida 71' ( 28. Toornstra), 18. Trauner, 4. Senesi, 5. Malacia, 17. Aursnes, 10. Kökçü, 26. Til, 9. Alireza 84' ( 33. Dessers), 11. Linssen 84' ( 32. Hall), 14. Nelson 67' ( 7. Sinisterra) RESERVEBANK: 21. Marciano, 30. Jansen, 25. Hendriks, 32. Hall, 28. Toornstra, 7. Sinisterra, 23. Wålemark, 33. Dessers |  |
| Afwezig: Pedersen , Bassett en Teixeira (contractonderhandelingen). |                |           |                                                                                 | | |  |

| donderdag 26 januari 2022 14:00 uur, Vriendschappelijk                               | Feyenoord                                          | 6-2 (4-2) | Vitesse                         | Opstelling Feyenoord | Opstelling Vitesse |
| Stadion: Sportcomplex Varkenoord, Rotterdam Toeschouwers: 0* Scheidsrechter: Ruperti | 23. Wålemark 3', 41' 33. Dessers 8', 29', 51', 55' |           | 9' 11. Frederiksen 11' 9. Grbić | 1. Bijlow 46' ( 21. Marciano), 3. Geertruida, 18. Trauner, 4. Senesi, 5. Malacia, 17. Aursnes, 10. Kökçü, 28. Toornstra , 23. Wålemark 46' ( 6. Hendrix), 33. Dessers, 7. Sinisterra |                    |
| Stadion: Sportcomplex Varkenoord, Rotterdam Toeschouwers: 0* Scheidsrechter: Ruperti |                                                    |           |                                 | 1. Bijlow 46' ( 21. Marciano), 3. Geertruida, 18. Trauner, 4. Senesi, 5. Malacia, 17. Aursnes, 10. Kökçü, 28. Toornstra , 23. Wålemark 46' ( 6. Hendrix), 33. Dessers, 7. Sinisterra |                    |
| Stadion: Sportcomplex Varkenoord, Rotterdam Toeschouwers: 0* Scheidsrechter: Ruperti |                                                    |           |                                 | 1. Bijlow 46' ( 21. Marciano), 3. Geertruida, 18. Trauner, 4. Senesi, 5. Malacia, 17. Aursnes, 10. Kökçü, 28. Toornstra , 23. Wålemark 46' ( 6. Hendrix), 33. Dessers, 7. Sinisterra |                    |
| Bijz.: * Besloten oefenduel. Afwezig: Bassett .                                      |                                                    |           |                                 | |                    |

### Februari
| zondag 6 februari 2022 12:15 uur, Eredivisie speelronde 21 * | Feyenoord                                                  | 4-0 (2-0) | Sparta Rotterdam | Opstelling Feyenoord | Opstelling Sparta Rotterdam |  |
| Stadion: De Kuip, Rotterdam Toeschouwers: 17.039 Scheidsrechter: Gözübüyük Assistenten: J. van Zuilen Assistenten: J. Balder 4de official: Kooij Video-assistent: Van den Kerkhof AVAR: R. Bluemink | 10. Kökçü 4' 9. Alireza 11' 7. Sinisterra 26. Til 50', 70' |           |                  | 1. Bijlow , 3. Geertruida 81' ( 2. Pedersen), 18. Trauner, 4. Senesi 68', 5. Malacia, 17. Aursnes 75' ( 6. Hendrix), 10. Kökçü, 26. Til 75' ( 28. Toornstra), 9. Alireza 75' ( 23. Wålemark), 11. Linssen 66' ( 33. Dessers), 7. Sinisterra RESERVEBANK: 21. Msarciano, 30. Jansen, 2. Pedersen, 25. Hendriks, 6. Hendrix, 19. Bassett, 28. Toornstra, 23. Wålemark, 33. Dessers | 1. Okoye, 2. Van Crooy, 6. Abels, 3. Vriends 79' ( 13. Van Mullem), 4. Auassar 79' ( 14. Heylen), 5. Durmisi 69' ( 15. Pinto), 8. De Kamps 84', 10. Namli 35' ( 18. Mijnans), 7. Verschueren, 11. Dalmau 69' ( 19. Engels), 9. Thy |  |
| Stadion: De Kuip, Rotterdam Toeschouwers: 17.039 Scheidsrechter: Gözübüyük Assistenten: J. van Zuilen Assistenten: J. Balder 4de official: Kooij Video-assistent: Van den Kerkhof AVAR: R. Bluemink |                                                            |           |                  | 1. Bijlow , 3. Geertruida 81' ( 2. Pedersen), 18. Trauner, 4. Senesi 68', 5. Malacia, 17. Aursnes 75' ( 6. Hendrix), 10. Kökçü, 26. Til 75' ( 28. Toornstra), 9. Alireza 75' ( 23. Wålemark), 11. Linssen 66' ( 33. Dessers), 7. Sinisterra RESERVEBANK: 21. Msarciano, 30. Jansen, 2. Pedersen, 25. Hendriks, 6. Hendrix, 19. Bassett, 28. Toornstra, 23. Wålemark, 33. Dessers | 1. Okoye, 2. Van Crooy, 6. Abels, 3. Vriends 79' ( 13. Van Mullem), 4. Auassar 79' ( 14. Heylen), 5. Durmisi 69' ( 15. Pinto), 8. De Kamps 84', 10. Namli 35' ( 18. Mijnans), 7. Verschueren, 11. Dalmau 69' ( 19. Engels), 9. Thy |  |
| Stadion: De Kuip, Rotterdam Toeschouwers: 17.039 Scheidsrechter: Gözübüyük Assistenten: J. van Zuilen Assistenten: J. Balder 4de official: Kooij Video-assistent: Van den Kerkhof AVAR: R. Bluemink |                                                            |           |                  | 1. Bijlow , 3. Geertruida 81' ( 2. Pedersen), 18. Trauner, 4. Senesi 68', 5. Malacia, 17. Aursnes 75' ( 6. Hendrix), 10. Kökçü, 26. Til 75' ( 28. Toornstra), 9. Alireza 75' ( 23. Wålemark), 11. Linssen 66' ( 33. Dessers), 7. Sinisterra RESERVEBANK: 21. Msarciano, 30. Jansen, 2. Pedersen, 25. Hendriks, 6. Hendrix, 19. Bassett, 28. Toornstra, 23. Wålemark, 33. Dessers | 1. Okoye, 2. Van Crooy, 6. Abels, 3. Vriends 79' ( 13. Van Mullem), 4. Auassar 79' ( 14. Heylen), 5. Durmisi 69' ( 15. Pinto), 8. De Kamps 84', 10. Namli 35' ( 18. Mijnans), 7. Verschueren, 11. Dalmau 69' ( 19. Engels), 9. Thy |  |
| Bijz.: * Voor de wedstrijd werd er een minuut geapplaudisseerd om de overleden Wim Janssen te herdenken. Tevens droegen de spelers van Feyenoord rouwbanden. Afwezig: Sandler en Nelson .           |                                                            |           |                  | | |  |

| zondag 13 februari 2022 14:30 uur, Eredivisie speelronde 22 | RKC Waalwijk | 0-2 (0-1) | Feyenoord                                          | Opstelling RKC Waalwijk | Opstelling Feyenoord |  |
| Stadion: Mandemakers Stadion, Waalwijk Toeschouwers: 2.126 Scheidsrechter: Manschot Assistenten: C. Schaap Assistenten: M. Ribbink 4de official: Rozendal Video-assistent: Mulder AVAR: F. Jansen |              |           | 45' 10. Kökçü 11. Linssen 89' 6. Hendrix 10. Kökçü | 1. Vaessen, 4. Adewoye, 3. Meulensteen, 59. Touba, 2. Gaari, 6. Anita 81' ( 8. Azhil), 7. Odgaard, 33. Oukili 81' ( 11. Bel Hassani), 34. Wouters, 29. Kramer 72' ( 9. Stokkers), 22. Bakari 62' ( 10. Van der Venne) | 1. Bijlow , 3. Geertruida 85' ( 2. Pedersen), 18. Trauner, 4. Senesi, 5. Malacia, 17. Aursnes, 10. Kökçü, 26. Til 67' ( 28. Toornstra), 9. Alireza, 11. Linssen 66' ( 33. Dessers), 7. Sinisterra 81' ( 6. Hendrix) RESERVEBANK: 21. Marciano, 30. Jansen, 2. Pedersen, 25. Hendriks, 6. Hendrix, 19. Bassett, 28. Toornstra, 14. Nelson, 23. Wålemark, 33. Dessers |  |
| Stadion: Mandemakers Stadion, Waalwijk Toeschouwers: 2.126 Scheidsrechter: Manschot Assistenten: C. Schaap Assistenten: M. Ribbink 4de official: Rozendal Video-assistent: Mulder AVAR: F. Jansen |              |           |                                                    | 1. Vaessen, 4. Adewoye, 3. Meulensteen, 59. Touba, 2. Gaari, 6. Anita 81' ( 8. Azhil), 7. Odgaard, 33. Oukili 81' ( 11. Bel Hassani), 34. Wouters, 29. Kramer 72' ( 9. Stokkers), 22. Bakari 62' ( 10. Van der Venne) | 1. Bijlow , 3. Geertruida 85' ( 2. Pedersen), 18. Trauner, 4. Senesi, 5. Malacia, 17. Aursnes, 10. Kökçü, 26. Til 67' ( 28. Toornstra), 9. Alireza, 11. Linssen 66' ( 33. Dessers), 7. Sinisterra 81' ( 6. Hendrix) RESERVEBANK: 21. Marciano, 30. Jansen, 2. Pedersen, 25. Hendriks, 6. Hendrix, 19. Bassett, 28. Toornstra, 14. Nelson, 23. Wålemark, 33. Dessers |  |
| Stadion: Mandemakers Stadion, Waalwijk Toeschouwers: 2.126 Scheidsrechter: Manschot Assistenten: C. Schaap Assistenten: M. Ribbink 4de official: Rozendal Video-assistent: Mulder AVAR: F. Jansen |              |           |                                                    | 1. Vaessen, 4. Adewoye, 3. Meulensteen, 59. Touba, 2. Gaari, 6. Anita 81' ( 8. Azhil), 7. Odgaard, 33. Oukili 81' ( 11. Bel Hassani), 34. Wouters, 29. Kramer 72' ( 9. Stokkers), 22. Bakari 62' ( 10. Van der Venne) | 1. Bijlow , 3. Geertruida 85' ( 2. Pedersen), 18. Trauner, 4. Senesi, 5. Malacia, 17. Aursnes, 10. Kökçü, 26. Til 67' ( 28. Toornstra), 9. Alireza, 11. Linssen 66' ( 33. Dessers), 7. Sinisterra 81' ( 6. Hendrix) RESERVEBANK: 21. Marciano, 30. Jansen, 2. Pedersen, 25. Hendriks, 6. Hendrix, 19. Bassett, 28. Toornstra, 14. Nelson, 23. Wålemark, 33. Dessers |  |
| Afwezig: Sandler . |              |           |                                                    | | |  |

| zondag 20 februari 2022 14:30 uur, Eredivisie speelronde 23 | Feyenoord                                                                | 3-1 (2-1) | SC Cambuur               | Opstelling Feyenoord | Opstelling SC Cambuur |  |
| Stadion: De Kuip, Rotterdam Toeschouwers: 44.000 Scheidsrechter: Kamphuis Assistenten: R. de Nas Assistenten: K. Bodde 4de official: Nagtegaal Video-assistent: Blom AVAR: A. Boonman | 7. Sinisterra 24' 10. Kökçü 45' 17. Aursnes 9. Alireza 50' 7. Sinisterra |           | 17' 9. Boere 4. Schouten | 1. Bijlow , 3. Geertruida, 18. Trauner, 4. Senesi, 5. Malacia 37', 17. Aursnes 57'*, 10. Kökçü 77' ( 6. Hendrix), 26. Til 88' ( 19. Bassett), 9. Alireza 66' ( 23. Wålemark), 11. Linssen 77' ( 28. Toornstra), 7. Sinisterra RESERVEBANK: 21. Marciano, 30. Jansen, 2. Pedersen, 25. Hendriks, 6. Hendrix, 19. Bassett, 28. Toornstra, 23. Wålemark | 1. Stevens, 5. Schmidt, 3. Mac-Intosch 22' 63' ( 15. Tol), 4. Schouten , 16. Bangura, 10. Paulissen 68' ( 8. Jacobs) 89', 6. Hoedemakers 77' ( 2. Ter Heide), 20. Maulun, 7. Kallon 77' ( 17. Doodeman), 9. Boere 63' ( 14. Breij) 79', 11. Joosten 77' ( 18. Sambissa) |  |
| Stadion: De Kuip, Rotterdam Toeschouwers: 44.000 Scheidsrechter: Kamphuis Assistenten: R. de Nas Assistenten: K. Bodde 4de official: Nagtegaal Video-assistent: Blom AVAR: A. Boonman |                                                                          |           |                          | 1. Bijlow , 3. Geertruida, 18. Trauner, 4. Senesi, 5. Malacia 37', 17. Aursnes 57'*, 10. Kökçü 77' ( 6. Hendrix), 26. Til 88' ( 19. Bassett), 9. Alireza 66' ( 23. Wålemark), 11. Linssen 77' ( 28. Toornstra), 7. Sinisterra RESERVEBANK: 21. Marciano, 30. Jansen, 2. Pedersen, 25. Hendriks, 6. Hendrix, 19. Bassett, 28. Toornstra, 23. Wålemark | 1. Stevens, 5. Schmidt, 3. Mac-Intosch 22' 63' ( 15. Tol), 4. Schouten , 16. Bangura, 10. Paulissen 68' ( 8. Jacobs) 89', 6. Hoedemakers 77' ( 2. Ter Heide), 20. Maulun, 7. Kallon 77' ( 17. Doodeman), 9. Boere 63' ( 14. Breij) 79', 11. Joosten 77' ( 18. Sambissa) |  |
| Stadion: De Kuip, Rotterdam Toeschouwers: 44.000 Scheidsrechter: Kamphuis Assistenten: R. de Nas Assistenten: K. Bodde 4de official: Nagtegaal Video-assistent: Blom AVAR: A. Boonman |                                                                          |           |                          | 1. Bijlow , 3. Geertruida, 18. Trauner, 4. Senesi, 5. Malacia 37', 17. Aursnes 57'*, 10. Kökçü 77' ( 6. Hendrix), 26. Til 88' ( 19. Bassett), 9. Alireza 66' ( 23. Wålemark), 11. Linssen 77' ( 28. Toornstra), 7. Sinisterra RESERVEBANK: 21. Marciano, 30. Jansen, 2. Pedersen, 25. Hendriks, 6. Hendrix, 19. Bassett, 28. Toornstra, 23. Wålemark | 1. Stevens, 5. Schmidt, 3. Mac-Intosch 22' 63' ( 15. Tol), 4. Schouten , 16. Bangura, 10. Paulissen 68' ( 8. Jacobs) 89', 6. Hoedemakers 77' ( 2. Ter Heide), 20. Maulun, 7. Kallon 77' ( 17. Doodeman), 9. Boere 63' ( 14. Breij) 79', 11. Joosten 77' ( 18. Sambissa) |  |
| Bijz.: * Dit was voor Fredrik Aursnes zijn vijfde gele kaart van het seizoen. Dit betekende een schorsing van 1 competitiewedstrijd. Afwezig: Sandler , Nelson en Dessers .           |                                                                          |           |                          | | |  |

| zondag 27 februari 2022 12:15 uur, Eredivisie speelronde 24 | AZ                                          | 2-1 (2-0) | Feyenoord         | Opstelling AZ | Opstelling Feyenoord |  |
| Stadion: AFAS Stadion, Alkmaar Toeschouwers: 16.241 Scheidsrechter: Higler Assistenten: E. Zeinstra Assistenten: R. Bluemink 4de official: Dieperink Video-assistent: Van Boekel AVAR: Diks | 11. Karlsson 19', 30' (pen.) 10. De Wit 37' |           | 52' 3. Geertruida | 1. Vindahl, 2. Sugawara, 3. Hatzidiakos, 4. Martins Indi 27', 5. Wijndal 90+6', 20. Clasie 77' 87' ( 31. Beukema), 10. De Wit 38', 6. Midtsjø 68' ( 24. Reijnders), 15. Witry 68' ( 7. Aboukhlal), 9. Pavlidis 78' ( 8. Sowah), 11. Karlsson 90+7' | 1. Bijlow, 3. Geertruida, 18. Trauner, 4. Senesi 87' ( 19. Bassett), 5. Malacia 28' 46' ( 2. Pedersen), 6. Hendrix 18' 73' ( 9. Alireza), 10. Kökçü 26', 26. Til, 28. Toornstra , 11. Linssen 82' ( 23. Wålemark), 7. Sinisterra RESERVEBANK: 21. Marciano, 30. Jansen, 2. Pedersen, 25. Hendriks, 19. Bassett, 9. Alireza, 23. Wålemark |  |
| Stadion: AFAS Stadion, Alkmaar Toeschouwers: 16.241 Scheidsrechter: Higler Assistenten: E. Zeinstra Assistenten: R. Bluemink 4de official: Dieperink Video-assistent: Van Boekel AVAR: Diks |                                             |           |                   | 1. Vindahl, 2. Sugawara, 3. Hatzidiakos, 4. Martins Indi 27', 5. Wijndal 90+6', 20. Clasie 77' 87' ( 31. Beukema), 10. De Wit 38', 6. Midtsjø 68' ( 24. Reijnders), 15. Witry 68' ( 7. Aboukhlal), 9. Pavlidis 78' ( 8. Sowah), 11. Karlsson 90+7' | 1. Bijlow, 3. Geertruida, 18. Trauner, 4. Senesi 87' ( 19. Bassett), 5. Malacia 28' 46' ( 2. Pedersen), 6. Hendrix 18' 73' ( 9. Alireza), 10. Kökçü 26', 26. Til, 28. Toornstra , 11. Linssen 82' ( 23. Wålemark), 7. Sinisterra RESERVEBANK: 21. Marciano, 30. Jansen, 2. Pedersen, 25. Hendriks, 19. Bassett, 9. Alireza, 23. Wålemark |  |
| Stadion: AFAS Stadion, Alkmaar Toeschouwers: 16.241 Scheidsrechter: Higler Assistenten: E. Zeinstra Assistenten: R. Bluemink 4de official: Dieperink Video-assistent: Van Boekel AVAR: Diks |                                             |           |                   | 1. Vindahl, 2. Sugawara, 3. Hatzidiakos, 4. Martins Indi 27', 5. Wijndal 90+6', 20. Clasie 77' 87' ( 31. Beukema), 10. De Wit 38', 6. Midtsjø 68' ( 24. Reijnders), 15. Witry 68' ( 7. Aboukhlal), 9. Pavlidis 78' ( 8. Sowah), 11. Karlsson 90+7' | 1. Bijlow, 3. Geertruida, 18. Trauner, 4. Senesi 87' ( 19. Bassett), 5. Malacia 28' 46' ( 2. Pedersen), 6. Hendrix 18' 73' ( 9. Alireza), 10. Kökçü 26', 26. Til, 28. Toornstra , 11. Linssen 82' ( 23. Wålemark), 7. Sinisterra RESERVEBANK: 21. Marciano, 30. Jansen, 2. Pedersen, 25. Hendriks, 19. Bassett, 9. Alireza, 23. Wålemark |  |
| Afwezig: Sandler , Aursnes , Nelson en Dessers . |                                             |           |                   | | |  |

### Maart
| zaterdag 5 maart 2022 21:00 uur, Eredivisie speelronde 25 | Feyenoord                   | 1-1 (0-1) | FC Groningen               | Opstelling Feyenoord | Opstelling FC Groningen |  |
| Stadion: De Kuip, Rotterdam Toeschouwers: 45.395 Scheidsrechter: Van Boekel Assistenten: R. Honig Assistenten: E. Koopman 4de official: Pérez Video-assistent: Manschot AVAR: J. Westhof | 33. Dessers 71' 17. Aursnes |           | 23' 8. De Leeuw 40. Meijer | 1. Bijlow , 2. Pedersen 83' ( 3. Geertruida), 18. Trauner, 4. Senesi 73' ( 14. Nelson), 5. Malacia, 17. Aursnes, 10. Kökçü, 26. Til 72' ( 28. Toornstra), 9. Alireza 56' ( 23. Wålemark), 11. Linssen 56' ( 33. Dessers), 7. Sinisterra RESERVEBANK: 21. Marciano, 30. Jansen, 3. Geertruida, 25. Hendriks, 6. Hendrix, 19. Bassett, 28. Toornstra, 9. Alireza, 14. Nelson, 23. Wålemark, 33. Dessers | 1. Leeuwenburgh, 5. Te Wierik, 21. Kasanwirjo, 3. Van Hintum, 40. Meijer 76' ( 20. Šverko), 7. Suslov 89' ( 29. Postema), 8. De Leeuw 70' ( 27. Ngonge), 6. Duarte, 11. El Hankouri 89' ( 14. Matuta), 9. Strand Larsen, 19. Abraham 80' ( 2. Dankerlui) |  |
| Stadion: De Kuip, Rotterdam Toeschouwers: 45.395 Scheidsrechter: Van Boekel Assistenten: R. Honig Assistenten: E. Koopman 4de official: Pérez Video-assistent: Manschot AVAR: J. Westhof |                             |           |                            | 1. Bijlow , 2. Pedersen 83' ( 3. Geertruida), 18. Trauner, 4. Senesi 73' ( 14. Nelson), 5. Malacia, 17. Aursnes, 10. Kökçü, 26. Til 72' ( 28. Toornstra), 9. Alireza 56' ( 23. Wålemark), 11. Linssen 56' ( 33. Dessers), 7. Sinisterra RESERVEBANK: 21. Marciano, 30. Jansen, 3. Geertruida, 25. Hendriks, 6. Hendrix, 19. Bassett, 28. Toornstra, 9. Alireza, 14. Nelson, 23. Wålemark, 33. Dessers | 1. Leeuwenburgh, 5. Te Wierik, 21. Kasanwirjo, 3. Van Hintum, 40. Meijer 76' ( 20. Šverko), 7. Suslov 89' ( 29. Postema), 8. De Leeuw 70' ( 27. Ngonge), 6. Duarte, 11. El Hankouri 89' ( 14. Matuta), 9. Strand Larsen, 19. Abraham 80' ( 2. Dankerlui) |  |
| Stadion: De Kuip, Rotterdam Toeschouwers: 45.395 Scheidsrechter: Van Boekel Assistenten: R. Honig Assistenten: E. Koopman 4de official: Pérez Video-assistent: Manschot AVAR: J. Westhof |                             |           |                            | 1. Bijlow , 2. Pedersen 83' ( 3. Geertruida), 18. Trauner, 4. Senesi 73' ( 14. Nelson), 5. Malacia, 17. Aursnes, 10. Kökçü, 26. Til 72' ( 28. Toornstra), 9. Alireza 56' ( 23. Wålemark), 11. Linssen 56' ( 33. Dessers), 7. Sinisterra RESERVEBANK: 21. Marciano, 30. Jansen, 3. Geertruida, 25. Hendriks, 6. Hendrix, 19. Bassett, 28. Toornstra, 9. Alireza, 14. Nelson, 23. Wålemark, 33. Dessers | 1. Leeuwenburgh, 5. Te Wierik, 21. Kasanwirjo, 3. Van Hintum, 40. Meijer 76' ( 20. Šverko), 7. Suslov 89' ( 29. Postema), 8. De Leeuw 70' ( 27. Ngonge), 6. Duarte, 11. El Hankouri 89' ( 14. Matuta), 9. Strand Larsen, 19. Abraham 80' ( 2. Dankerlui) |  |
| Afwezig: Sandler . |                             |           |                            | | |  |

| donderdag 10 maart 2022 18:45 uur, UEFA Europa Conference League Achtste finale                                                                     | FK Partizan                          | 2-5 (1-1) | Feyenoord | Opstelling FK Partizan | Opstelling Feyenoord |  |
| Stadion: Partizanstadion, Belgrado Toeschouwers: 13.564 Scheidsrechter: Mariani Assistenten: D. Bindoni Assistenten: A. Tegoni 4de official: Fabbri | 6. Natkho 13' 9. Menig 77. Jović 46' |           | 20', 77' 28. Toornstra 7. Sinisterra; 33. Dessers 51' 33. Dessers 7. Sinisterra 64' 3. Geertruida 14. Nelson 71' 7. Sinisterra | 41. Popović ( 75'), 17. Živković 75' ( 97. Lutovac), 5. Vujačić, 4. Saničanin, 72. Urošević, 16. Zdjelar, 6. Natkho 16' ( 77. Jović), 39. Jojić 75' ( 8. Holender), 50. Marković 75' ( 14. Baždar), 33. Milovanović, 9. Menig 57' ( 21. Jevtović) | 1. Bijlow, 3. Geertruida, 18. Trauner, 4. Senesi, 5. Malacia, 17. Aursnes, 28. Toornstra , 10. Kökçü, 14. Nelson 80' ( 9. Alireza), 33. Dessers 87' ( 11. Linssen), 7. Sinisterra RESERVEBANK: 21. Marciano, 30. Jansen, 2. Pedersen, 25. Hendriks, 43. Benita, 6. Hendrix, 45. Hartjes, 9. Alireza, 11. Linssen |  |
| Stadion: Partizanstadion, Belgrado Toeschouwers: 13.564 Scheidsrechter: Mariani Assistenten: D. Bindoni Assistenten: A. Tegoni 4de official: Fabbri |                                      |           | | 41. Popović ( 75'), 17. Živković 75' ( 97. Lutovac), 5. Vujačić, 4. Saničanin, 72. Urošević, 16. Zdjelar, 6. Natkho 16' ( 77. Jović), 39. Jojić 75' ( 8. Holender), 50. Marković 75' ( 14. Baždar), 33. Milovanović, 9. Menig 57' ( 21. Jevtović) | 1. Bijlow, 3. Geertruida, 18. Trauner, 4. Senesi, 5. Malacia, 17. Aursnes, 28. Toornstra , 10. Kökçü, 14. Nelson 80' ( 9. Alireza), 33. Dessers 87' ( 11. Linssen), 7. Sinisterra RESERVEBANK: 21. Marciano, 30. Jansen, 2. Pedersen, 25. Hendriks, 43. Benita, 6. Hendrix, 45. Hartjes, 9. Alireza, 11. Linssen |  |
| Stadion: Partizanstadion, Belgrado Toeschouwers: 13.564 Scheidsrechter: Mariani Assistenten: D. Bindoni Assistenten: A. Tegoni 4de official: Fabbri |                                      |           | | 41. Popović ( 75'), 17. Živković 75' ( 97. Lutovac), 5. Vujačić, 4. Saničanin, 72. Urošević, 16. Zdjelar, 6. Natkho 16' ( 77. Jović), 39. Jojić 75' ( 8. Holender), 50. Marković 75' ( 14. Baždar), 33. Milovanović, 9. Menig 57' ( 21. Jevtović) | 1. Bijlow, 3. Geertruida, 18. Trauner, 4. Senesi, 5. Malacia, 17. Aursnes, 28. Toornstra , 10. Kökçü, 14. Nelson 80' ( 9. Alireza), 33. Dessers 87' ( 11. Linssen), 7. Sinisterra RESERVEBANK: 21. Marciano, 30. Jansen, 2. Pedersen, 25. Hendriks, 43. Benita, 6. Hendrix, 45. Hartjes, 9. Alireza, 11. Linssen |  |
| Afwezig: Sandler , Bassett , Guus Til en Wålemark .                                                                                                 |                                      |           | | | |  |

| zondag 13 maart 2022 16:45 uur, Eredivisie speelronde 26 | PEC Zwolle         | 1-2 (1-0) | Feyenoord                                     | Opstelling PEC Zwolle | Opstelling Feyenoord |  |
| Stadion: MAC³PARK stadion, Zwolle Toeschouwers: 14.000 Scheidsrechter: Van den Kerkhof Assistenten: E. Kleinjan Assistenten: D. Fikkert 4de official: Nagtegaal Video-assistent: Kooij AVAR: Ketting | 2. Van Polen 45+2' |           | 67' 7. Sinisterra 11. Linssen 77' 33. Dessers | 1. Lamprou, 2. Van Polen , 4. Nakayama 75', 30. Van der Werff 71' 85' ( 22. De Waal), 6. Saymak, 10. Clement 80' ( 9. Tedić), 21. Anderson 80' ( 7. Kastaneer), 20. Van den Belt 14' 85' ( 11. Adžić), 34. De Wit, 19. Redan, 29. Darfalou 31' ( 5. Paal) | 21. Marciano, 3. Geertruida 65' ( 11. Linssen), 18. Trauner, 4. Senesi , 5. Malacia, 17. Aursnes, 10. Kökçü 53', 26. Til 65' ( 28. Toornstra) ( 65'), 14. Nelson 55' ( 23. Wålemark), 33. Dessers 79' ( 2. Pedersen), 7. Sinisterra RESERVEBANK: 30. Jansen, 49. Troost, 2. Pedersen, 25. Hendriks, 6. Hendrix, 19. Bassett, 28. Toornstra, 9. Alireza, 11. Linssen, 23. Wålemark |  |
| Stadion: MAC³PARK stadion, Zwolle Toeschouwers: 14.000 Scheidsrechter: Van den Kerkhof Assistenten: E. Kleinjan Assistenten: D. Fikkert 4de official: Nagtegaal Video-assistent: Kooij AVAR: Ketting |                    |           |                                               | 1. Lamprou, 2. Van Polen , 4. Nakayama 75', 30. Van der Werff 71' 85' ( 22. De Waal), 6. Saymak, 10. Clement 80' ( 9. Tedić), 21. Anderson 80' ( 7. Kastaneer), 20. Van den Belt 14' 85' ( 11. Adžić), 34. De Wit, 19. Redan, 29. Darfalou 31' ( 5. Paal) | 21. Marciano, 3. Geertruida 65' ( 11. Linssen), 18. Trauner, 4. Senesi , 5. Malacia, 17. Aursnes, 10. Kökçü 53', 26. Til 65' ( 28. Toornstra) ( 65'), 14. Nelson 55' ( 23. Wålemark), 33. Dessers 79' ( 2. Pedersen), 7. Sinisterra RESERVEBANK: 30. Jansen, 49. Troost, 2. Pedersen, 25. Hendriks, 6. Hendrix, 19. Bassett, 28. Toornstra, 9. Alireza, 11. Linssen, 23. Wålemark |  |
| Stadion: MAC³PARK stadion, Zwolle Toeschouwers: 14.000 Scheidsrechter: Van den Kerkhof Assistenten: E. Kleinjan Assistenten: D. Fikkert 4de official: Nagtegaal Video-assistent: Kooij AVAR: Ketting |                    |           |                                               | 1. Lamprou, 2. Van Polen , 4. Nakayama 75', 30. Van der Werff 71' 85' ( 22. De Waal), 6. Saymak, 10. Clement 80' ( 9. Tedić), 21. Anderson 80' ( 7. Kastaneer), 20. Van den Belt 14' 85' ( 11. Adžić), 34. De Wit, 19. Redan, 29. Darfalou 31' ( 5. Paal) | 21. Marciano, 3. Geertruida 65' ( 11. Linssen), 18. Trauner, 4. Senesi , 5. Malacia, 17. Aursnes, 10. Kökçü 53', 26. Til 65' ( 28. Toornstra) ( 65'), 14. Nelson 55' ( 23. Wålemark), 33. Dessers 79' ( 2. Pedersen), 7. Sinisterra RESERVEBANK: 30. Jansen, 49. Troost, 2. Pedersen, 25. Hendriks, 6. Hendrix, 19. Bassett, 28. Toornstra, 9. Alireza, 11. Linssen, 23. Wålemark |  |
| Afwezig: Bijlow en Sandler . |                    |           |                                               | | |  |

| donderdag 17 maart 2022 21:00 uur, UEFA Europa Conference League Achtste finale                                                                          | Feyenoord *                                                                        | 3-1 (1-0) | FK Partizan                  | Opstelling Feyenoord * | Opstelling FK Partizan |  |
| Stadion: De Kuip, Rotterdam Toeschouwers: 44.298 Scheidsrechter: Taylor Assistenten: G. Beswick Assistenten: A. Nunn 4de official: England               | 33. Dessers 45' 28. Toornstra 14. Nelson 59' 26. Til 11. Linssen 90' 28. Toornstra |           | 60' 11. Ricardo 50. Marković | 21. Marciano, 3. Geertruida, 17. Aursnes 80' ( 43. Benita), 4. Senesi, 25. Hendriks, 28. Toornstra , 10. Kökçü, 26. Til 72' ( 6. Hendrix), 14. Nelson 62' ( 23. Wålemark), 33. Dessers 62' ( 11. Linssen), 7. Sinisterra 80' ( 9. Alireza) RESERVEBANK: 30. Jansen, 49. Troost, 43. Benita, 57. Valk, 6. Hendrix, 45. Hartjes, 67. Kleijn, 9. Alireza, 11. Linssen, 23. Wålemark | 85. Stevanović, 97. Lutovac, 73. Miletić, 4. Saničanin 26', 72. Urošević, 21. Jevtović 44' 84' ( 99. Smiljanić), 39. Jojić 72' ( 36. Terzić), 16. Zdjelar, 50. Marković 84' ( 14. Baždar), 11. Ricardo 78' ( 8. Holender), 9. Menig 78' ( 77. Jović) |  |
| Stadion: De Kuip, Rotterdam Toeschouwers: 44.298 Scheidsrechter: Taylor Assistenten: G. Beswick Assistenten: A. Nunn 4de official: England               |                                                                                    |           |                              | 21. Marciano, 3. Geertruida, 17. Aursnes 80' ( 43. Benita), 4. Senesi, 25. Hendriks, 28. Toornstra , 10. Kökçü, 26. Til 72' ( 6. Hendrix), 14. Nelson 62' ( 23. Wålemark), 33. Dessers 62' ( 11. Linssen), 7. Sinisterra 80' ( 9. Alireza) RESERVEBANK: 30. Jansen, 49. Troost, 43. Benita, 57. Valk, 6. Hendrix, 45. Hartjes, 67. Kleijn, 9. Alireza, 11. Linssen, 23. Wålemark | 85. Stevanović, 97. Lutovac, 73. Miletić, 4. Saničanin 26', 72. Urošević, 21. Jevtović 44' 84' ( 99. Smiljanić), 39. Jojić 72' ( 36. Terzić), 16. Zdjelar, 50. Marković 84' ( 14. Baždar), 11. Ricardo 78' ( 8. Holender), 9. Menig 78' ( 77. Jović) |  |
| Stadion: De Kuip, Rotterdam Toeschouwers: 44.298 Scheidsrechter: Taylor Assistenten: G. Beswick Assistenten: A. Nunn 4de official: England               |                                                                                    |           |                              | 21. Marciano, 3. Geertruida, 17. Aursnes 80' ( 43. Benita), 4. Senesi, 25. Hendriks, 28. Toornstra , 10. Kökçü, 26. Til 72' ( 6. Hendrix), 14. Nelson 62' ( 23. Wålemark), 33. Dessers 62' ( 11. Linssen), 7. Sinisterra 80' ( 9. Alireza) RESERVEBANK: 30. Jansen, 49. Troost, 43. Benita, 57. Valk, 6. Hendrix, 45. Hartjes, 67. Kleijn, 9. Alireza, 11. Linssen, 23. Wålemark | 85. Stevanović, 97. Lutovac, 73. Miletić, 4. Saničanin 26', 72. Urošević, 21. Jevtović 44' 84' ( 99. Smiljanić), 39. Jojić 72' ( 36. Terzić), 16. Zdjelar, 50. Marković 84' ( 14. Baždar), 11. Ricardo 78' ( 8. Holender), 9. Menig 78' ( 77. Jović) |  |
| Bijz.: * Geplaatst voor de kwartfinale door 8-3 overwinning over twee wedstrijden. Afwezig: Bijlow , Pedersen , Malacia , Sandler , Trauner en Bassett . |                                                                                    |           |                              | | |  |

| zondag 20 maart 2022 14:30 uur, Eredivisie speelronde 27 | Ajax                                                       | 3-2 (1-2) | Feyenoord                                | Opstelling Ajax | Opstelling Feyenoord |  |
| Stadion: Johan Cruijff ArenA, Amsterdam Toeschouwers: 55.000 Scheidsrechter: Makkelie Assistenten: H. Steegstra Assistenten: J. de Vries 4de official: Van der Eijk Video-assistent: Ruperti AVAR: R. Honig | 22. Haller 24' 10. Tadić 78' 11. Antony 86' 31. Tagliafico |           | 8' 7. Sinisterra 28' 26. Til 33. Dessers | 24. Onana, 12. Mazraoui, 2. Timber, 21. Martínez, 17. Blind 69' ( 31. Tagliafico), 4. Álvarez 46' ( 6. Klaassen) 90+5', 23. Berghuis 69' ( 18. Brobbey), 8. Gravenberch, 11. Antony 87', 90+5', 22. Haller, 10. Tadić | 21. Marciano, 3. Geertruida, 18. Trauner, 4. Senesi ( 63'), 5. Malacia, 17. Aursnes, 28. Toornstra 63' ( 6. Hendrix), 26. Til, 14. Nelson, 33. Dessers 76' ( 11. Linssen), 7. Sinisterra 83' ( 2. Pedersen) RESERVEBANK: 30. Jansen, 49. Troost, 2. Pedersen, 25. Hendriks, 43. Benita, 6. Hendrix, 19. Bassett, 9. Alireza, 11. Linssen, 23. Wålemark |  |
| Stadion: Johan Cruijff ArenA, Amsterdam Toeschouwers: 55.000 Scheidsrechter: Makkelie Assistenten: H. Steegstra Assistenten: J. de Vries 4de official: Van der Eijk Video-assistent: Ruperti AVAR: R. Honig |                                                            |           |                                          | 24. Onana, 12. Mazraoui, 2. Timber, 21. Martínez, 17. Blind 69' ( 31. Tagliafico), 4. Álvarez 46' ( 6. Klaassen) 90+5', 23. Berghuis 69' ( 18. Brobbey), 8. Gravenberch, 11. Antony 87', 90+5', 22. Haller, 10. Tadić | 21. Marciano, 3. Geertruida, 18. Trauner, 4. Senesi ( 63'), 5. Malacia, 17. Aursnes, 28. Toornstra 63' ( 6. Hendrix), 26. Til, 14. Nelson, 33. Dessers 76' ( 11. Linssen), 7. Sinisterra 83' ( 2. Pedersen) RESERVEBANK: 30. Jansen, 49. Troost, 2. Pedersen, 25. Hendriks, 43. Benita, 6. Hendrix, 19. Bassett, 9. Alireza, 11. Linssen, 23. Wålemark |  |
| Stadion: Johan Cruijff ArenA, Amsterdam Toeschouwers: 55.000 Scheidsrechter: Makkelie Assistenten: H. Steegstra Assistenten: J. de Vries 4de official: Van der Eijk Video-assistent: Ruperti AVAR: R. Honig |                                                            |           |                                          | 24. Onana, 12. Mazraoui, 2. Timber, 21. Martínez, 17. Blind 69' ( 31. Tagliafico), 4. Álvarez 46' ( 6. Klaassen) 90+5', 23. Berghuis 69' ( 18. Brobbey), 8. Gravenberch, 11. Antony 87', 90+5', 22. Haller, 10. Tadić | 21. Marciano, 3. Geertruida, 18. Trauner, 4. Senesi ( 63'), 5. Malacia, 17. Aursnes, 28. Toornstra 63' ( 6. Hendrix), 26. Til, 14. Nelson, 33. Dessers 76' ( 11. Linssen), 7. Sinisterra 83' ( 2. Pedersen) RESERVEBANK: 30. Jansen, 49. Troost, 2. Pedersen, 25. Hendriks, 43. Benita, 6. Hendrix, 19. Bassett, 9. Alireza, 11. Linssen, 23. Wålemark |  |
| Afwezig: Bijlow , Cojocaru , Sandler en Kökçü . |                                                            |           |                                          | | |  |

| woensdag 23 maart 2022 18:00 uur, vriendschappelijk * | Feyenoord                                                                  | 3-3 (1-2) | RKC Waalwijk                                                                                    | Opstelling Feyenoord | Opstelling RKC Waalwijk |
| Stadion: De Kuip, Rotterdam Toeschouwers: 20.000 Scheidsrechter: Lindhout | 11. Linssen 29', 49' 4. Senesi ; 28. Toornstra 53. Naujoks 57' 11. Linssen |           | 32' 11. Bel Hassani 9. Stokkers 42' 17. Kuijpers 5. Lutonda 88' 3. Meulensteen 11. Bel Hassani) | 16. Cojocaru, 32. Hall 46' ( 57. Valk), 18. Trauner 46' ( 44. Gündüz), 4. Senesi 46' ( 66. Hokke), 25. Hendriks, 6. Hendrix ( 62') 81' ( 60. Van der Zeeuw), 19. Bassett, 28. Toornstra 62' ( 59. Zahui), 14. Nelson 46' ( 53. Naujoks), 33. Dessers 46' ( 58. 't Zand), 11. Linssen ( 81') RESERVEBANK: 30. Jansen, 49. Troost, 57. Valk, 60. Van der Zeeuw, 44. Gündüz, 58. 't Zand, 66. Hokke, 53. Naujoks, 59. Zahui |                         |
| Stadion: De Kuip, Rotterdam Toeschouwers: 20.000 Scheidsrechter: Lindhout |                                                                            |           |                                                                                                 | 16. Cojocaru, 32. Hall 46' ( 57. Valk), 18. Trauner 46' ( 44. Gündüz), 4. Senesi 46' ( 66. Hokke), 25. Hendriks, 6. Hendrix ( 62') 81' ( 60. Van der Zeeuw), 19. Bassett, 28. Toornstra 62' ( 59. Zahui), 14. Nelson 46' ( 53. Naujoks), 33. Dessers 46' ( 58. 't Zand), 11. Linssen ( 81') RESERVEBANK: 30. Jansen, 49. Troost, 57. Valk, 60. Van der Zeeuw, 44. Gündüz, 58. 't Zand, 66. Hokke, 53. Naujoks, 59. Zahui |                         |
| Stadion: De Kuip, Rotterdam Toeschouwers: 20.000 Scheidsrechter: Lindhout |                                                                            |           |                                                                                                 | 16. Cojocaru, 32. Hall 46' ( 57. Valk), 18. Trauner 46' ( 44. Gündüz), 4. Senesi 46' ( 66. Hokke), 25. Hendriks, 6. Hendrix ( 62') 81' ( 60. Van der Zeeuw), 19. Bassett, 28. Toornstra 62' ( 59. Zahui), 14. Nelson 46' ( 53. Naujoks), 33. Dessers 46' ( 58. 't Zand), 11. Linssen ( 81') RESERVEBANK: 30. Jansen, 49. Troost, 57. Valk, 60. Van der Zeeuw, 44. Gündüz, 58. 't Zand, 66. Hokke, 53. Naujoks, 59. Zahui |                         |
| Bijz.: * De opbrengst van deze wedstrijd kwam volledig ten goede aan vluchtelingen uit Oekraïne. Afwezig: Bijlow , Geertruida en Sandler Interlandverplichtingen: -elftal: Sinisterra -elftal: Alireza -elftal: Marciano -elftal: Malacia en Til -elftal: Pedersen en Aursnes -elftal: Kökçü -elftal onder 21: Wålemark |                                                                            |           |                                                                                                 | |                         |

### April
| zaterdag 2 april 2022 21:00 uur, Eredivisie speelronde 28 | Feyenoord                                      | 2-0 (0-0) | Willem II | Opstelling Feyenoord | Opstelling Willem II |  |
| Stadion: De Kuip, Rotterdam Toeschouwers: 47.500 Scheidsrechter: Van de Graaf Assistenten: R. Bluemink Assistenten: P. Inia 4de official: Dröge Video-assistent: Cantineau AVAR: R. van Vlokhoven | 7. Sinisterra 67' 5. Malacia 11. Linssen 90+2' |           |           | 21. Marciano, 2. Pedersen, 18. Trauner, 4. Senesi , 5. Malacia, 17. Aursnes, 10. Kökçü, 26. Til 90+3' ( 19. Bassett), 14. Nelson 81' ( 23. Wålemark), 33. Dessers 73' ( 11. Linssen), 7. Sinisterra 81' ( 9. Alireza) RESERVEBANK: 30. Jansen, 49. Troost, 25. Hendriks, 57. Valk, 6. Hendrix, 19. Bassett, 9. Alireza, 11. Linssen, 23. Wålemark | 21. Wellenreuther, 13. Owusu, 6. Dammers, 27. Köhn, 18. Nelom 46' ( 11. Köhlert), 20. Roemeratoe 46' ( 19. Crowley) 51', 3. Heerkens , 17. Saddiki 74' ( 8. Llonch), 7. Nunnely, 9. Hornkamp 30' 82' ( 32. El Khayati), 14. Kabangu 69' ( 15. Svensson) |  |
| Stadion: De Kuip, Rotterdam Toeschouwers: 47.500 Scheidsrechter: Van de Graaf Assistenten: R. Bluemink Assistenten: P. Inia 4de official: Dröge Video-assistent: Cantineau AVAR: R. van Vlokhoven |                                                |           |           | 21. Marciano, 2. Pedersen, 18. Trauner, 4. Senesi , 5. Malacia, 17. Aursnes, 10. Kökçü, 26. Til 90+3' ( 19. Bassett), 14. Nelson 81' ( 23. Wålemark), 33. Dessers 73' ( 11. Linssen), 7. Sinisterra 81' ( 9. Alireza) RESERVEBANK: 30. Jansen, 49. Troost, 25. Hendriks, 57. Valk, 6. Hendrix, 19. Bassett, 9. Alireza, 11. Linssen, 23. Wålemark | 21. Wellenreuther, 13. Owusu, 6. Dammers, 27. Köhn, 18. Nelom 46' ( 11. Köhlert), 20. Roemeratoe 46' ( 19. Crowley) 51', 3. Heerkens , 17. Saddiki 74' ( 8. Llonch), 7. Nunnely, 9. Hornkamp 30' 82' ( 32. El Khayati), 14. Kabangu 69' ( 15. Svensson) |  |
| Stadion: De Kuip, Rotterdam Toeschouwers: 47.500 Scheidsrechter: Van de Graaf Assistenten: R. Bluemink Assistenten: P. Inia 4de official: Dröge Video-assistent: Cantineau AVAR: R. van Vlokhoven |                                                |           |           | 21. Marciano, 2. Pedersen, 18. Trauner, 4. Senesi , 5. Malacia, 17. Aursnes, 10. Kökçü, 26. Til 90+3' ( 19. Bassett), 14. Nelson 81' ( 23. Wålemark), 33. Dessers 73' ( 11. Linssen), 7. Sinisterra 81' ( 9. Alireza) RESERVEBANK: 30. Jansen, 49. Troost, 25. Hendriks, 57. Valk, 6. Hendrix, 19. Bassett, 9. Alireza, 11. Linssen, 23. Wålemark | 21. Wellenreuther, 13. Owusu, 6. Dammers, 27. Köhn, 18. Nelom 46' ( 11. Köhlert), 20. Roemeratoe 46' ( 19. Crowley) 51', 3. Heerkens , 17. Saddiki 74' ( 8. Llonch), 7. Nunnely, 9. Hornkamp 30' 82' ( 32. El Khayati), 14. Kabangu 69' ( 15. Svensson) |  |
| Afwezig: Bijlow , Geertruida , Sandler en Toornstra . |                                                |           |           | | |  |

| donderdag 7 april 2022 18:45 uur, UEFA Europa Conference League Kwartfinale                                                                               | Feyenoord                                                | 3-3 (1-1) | Slavia Praag                                                     | Opstelling Feyenoord | Opstelling Slavia Praag |  |
| Stadion: De Kuip, Rotterdam Toeschouwers: 45.000 Scheidsrechter: Umut Meler Assistenten: M. Eyisoy Assistenten: I. Çaglar Uyarcan 4de official: Kardeşler | 7. Sinisterra 10' 14. Nelson 4. Senesi 74' 10. Kökçü 86' |           | 41' 9. Olayinka 67' 20. Sor 26. Schranz 90+5' 27. Traoré 20. Sor | 21. Marciano 46', 2. Pedersen 43', 18. Trauner 20', 4. Senesi 53', 5. Malacia, 17. Aursnes, 10. Kökçü 89' ( 6. Hendrix), 26. Til 64' ( 28. Toornstra), 14. Nelson 77' ( 9. Alireza, 11. Linssen 64' ( 33. Dessers), 7. Sinisterra 84' RESERVEBANK: 16. Cojocaru, 30. Jansen, 25. Hendriks, 43. Benita, 57. Valk, 6. Hendrix, 28. Toornstra, 9. Alireza, 23. Wålemark, 33. Dessers | 1. Kolář, 5. Bah, 15. Kúdela, 30. Kacharaba, 19. Dorley, 26. Schranz 85', 6. Talovyerov 57' 66' ( 32. Lingr), 27. Traoré, 3. Holeš 90+1' ( 21. Madsen), 9. Olayinka 46' 83' ( 11. Tecl), 20. Sor |  |
| Stadion: De Kuip, Rotterdam Toeschouwers: 45.000 Scheidsrechter: Umut Meler Assistenten: M. Eyisoy Assistenten: I. Çaglar Uyarcan 4de official: Kardeşler |                                                          |           |                                                                  | 21. Marciano 46', 2. Pedersen 43', 18. Trauner 20', 4. Senesi 53', 5. Malacia, 17. Aursnes, 10. Kökçü 89' ( 6. Hendrix), 26. Til 64' ( 28. Toornstra), 14. Nelson 77' ( 9. Alireza, 11. Linssen 64' ( 33. Dessers), 7. Sinisterra 84' RESERVEBANK: 16. Cojocaru, 30. Jansen, 25. Hendriks, 43. Benita, 57. Valk, 6. Hendrix, 28. Toornstra, 9. Alireza, 23. Wålemark, 33. Dessers | 1. Kolář, 5. Bah, 15. Kúdela, 30. Kacharaba, 19. Dorley, 26. Schranz 85', 6. Talovyerov 57' 66' ( 32. Lingr), 27. Traoré, 3. Holeš 90+1' ( 21. Madsen), 9. Olayinka 46' 83' ( 11. Tecl), 20. Sor |  |
| Stadion: De Kuip, Rotterdam Toeschouwers: 45.000 Scheidsrechter: Umut Meler Assistenten: M. Eyisoy Assistenten: I. Çaglar Uyarcan 4de official: Kardeşler |                                                          |           |                                                                  | 21. Marciano 46', 2. Pedersen 43', 18. Trauner 20', 4. Senesi 53', 5. Malacia, 17. Aursnes, 10. Kökçü 89' ( 6. Hendrix), 26. Til 64' ( 28. Toornstra), 14. Nelson 77' ( 9. Alireza, 11. Linssen 64' ( 33. Dessers), 7. Sinisterra 84' RESERVEBANK: 16. Cojocaru, 30. Jansen, 25. Hendriks, 43. Benita, 57. Valk, 6. Hendrix, 28. Toornstra, 9. Alireza, 23. Wålemark, 33. Dessers | 1. Kolář, 5. Bah, 15. Kúdela, 30. Kacharaba, 19. Dorley, 26. Schranz 85', 6. Talovyerov 57' 66' ( 32. Lingr), 27. Traoré, 3. Holeš 90+1' ( 21. Madsen), 9. Olayinka 46' 83' ( 11. Tecl), 20. Sor |  |
| Bijz.: 46' Pusic Afwezig: Bijlow , Geertruida, Sandler en Bassett .                                                                                       |                                                          |           |                                                                  | | |  |

| zondag 10 april 2022 16:45 uur, Eredivisie speelronde 29 | Heracles Almelo         | 1-4 (1-3) | Feyenoord                                                                                     | Opstelling Heracles Almelo | Opstelling Feyenoord |  |
| Stadion: Erve Asito, Almelo Toeschouwers: 7.461 Scheidsrechter: Manschot Assistenten: R. van de Ven Assistenten: M. Ribbink 4de official: Bos Video-assistent: Kooij AVAR: T. Krijt | 9. Bakış 1' 15. Schoofs |           | 21' 10. Kökçü 14. Nelson 39' 14. Nelson 45' 26. Til 14. Nelson 70' 23. Wålemark 28. Toornstra | 26. Bucker, 23. Fadiga 88' ( 19. Bakboord), 4. Sonnenberg, 21. Hoogma , 3. Quagliata, 11. Laursen 75' ( 8. Sierra), 15. Schoofs, 14. De la Torre, 29. Hansson 64' ( 7. Başacıkoğlu), 30. Ouahim 25' 88' ( 17. Szőke), 9. Bakış | 21. Marciano, 2. Pedersen, 18. Trauner, 4. Senesi , 5. Malacia, 17. Aursnes, 10. Kökçü 75' ( 6. Hendrix), 26. Til 46' ( 28. Toornstra) ( 46'), 14. Nelson 59' ( 9. Alireza), 33. Dessers 69' ( 11. Linssen), 7. Sinisterra 69' ( 23. Wålemark) RESERVEBANK: 16. Cojocaru, 30. Jansen, 25. Hendriks, 43. Benita, 57. Valk, 6. Hendrix, 19. Bassett, 28. Toornstra, 9. Alireza, 11. Linssen, 23. Wålemark |  |
| Stadion: Erve Asito, Almelo Toeschouwers: 7.461 Scheidsrechter: Manschot Assistenten: R. van de Ven Assistenten: M. Ribbink 4de official: Bos Video-assistent: Kooij AVAR: T. Krijt |                         |           |                                                                                               | 26. Bucker, 23. Fadiga 88' ( 19. Bakboord), 4. Sonnenberg, 21. Hoogma , 3. Quagliata, 11. Laursen 75' ( 8. Sierra), 15. Schoofs, 14. De la Torre, 29. Hansson 64' ( 7. Başacıkoğlu), 30. Ouahim 25' 88' ( 17. Szőke), 9. Bakış | 21. Marciano, 2. Pedersen, 18. Trauner, 4. Senesi , 5. Malacia, 17. Aursnes, 10. Kökçü 75' ( 6. Hendrix), 26. Til 46' ( 28. Toornstra) ( 46'), 14. Nelson 59' ( 9. Alireza), 33. Dessers 69' ( 11. Linssen), 7. Sinisterra 69' ( 23. Wålemark) RESERVEBANK: 16. Cojocaru, 30. Jansen, 25. Hendriks, 43. Benita, 57. Valk, 6. Hendrix, 19. Bassett, 28. Toornstra, 9. Alireza, 11. Linssen, 23. Wålemark |  |
| Stadion: Erve Asito, Almelo Toeschouwers: 7.461 Scheidsrechter: Manschot Assistenten: R. van de Ven Assistenten: M. Ribbink 4de official: Bos Video-assistent: Kooij AVAR: T. Krijt |                         |           |                                                                                               | 26. Bucker, 23. Fadiga 88' ( 19. Bakboord), 4. Sonnenberg, 21. Hoogma , 3. Quagliata, 11. Laursen 75' ( 8. Sierra), 15. Schoofs, 14. De la Torre, 29. Hansson 64' ( 7. Başacıkoğlu), 30. Ouahim 25' 88' ( 17. Szőke), 9. Bakış | 21. Marciano, 2. Pedersen, 18. Trauner, 4. Senesi , 5. Malacia, 17. Aursnes, 10. Kökçü 75' ( 6. Hendrix), 26. Til 46' ( 28. Toornstra) ( 46'), 14. Nelson 59' ( 9. Alireza), 33. Dessers 69' ( 11. Linssen), 7. Sinisterra 69' ( 23. Wålemark) RESERVEBANK: 16. Cojocaru, 30. Jansen, 25. Hendriks, 43. Benita, 57. Valk, 6. Hendrix, 19. Bassett, 28. Toornstra, 9. Alireza, 11. Linssen, 23. Wålemark |  |
| Afwezig: Bijlow , Geertruida en Sandler . |                         |           |                                                                                               | | |  |

| donderdag 14 april 2022 21:00 uur, UEFA Europa Conference League Kwartfinale                                                                    | Slavia Praag   | 1-3 (1-1) | Feyenoord *                                      | Opstelling Slavia Praag | Opstelling Feyenoord * |  |
| Stadion: Sinobo Stadium, Praag Toeschouwers: 19.370 Scheidsrechter: Aytekin Assistenten: C. Dietz Assistenten: D. Schaal 4de official: Schlager | 27. Traoré 14' |           | 2', 59' 33. Dessers 78' 7. Sinisterra 6. Hendrix | 28. Mandous, 5. Bah, 4. Ousou 77' ( 23. Ševčík), 30. Kacharaba 90+4', 19. Dorley, 27. Traoré 80' 89' ( 11. Tecl), 6. Talovyerov, 26. Schranz 77' ( 10. Plavšić), 32. Lingr, 9. Olayinka , 20. Sor | 21. Marciano, 3. Geertruida 83' ( 2. Pedersen), 18. Trauner, 4. Senesi ( 55'), 5. Malacia, 17. Aursnes, 10. Kökçü 40', 28. Toornstra 55' ( 23. Wålemark), 14. Nelson 67' ( 6. Hendrix), 33. Dessers, 7. Sinisterra 83' ( 11. Linssen) RESERVEBANK: 16. Cojocaru, 30. Jansen, 2. Pedersen, 25. Hendriks, 43. Benita, 57. Valk, 6. Hendrix, 9. Alireza, 11. Linssen, 23. Wålemark |  |
| Stadion: Sinobo Stadium, Praag Toeschouwers: 19.370 Scheidsrechter: Aytekin Assistenten: C. Dietz Assistenten: D. Schaal 4de official: Schlager |                |           |                                                  | 28. Mandous, 5. Bah, 4. Ousou 77' ( 23. Ševčík), 30. Kacharaba 90+4', 19. Dorley, 27. Traoré 80' 89' ( 11. Tecl), 6. Talovyerov, 26. Schranz 77' ( 10. Plavšić), 32. Lingr, 9. Olayinka , 20. Sor | 21. Marciano, 3. Geertruida 83' ( 2. Pedersen), 18. Trauner, 4. Senesi ( 55'), 5. Malacia, 17. Aursnes, 10. Kökçü 40', 28. Toornstra 55' ( 23. Wålemark), 14. Nelson 67' ( 6. Hendrix), 33. Dessers, 7. Sinisterra 83' ( 11. Linssen) RESERVEBANK: 16. Cojocaru, 30. Jansen, 2. Pedersen, 25. Hendriks, 43. Benita, 57. Valk, 6. Hendrix, 9. Alireza, 11. Linssen, 23. Wålemark |  |
| Stadion: Sinobo Stadium, Praag Toeschouwers: 19.370 Scheidsrechter: Aytekin Assistenten: C. Dietz Assistenten: D. Schaal 4de official: Schlager |                |           |                                                  | 28. Mandous, 5. Bah, 4. Ousou 77' ( 23. Ševčík), 30. Kacharaba 90+4', 19. Dorley, 27. Traoré 80' 89' ( 11. Tecl), 6. Talovyerov, 26. Schranz 77' ( 10. Plavšić), 32. Lingr, 9. Olayinka , 20. Sor | 21. Marciano, 3. Geertruida 83' ( 2. Pedersen), 18. Trauner, 4. Senesi ( 55'), 5. Malacia, 17. Aursnes, 10. Kökçü 40', 28. Toornstra 55' ( 23. Wålemark), 14. Nelson 67' ( 6. Hendrix), 33. Dessers, 7. Sinisterra 83' ( 11. Linssen) RESERVEBANK: 16. Cojocaru, 30. Jansen, 2. Pedersen, 25. Hendriks, 43. Benita, 57. Valk, 6. Hendrix, 9. Alireza, 11. Linssen, 23. Wålemark |  |
| Bijz.: * Geplaatst voor de halve finale door 6-4 winst over twee wedstrijden. Afwezig: Bijlow , Sandler en Bassett .                            |                |           |                                                  | | |  |

| zondag 24 april 2022 14:30 uur, Eredivisie speelronde 30 | Feyenoord                                                    | 2-1 (0-0) | FC Utrecht                         | Opstelling Feyenoord | Opstelling FC Utrecht |  |
| Stadion: De Kuip, Rotterdam Toeschouwers: 47.500 Scheidsrechter: Nijhuis Assistenten: E. Kleinjan Assistenten: C. Dobre 4de official: Gerrets Video-assistent: Blom AVAR: Y. Weterings | 33. Van der Hoorn 48' (e.d.) 7. Sinisterra 90+6' 19. Bassett |           | 64' 22. Van de Streek 26. Boussaid | 21. Marciano, 3. Geertruida, 18. Trauner ( 66'), 4. Senesi 66' ( 2. Pedersen), 5. Malacia, 17. Aursnes, 10. Kökçü, 11. Linssen 84' ( 19. Bassett), 14. Nelson 71' ( 23. Wålemark), 33. Dessers, 7. Sinisterra 90+7' RESERVEBANK: 16. Cojocaru, 30. Jansen, 2. Pedersen, 13. Sandler, 25. Hendriks, 6. Hendrix, 19. Bassett, 23. Wålemark, 52. Ladan | 16. De Keijzer 81', 5. Ter Avest 58' 73' ( 3. St. Jago) , 33. Van der Hoorn, 14. Janssen , 35. Van der Kust 62' ( 21. Warmerdam), 6. Maher, 27. Timber 76' ( 8. Van Overeem), 10. Gustafson, 22. Van de Streek, 17. Almqvist 73' ( 29. Sylla), 9. Douvikas 46' ( 26. Boussaid) |  |
| Stadion: De Kuip, Rotterdam Toeschouwers: 47.500 Scheidsrechter: Nijhuis Assistenten: E. Kleinjan Assistenten: C. Dobre 4de official: Gerrets Video-assistent: Blom AVAR: Y. Weterings |                                                              |           |                                    | 21. Marciano, 3. Geertruida, 18. Trauner ( 66'), 4. Senesi 66' ( 2. Pedersen), 5. Malacia, 17. Aursnes, 10. Kökçü, 11. Linssen 84' ( 19. Bassett), 14. Nelson 71' ( 23. Wålemark), 33. Dessers, 7. Sinisterra 90+7' RESERVEBANK: 16. Cojocaru, 30. Jansen, 2. Pedersen, 13. Sandler, 25. Hendriks, 6. Hendrix, 19. Bassett, 23. Wålemark, 52. Ladan | 16. De Keijzer 81', 5. Ter Avest 58' 73' ( 3. St. Jago) , 33. Van der Hoorn, 14. Janssen , 35. Van der Kust 62' ( 21. Warmerdam), 6. Maher, 27. Timber 76' ( 8. Van Overeem), 10. Gustafson, 22. Van de Streek, 17. Almqvist 73' ( 29. Sylla), 9. Douvikas 46' ( 26. Boussaid) |  |
| Stadion: De Kuip, Rotterdam Toeschouwers: 47.500 Scheidsrechter: Nijhuis Assistenten: E. Kleinjan Assistenten: C. Dobre 4de official: Gerrets Video-assistent: Blom AVAR: Y. Weterings |                                                              |           |                                    | 21. Marciano, 3. Geertruida, 18. Trauner ( 66'), 4. Senesi 66' ( 2. Pedersen), 5. Malacia, 17. Aursnes, 10. Kökçü, 11. Linssen 84' ( 19. Bassett), 14. Nelson 71' ( 23. Wålemark), 33. Dessers, 7. Sinisterra 90+7' RESERVEBANK: 16. Cojocaru, 30. Jansen, 2. Pedersen, 13. Sandler, 25. Hendriks, 6. Hendrix, 19. Bassett, 23. Wålemark, 52. Ladan | 16. De Keijzer 81', 5. Ter Avest 58' 73' ( 3. St. Jago) , 33. Van der Hoorn, 14. Janssen , 35. Van der Kust 62' ( 21. Warmerdam), 6. Maher, 27. Timber 76' ( 8. Van Overeem), 10. Gustafson, 22. Van de Streek, 17. Almqvist 73' ( 29. Sylla), 9. Douvikas 46' ( 26. Boussaid) |  |
| Afwezig: Bijlow , Til en Toornstra . |                                                              |           |                                    | | |  |

| donderdag 28 april 2022 21:00 uur, UEFA Europa Conference League Halve finale | Feyenoord                                         | 3-2 (2-2) | Olympique Marseille                     | Opstelling Feyenoord | Opstelling Olympique Marseille |  |
| Stadion: De Kuip, Rotterdam Toeschouwers: 44.500 Scheidsrechter: Oliver Assistenten: S. Burt Assistenten: S. Bennett 4de official: Taylor Video-assistent: Kavanagh AVAR: Attwell | 33. Dessers 18', 46' 7. Sinisterra 20' 14. Nelson |           | 28' 12. Dieng 13. Bakambu 40' 8. Gerson | 21. Marciano, 3. Geertruida 79', 18. Trauner, 4. Senesi , 5. Malacia 37', 17. Aursnes, 10. Kökçü 82' ( 6. Hendrix) 90+2', 26. Til 89' ( 2. Pedersen), 14. Nelson 65' ( 11. Linssen), 33. Dessers 82' ( 9. Alireza), 7. Sinisterra RESERVEBANK: 16. Cojocaru, 30. Jansen, 2. Pedersen, 13. Sandler, 25. Hendriks, 32. Hall, 6. Hendrix, 9. Alireza, 11. Linssen, 23. Wålemark | 30. Mandanda , 21. Rongier 85' ( 29. Lirola), 2. Saliba, 15. Ćaleta-Car 69' ( 7. Harit) 84', 14. Peres, 4. Kamara, 6. Guendouzi, 8. Gerson, 13. Bakambu 46' ( 22. Gueye), 10. Payet, 12. Dieng 85' ( 9. Milik) |  |
| Stadion: De Kuip, Rotterdam Toeschouwers: 44.500 Scheidsrechter: Oliver Assistenten: S. Burt Assistenten: S. Bennett 4de official: Taylor Video-assistent: Kavanagh AVAR: Attwell |                                                   |           |                                         | 21. Marciano, 3. Geertruida 79', 18. Trauner, 4. Senesi , 5. Malacia 37', 17. Aursnes, 10. Kökçü 82' ( 6. Hendrix) 90+2', 26. Til 89' ( 2. Pedersen), 14. Nelson 65' ( 11. Linssen), 33. Dessers 82' ( 9. Alireza), 7. Sinisterra RESERVEBANK: 16. Cojocaru, 30. Jansen, 2. Pedersen, 13. Sandler, 25. Hendriks, 32. Hall, 6. Hendrix, 9. Alireza, 11. Linssen, 23. Wålemark | 30. Mandanda , 21. Rongier 85' ( 29. Lirola), 2. Saliba, 15. Ćaleta-Car 69' ( 7. Harit) 84', 14. Peres, 4. Kamara, 6. Guendouzi, 8. Gerson, 13. Bakambu 46' ( 22. Gueye), 10. Payet, 12. Dieng 85' ( 9. Milik) |  |
| Stadion: De Kuip, Rotterdam Toeschouwers: 44.500 Scheidsrechter: Oliver Assistenten: S. Burt Assistenten: S. Bennett 4de official: Taylor Video-assistent: Kavanagh AVAR: Attwell |                                                   |           |                                         | 21. Marciano, 3. Geertruida 79', 18. Trauner, 4. Senesi , 5. Malacia 37', 17. Aursnes, 10. Kökçü 82' ( 6. Hendrix) 90+2', 26. Til 89' ( 2. Pedersen), 14. Nelson 65' ( 11. Linssen), 33. Dessers 82' ( 9. Alireza), 7. Sinisterra RESERVEBANK: 16. Cojocaru, 30. Jansen, 2. Pedersen, 13. Sandler, 25. Hendriks, 32. Hall, 6. Hendrix, 9. Alireza, 11. Linssen, 23. Wålemark | 30. Mandanda , 21. Rongier 85' ( 29. Lirola), 2. Saliba, 15. Ćaleta-Car 69' ( 7. Harit) 84', 14. Peres, 4. Kamara, 6. Guendouzi, 8. Gerson, 13. Bakambu 46' ( 22. Gueye), 10. Payet, 12. Dieng 85' ( 9. Milik) |  |
| Afwezig: Bijlow , Bassett en Toornstra . |                                                   |           |                                         | | |  |

### Mei
| zondag 1 mei 2022 14:30 uur 16:45 uur, Eredivisie speelronde 31 * | Fortuna Sittard               | 1-3 (0-2) | Feyenoord                                                                    | Opstelling Fortuna Sittard | Opstelling Feyenoord |  |
| Stadion: Fortuna Sittard Stadion, Sittard Toeschouwers: 10.512 Scheidsrechter: Lindhout Assistenten: D. Goossens Assistenten: T. Krijt 4de official: Van der Laan Video-assistent: Ruperti AVAR: M. Ribbink | 8. Flemming 70' 10. Seuntjens |           | 8', 25' 3. Geertruida 10. Kökçü; 14. Nelson 17' (pen.) 10. Kökçü 52' 26. Til | 1. Van Osch, 25. Tirpan, 2. Angha 34' ( 18. Lonwijk), 4. Janssen 75' ( 22. Samaris), 12. Pinto 85' ( 19. Ferati), 6. Duarte 75' ( 9. Benschop), 14. Tekie, 77. Noslin 46' ( 24. Baghdadi), 8. Flemming, 10. Seuntjens , 11. Gladon | 21. Marciano, 3. Geertruida, 18. Trauner, 4. Senesi 90' ( 25. Hendriks), 5. Malacia ( 90'), 17. Aursnes, 10. Kökçü 57' ( 6. Hendrix), 26. Til 67' ( 19. Bassett), 14. Nelson, 33. Dessers 57' ( 11. Linssen), 7. Sinisterra 57' ( 23. Wålemark) RESERVEBANK: 16. Cojocaru, 30. Jansen, 2. Pedersen, 13. Sandler, 25. Hendriks, 6. Hendrix, 19. Bassett, 9. Alireza, 11. Linssen, 23. Wålemark |  |
| Stadion: Fortuna Sittard Stadion, Sittard Toeschouwers: 10.512 Scheidsrechter: Lindhout Assistenten: D. Goossens Assistenten: T. Krijt 4de official: Van der Laan Video-assistent: Ruperti AVAR: M. Ribbink |                               |           |                                                                              | 1. Van Osch, 25. Tirpan, 2. Angha 34' ( 18. Lonwijk), 4. Janssen 75' ( 22. Samaris), 12. Pinto 85' ( 19. Ferati), 6. Duarte 75' ( 9. Benschop), 14. Tekie, 77. Noslin 46' ( 24. Baghdadi), 8. Flemming, 10. Seuntjens , 11. Gladon | 21. Marciano, 3. Geertruida, 18. Trauner, 4. Senesi 90' ( 25. Hendriks), 5. Malacia ( 90'), 17. Aursnes, 10. Kökçü 57' ( 6. Hendrix), 26. Til 67' ( 19. Bassett), 14. Nelson, 33. Dessers 57' ( 11. Linssen), 7. Sinisterra 57' ( 23. Wålemark) RESERVEBANK: 16. Cojocaru, 30. Jansen, 2. Pedersen, 13. Sandler, 25. Hendriks, 6. Hendrix, 19. Bassett, 9. Alireza, 11. Linssen, 23. Wålemark |  |
| Stadion: Fortuna Sittard Stadion, Sittard Toeschouwers: 10.512 Scheidsrechter: Lindhout Assistenten: D. Goossens Assistenten: T. Krijt 4de official: Van der Laan Video-assistent: Ruperti AVAR: M. Ribbink |                               |           |                                                                              | 1. Van Osch, 25. Tirpan, 2. Angha 34' ( 18. Lonwijk), 4. Janssen 75' ( 22. Samaris), 12. Pinto 85' ( 19. Ferati), 6. Duarte 75' ( 9. Benschop), 14. Tekie, 77. Noslin 46' ( 24. Baghdadi), 8. Flemming, 10. Seuntjens , 11. Gladon | 21. Marciano, 3. Geertruida, 18. Trauner, 4. Senesi 90' ( 25. Hendriks), 5. Malacia ( 90'), 17. Aursnes, 10. Kökçü 57' ( 6. Hendrix), 26. Til 67' ( 19. Bassett), 14. Nelson, 33. Dessers 57' ( 11. Linssen), 7. Sinisterra 57' ( 23. Wålemark) RESERVEBANK: 16. Cojocaru, 30. Jansen, 2. Pedersen, 13. Sandler, 25. Hendriks, 6. Hendrix, 19. Bassett, 9. Alireza, 11. Linssen, 23. Wålemark |  |
| Bijz.: * Het aanvangstijdstip van dit duel werd aangepast om Feyenoord meer rust te gunnen tussen de verschillende wedstrijden. Afwezig: Bijlow en Toornstra .                                              |                               |           |                                                                              | | |  |

| donderdag 5 mei 2022 21:00 uur, UEFA Europa Conference League Halve finale | Olympique Marseille | 0-0 (0-0) | Feyenoord * | Opstelling Olympique Marseille | Opstelling Feyenoord * |  |
| Stadion: Stade Vélodrome, Marseille Toeschouwers: 49.315 Scheidsrechter: Schärer Assistenten: S. de Almeida Assistenten: B. Zogaj 4de official: Collum Video-assistent: Di Bello AVAR: Irrati |                     |           |             | 30. Mandanda , 21. Rongier, 2. Saliba, 4. Kamara 71', 14. Peres, 6. Guendouzi 90+6', 22. Gueye 46' ( 29. Lirola), 8. Gerson, 7. Harit 45' 80' ( 17. Ünder) 84', 10. Payet 33' ( 9. Milik), 12. Dieng 62' ( 13. Bakambu) | 21. Marciano, 3. Geertruida, 18. Trauner, 4. Senesi 45+2', 5. Malacia 74', 17. Aursnes, 10. Kökçü, 26. Til 34' 81' ( 6. Hendrix), 14. Nelson 88' ( 9. Alireza), 33. Dessers 90+5', 7. Sinisterra 74' ( 11. Linssen) RESERVEBANK: 16. Cojocaru, 30. Jansen, 2. Pedersen, 13. Sandler, 25. Hendriks, 32. Hall, 6. Hendrix, 28. Toornstra, 9. Alireza, 11. Linssen, 23. Wålemark |  |
| Stadion: Stade Vélodrome, Marseille Toeschouwers: 49.315 Scheidsrechter: Schärer Assistenten: S. de Almeida Assistenten: B. Zogaj 4de official: Collum Video-assistent: Di Bello AVAR: Irrati |                     |           |             | 30. Mandanda , 21. Rongier, 2. Saliba, 4. Kamara 71', 14. Peres, 6. Guendouzi 90+6', 22. Gueye 46' ( 29. Lirola), 8. Gerson, 7. Harit 45' 80' ( 17. Ünder) 84', 10. Payet 33' ( 9. Milik), 12. Dieng 62' ( 13. Bakambu) | 21. Marciano, 3. Geertruida, 18. Trauner, 4. Senesi 45+2', 5. Malacia 74', 17. Aursnes, 10. Kökçü, 26. Til 34' 81' ( 6. Hendrix), 14. Nelson 88' ( 9. Alireza), 33. Dessers 90+5', 7. Sinisterra 74' ( 11. Linssen) RESERVEBANK: 16. Cojocaru, 30. Jansen, 2. Pedersen, 13. Sandler, 25. Hendriks, 32. Hall, 6. Hendrix, 28. Toornstra, 9. Alireza, 11. Linssen, 23. Wålemark |  |
| Stadion: Stade Vélodrome, Marseille Toeschouwers: 49.315 Scheidsrechter: Schärer Assistenten: S. de Almeida Assistenten: B. Zogaj 4de official: Collum Video-assistent: Di Bello AVAR: Irrati |                     |           |             | 30. Mandanda , 21. Rongier, 2. Saliba, 4. Kamara 71', 14. Peres, 6. Guendouzi 90+6', 22. Gueye 46' ( 29. Lirola), 8. Gerson, 7. Harit 45' 80' ( 17. Ünder) 84', 10. Payet 33' ( 9. Milik), 12. Dieng 62' ( 13. Bakambu) | 21. Marciano, 3. Geertruida, 18. Trauner, 4. Senesi 45+2', 5. Malacia 74', 17. Aursnes, 10. Kökçü, 26. Til 34' 81' ( 6. Hendrix), 14. Nelson 88' ( 9. Alireza), 33. Dessers 90+5', 7. Sinisterra 74' ( 11. Linssen) RESERVEBANK: 16. Cojocaru, 30. Jansen, 2. Pedersen, 13. Sandler, 25. Hendriks, 32. Hall, 6. Hendrix, 28. Toornstra, 9. Alireza, 11. Linssen, 23. Wålemark |  |
| Bijz.: * Geplaatst voor de finale door 3-2 winst over twee wedstrijden. Afwezig: Bijlow en Bassett .                                                                                          |                     |           |             | | |  |

| zondag 8 mei 2022 14:30 uur 16:45 uur, Eredivisie speelronde 32 * | Feyenoord                                  | 2-2 (0-2) | PSV                                       | Opstelling Feyenoord | Opstelling PSV |  |
| Stadion: De Kuip, Rotterdam Toeschouwers: 47.500 Scheidsrechter: Gözübüyük Assistenten: J. van Zuilen Assistenten: J. Balder 4de official: Lindhout Video-assistent: Van Boekel AVAR: S. de Groot                                                       | 33. Dessers 86', 90+6' (pen) 7. Sinisterra |           | 16', 29' 11. Gakpo 23. Veerman; 7. Zahavi | 21. Marciano, 3. Geertruida, 18. Trauner 76' ( 2. Pedersen), 4. Senesi 76' ( 13. Sandler), 5. Malacia 89'**, 17. Aursnes 54', 10. Kökçü 46' ( 28. Toornstra) ( 46'), 26. Til 46' ( 23. Wålemark), 14. Nelson 46' ( 11. Linssen) 57', 33. Dessers, 7. Sinisterra RESERVEBANK: 16. Cojocaru, 30. Jansen, 2. Pedersen, 13. Sandler, 25. Hendriks, 6. Hendrix, 19. Bassett, 28. Toornstra, 9. Alireza, 11. Linssen, 23. Wålemark | 38. Mvogo, 17. Mauro Júnior 90+5', 3. Teze, 15. Gutiérrez 51', 31. Max, 6. Sangaré, 27. Götze 90+5', 23. Veerman, 25. Doan 88' ( 10. Madueke), 7. Zahavi 78' ( 19. Bruma), 11. Gakpo |  |
| Stadion: De Kuip, Rotterdam Toeschouwers: 47.500 Scheidsrechter: Gözübüyük Assistenten: J. van Zuilen Assistenten: J. Balder 4de official: Lindhout Video-assistent: Van Boekel AVAR: S. de Groot                                                       |                                            |           |                                           | 21. Marciano, 3. Geertruida, 18. Trauner 76' ( 2. Pedersen), 4. Senesi 76' ( 13. Sandler), 5. Malacia 89'**, 17. Aursnes 54', 10. Kökçü 46' ( 28. Toornstra) ( 46'), 26. Til 46' ( 23. Wålemark), 14. Nelson 46' ( 11. Linssen) 57', 33. Dessers, 7. Sinisterra RESERVEBANK: 16. Cojocaru, 30. Jansen, 2. Pedersen, 13. Sandler, 25. Hendriks, 6. Hendrix, 19. Bassett, 28. Toornstra, 9. Alireza, 11. Linssen, 23. Wålemark | 38. Mvogo, 17. Mauro Júnior 90+5', 3. Teze, 15. Gutiérrez 51', 31. Max, 6. Sangaré, 27. Götze 90+5', 23. Veerman, 25. Doan 88' ( 10. Madueke), 7. Zahavi 78' ( 19. Bruma), 11. Gakpo |  |
| Stadion: De Kuip, Rotterdam Toeschouwers: 47.500 Scheidsrechter: Gözübüyük Assistenten: J. van Zuilen Assistenten: J. Balder 4de official: Lindhout Video-assistent: Van Boekel AVAR: S. de Groot                                                       |                                            |           |                                           | 21. Marciano, 3. Geertruida, 18. Trauner 76' ( 2. Pedersen), 4. Senesi 76' ( 13. Sandler), 5. Malacia 89'**, 17. Aursnes 54', 10. Kökçü 46' ( 28. Toornstra) ( 46'), 26. Til 46' ( 23. Wålemark), 14. Nelson 46' ( 11. Linssen) 57', 33. Dessers, 7. Sinisterra RESERVEBANK: 16. Cojocaru, 30. Jansen, 2. Pedersen, 13. Sandler, 25. Hendriks, 6. Hendrix, 19. Bassett, 28. Toornstra, 9. Alireza, 11. Linssen, 23. Wålemark | 38. Mvogo, 17. Mauro Júnior 90+5', 3. Teze, 15. Gutiérrez 51', 31. Max, 6. Sangaré, 27. Götze 90+5', 23. Veerman, 25. Doan 88' ( 10. Madueke), 7. Zahavi 78' ( 19. Bruma), 11. Gakpo |  |
| Bijz.: * Het aanvangstijdstip van dit duel werd aangepast om Feyenoord meer rust te gunnen tussen de verschillende wedstrijden. ** Dit was de vijfde gele kaart van dit seizoen, waarmee er een competitiewedstrijd schorsing volgde. Afwezig: Bijlow . |                                            |           |                                           | | |  |

| woensdag 11 mei 2022 20:00 uur, Eredivisie speelronde 33 | Go Ahead Eagles | 0-1 (0-0) | Feyenoord *                | Opstelling Go Ahead Eagles | Opstelling Feyenoord * |  |
| Stadion: De Adelaarshorst, Deventer Toeschouwers: 9.802 Scheidsrechter: Makkelie Assistenten: H. Steegstra Assistenten: J. de Vries 4de official: Dröge Video-assistent: Kooij AVAR: F. Vandeursen |                 |           | 71' 11. Linssen 9. Alireza | 23. Noppert, 2. Lucassen, 3. Nauber 59' ( 28. Bakker), 6. Idzes, 5. Kuipers 88' ( 26. Aventisian), 20. Deijl 78' ( 19. Heil), 10. Rommens 88' ( 27. Mulenga), 8. Brouwers, 11. Oratmangoen, 9. Lidberg 78' ( 29. Cardona), 21. Córdoba | 21. Marciano, 2. Pedersen, 18. Trauner 46' ( 13. Sandler) 84' ( 4. Senesi) ( 84'), 3. Geertruida 46' ( 32. Hall), 25. Hendriks, 17. Aursnes 46' ( 19. Bassett), 6. Hendrix, 28. Toornstra 84' ( 47. Dermane), 23. Wålemark, 11. Linssen, 9. Alireza RESERVEBANK: 16. Cojocaru, 30. Jansen, 4. Senesi, 13. Sandler, 32. Hall, 10. Kökçü, 19. Bassett, 26. Til, 45. Hartjes, 47. Dermane, 33. Dessers |  |
| Stadion: De Adelaarshorst, Deventer Toeschouwers: 9.802 Scheidsrechter: Makkelie Assistenten: H. Steegstra Assistenten: J. de Vries 4de official: Dröge Video-assistent: Kooij AVAR: F. Vandeursen |                 |           |                            | 23. Noppert, 2. Lucassen, 3. Nauber 59' ( 28. Bakker), 6. Idzes, 5. Kuipers 88' ( 26. Aventisian), 20. Deijl 78' ( 19. Heil), 10. Rommens 88' ( 27. Mulenga), 8. Brouwers, 11. Oratmangoen, 9. Lidberg 78' ( 29. Cardona), 21. Córdoba | 21. Marciano, 2. Pedersen, 18. Trauner 46' ( 13. Sandler) 84' ( 4. Senesi) ( 84'), 3. Geertruida 46' ( 32. Hall), 25. Hendriks, 17. Aursnes 46' ( 19. Bassett), 6. Hendrix, 28. Toornstra 84' ( 47. Dermane), 23. Wålemark, 11. Linssen, 9. Alireza RESERVEBANK: 16. Cojocaru, 30. Jansen, 4. Senesi, 13. Sandler, 32. Hall, 10. Kökçü, 19. Bassett, 26. Til, 45. Hartjes, 47. Dermane, 33. Dessers |  |
| Stadion: De Adelaarshorst, Deventer Toeschouwers: 9.802 Scheidsrechter: Makkelie Assistenten: H. Steegstra Assistenten: J. de Vries 4de official: Dröge Video-assistent: Kooij AVAR: F. Vandeursen |                 |           |                            | 23. Noppert, 2. Lucassen, 3. Nauber 59' ( 28. Bakker), 6. Idzes, 5. Kuipers 88' ( 26. Aventisian), 20. Deijl 78' ( 19. Heil), 10. Rommens 88' ( 27. Mulenga), 8. Brouwers, 11. Oratmangoen, 9. Lidberg 78' ( 29. Cardona), 21. Córdoba | 21. Marciano, 2. Pedersen, 18. Trauner 46' ( 13. Sandler) 84' ( 4. Senesi) ( 84'), 3. Geertruida 46' ( 32. Hall), 25. Hendriks, 17. Aursnes 46' ( 19. Bassett), 6. Hendrix, 28. Toornstra 84' ( 47. Dermane), 23. Wålemark, 11. Linssen, 9. Alireza RESERVEBANK: 16. Cojocaru, 30. Jansen, 4. Senesi, 13. Sandler, 32. Hall, 10. Kökçü, 19. Bassett, 26. Til, 45. Hartjes, 47. Dermane, 33. Dessers |  |
| Bijz.: * Door deze overwinning was Feyenoord zeker van de derde plaats in de competitie. Afwezig: Bijlow en Malacia .                                                                              |                 |           |                            | | |  |

| zondag 15 mei 2022 14:30 uur, Eredivisie speelronde 34 | Feyenoord                     | 1-2 (0-2) | FC Twente                                                           | Opstelling Feyenoord | Opstelling FC Twente |  |
| Stadion: De Kuip, Rotterdam Toeschouwers: 47.500 Scheidsrechter: Manschot Assistenten: R. de Nas Assistenten: F. Vandeursen 4de official: Hensgens Video-assistent: Martens AVAR: M. Kucukerbir | 33. Dessers 68' 7. Sinisterra |           | 27' 18. Limnios 13. Van Wolfswinkel 37' 5. Smal 13. Van Wolfswinkel | 21. Marciano, 2. Pedersen 90+6', 3. Geertruida 90+2', 4. Senesi 84' ( 19. Bassett), 25. Hendriks 46' ( 28. Toornstra) ( 46') 74', 17. Aursnes, 10. Kökçü 55' ( 6. Hendrix), 26. Til 67' ( 11. Linssen), 14. Nelson 9. Alireza * 56' ( 23. Wålemark), 33. Dessers, 7. Sinisterra RESERVEBANK: 16. Cojocaru, 30. Jansen, 13. Sandler, 32. Hall, 6. Hendrix, 19. Bassett, 28. Toornstra, 9. Alireza 14. Nelson *, 11. Linssen, 23. Wålemark | 1. Unnerstall, 20. Brenet, 35. Hilgers 70' ( 3. Pröpper), 4. Pleguezuelo 71', 5. Smal, 19. Zerrouki 66' 80' ( 32. Bosch), 14. Vlap 80' ( 15. Pierie), 23. Sadílek, 7. Černý 70' ( 26. Cleonise), 13. Van Wolfswinkel 90+5' ( 27. Ugalde), 18. Limnios |  |
| Stadion: De Kuip, Rotterdam Toeschouwers: 47.500 Scheidsrechter: Manschot Assistenten: R. de Nas Assistenten: F. Vandeursen 4de official: Hensgens Video-assistent: Martens AVAR: M. Kucukerbir |                               |           |                                                                     | 21. Marciano, 2. Pedersen 90+6', 3. Geertruida 90+2', 4. Senesi 84' ( 19. Bassett), 25. Hendriks 46' ( 28. Toornstra) ( 46') 74', 17. Aursnes, 10. Kökçü 55' ( 6. Hendrix), 26. Til 67' ( 11. Linssen), 14. Nelson 9. Alireza * 56' ( 23. Wålemark), 33. Dessers, 7. Sinisterra RESERVEBANK: 16. Cojocaru, 30. Jansen, 13. Sandler, 32. Hall, 6. Hendrix, 19. Bassett, 28. Toornstra, 9. Alireza 14. Nelson *, 11. Linssen, 23. Wålemark | 1. Unnerstall, 20. Brenet, 35. Hilgers 70' ( 3. Pröpper), 4. Pleguezuelo 71', 5. Smal, 19. Zerrouki 66' 80' ( 32. Bosch), 14. Vlap 80' ( 15. Pierie), 23. Sadílek, 7. Černý 70' ( 26. Cleonise), 13. Van Wolfswinkel 90+5' ( 27. Ugalde), 18. Limnios |  |
| Stadion: De Kuip, Rotterdam Toeschouwers: 47.500 Scheidsrechter: Manschot Assistenten: R. de Nas Assistenten: F. Vandeursen 4de official: Hensgens Video-assistent: Martens AVAR: M. Kucukerbir |                               |           |                                                                     | 21. Marciano, 2. Pedersen 90+6', 3. Geertruida 90+2', 4. Senesi 84' ( 19. Bassett), 25. Hendriks 46' ( 28. Toornstra) ( 46') 74', 17. Aursnes, 10. Kökçü 55' ( 6. Hendrix), 26. Til 67' ( 11. Linssen), 14. Nelson 9. Alireza * 56' ( 23. Wålemark), 33. Dessers, 7. Sinisterra RESERVEBANK: 16. Cojocaru, 30. Jansen, 13. Sandler, 32. Hall, 6. Hendrix, 19. Bassett, 28. Toornstra, 9. Alireza 14. Nelson *, 11. Linssen, 23. Wålemark | 1. Unnerstall, 20. Brenet, 35. Hilgers 70' ( 3. Pröpper), 4. Pleguezuelo 71', 5. Smal, 19. Zerrouki 66' 80' ( 32. Bosch), 14. Vlap 80' ( 15. Pierie), 23. Sadílek, 7. Černý 70' ( 26. Cleonise), 13. Van Wolfswinkel 90+5' ( 27. Ugalde), 18. Limnios |  |
| Bijz.: * Reiss Nelson haakte uit voorzorg af in de warming-up. Hierdoor nam hij plaats op de bank en begon Alireza in de basisopstelling. Afwezig: Bijlow , Malacia , Trauner en Nelson .       |                               |           |                                                                     | | |  |

| woensdag 25 mei 2022 21:00 uur, UEFA Europa Conference League Finale | AS Roma *                   | 1-0 (1-0) | Feyenoord | Opstelling AS Roma * | Opstelling Feyenoord |  |
| Stadion: Air Albania Stadion, Tirana Toeschouwers: 19.597 Scheidsrechter: Kovács Assistenten: V. Marinescu Assistenten: O. Artene 4de official: Schärer Video-assistent: Fritz AVAR 1: Dingert AVAR 2: Dankert | 22. Zaniolo 32' 23. Mancini |           |           | 1. Rui Patrício 84', 23. Mancini, 6. Smalling, 3. Ibañez, 2. Karsdorp 89' ( 5. Viña), 77. Mkhitaryan 17' ( 27. Oliveira), 4. Cristante, 59. Zalewski 66' 67' ( 37. Spinazzola) 90+4', 7. Pellegrini 37', 22. Zaniolo 67' ( 17. Veretout), 9. Abraham 89' ( 14. Sjomoerodov) | 1. Bijlow , 3. Geertruida, 18. Trauner 25' 74' ( 2. Pedersen), 4. Senesi, 5. Malacia 88' ( 9. Alireza), 17. Aursnes, 10. Kökçü 88' ( 23. Wålemark), 26. Til 59' ( 28. Toornstra), 14. Nelson 74' ( 11. Linssen), 33. Dessers, 7. Sinisterra RESERVEBANK: 16. Cojocaru, 21. Marciano, 30. Jansen, 2. Pedersen, 13. Sandler, 25. Hendriks, 32. Hall, 6. Hendrix, 28. Toornstra, 9. Alireza, 11. Linssen, 23. Wålemark |  |
| Stadion: Air Albania Stadion, Tirana Toeschouwers: 19.597 Scheidsrechter: Kovács Assistenten: V. Marinescu Assistenten: O. Artene 4de official: Schärer Video-assistent: Fritz AVAR 1: Dingert AVAR 2: Dankert |                             |           |           | 1. Rui Patrício 84', 23. Mancini, 6. Smalling, 3. Ibañez, 2. Karsdorp 89' ( 5. Viña), 77. Mkhitaryan 17' ( 27. Oliveira), 4. Cristante, 59. Zalewski 66' 67' ( 37. Spinazzola) 90+4', 7. Pellegrini 37', 22. Zaniolo 67' ( 17. Veretout), 9. Abraham 89' ( 14. Sjomoerodov) | 1. Bijlow , 3. Geertruida, 18. Trauner 25' 74' ( 2. Pedersen), 4. Senesi, 5. Malacia 88' ( 9. Alireza), 17. Aursnes, 10. Kökçü 88' ( 23. Wålemark), 26. Til 59' ( 28. Toornstra), 14. Nelson 74' ( 11. Linssen), 33. Dessers, 7. Sinisterra RESERVEBANK: 16. Cojocaru, 21. Marciano, 30. Jansen, 2. Pedersen, 13. Sandler, 25. Hendriks, 32. Hall, 6. Hendrix, 28. Toornstra, 9. Alireza, 11. Linssen, 23. Wålemark |  |
| Stadion: Air Albania Stadion, Tirana Toeschouwers: 19.597 Scheidsrechter: Kovács Assistenten: V. Marinescu Assistenten: O. Artene 4de official: Schärer Video-assistent: Fritz AVAR 1: Dingert AVAR 2: Dankert |                             |           |           | 1. Rui Patrício 84', 23. Mancini, 6. Smalling, 3. Ibañez, 2. Karsdorp 89' ( 5. Viña), 77. Mkhitaryan 17' ( 27. Oliveira), 4. Cristante, 59. Zalewski 66' 67' ( 37. Spinazzola) 90+4', 7. Pellegrini 37', 22. Zaniolo 67' ( 17. Veretout), 9. Abraham 89' ( 14. Sjomoerodov) | 1. Bijlow , 3. Geertruida, 18. Trauner 25' 74' ( 2. Pedersen), 4. Senesi, 5. Malacia 88' ( 9. Alireza), 17. Aursnes, 10. Kökçü 88' ( 23. Wålemark), 26. Til 59' ( 28. Toornstra), 14. Nelson 74' ( 11. Linssen), 33. Dessers, 7. Sinisterra RESERVEBANK: 16. Cojocaru, 21. Marciano, 30. Jansen, 2. Pedersen, 13. Sandler, 25. Hendriks, 32. Hall, 6. Hendrix, 28. Toornstra, 9. Alireza, 11. Linssen, 23. Wålemark |  |
| Bijz.: * Winnaar UEFA Europa Conference League 2021/22. Afwezig: Bassett . |                             |           |           | | |  |

## Statistieken

### Vriendschappelijk
| Stand  | Gespeeld | Gewonnen | Gelijk | Verloren | Punten | Doelpunten voor | Doelpunten tegen | Gele kaarten | Twee gele kaarten in 1 wedstrijd | Rode kaarten |
| ------ | -------- | -------- | ------ | -------- | ------ | --------------- | ---------------- | ------------ | -------------------------------- | ------------ |
| N.V.T. | 14       | 8        | 4      | 2        | N.V.T  | 33              | 21               | 8            | 0                                | 0            |

#### Keepers: Tegendoelpunten en de nul gehouden
| Speler            | Wed in actie | Doelpunten tegen | Gem  | De nul gehouden |
| ----------------- | ------------ | ---------------- | ---- | --------------- |
| Justin Bijlow     | 8            | 8                | 1,0  | 0               |
| Valentin Cojocaru | 1            | 3                | 3,0  | 0               |
| Ofir Marciano     | 7            | 5                | 0,71 | 3               |
| Thijs Jansen      | 4            | 4                | 1,0  | 1               |
| Devin Remie       | 1            | 1                | 1,0  | 0               |

### Eredivisie

#### Stand en punten historie
| 3 (5) |

| 3 |

| 1 (3) |

| 6 |

| 4 (3) |

| 6 |

| 3 *(2) |

| 6 |

| 2 *(2) |

| 9 |

| 2 *(2) |

| 12 |

| 2 *(2) |

| 15 |

| 2 |

| 15 |

| 3 |

| 16 |

| 2 |

| 19 |

| 2 |

| 22 |

| 1 |

| 25 |

| 1 |

| 28 |

| 2 |

| 29 |

| 2 |

| 32 |

| 3 |

| 35 |

| 3 |

| 36 |

| 3 |

| 36 |

| 3 |

| 39 |

| 3 |

| 39 |

| 3 |

| 42 |

| 3 |

| 45 |

| 3 |

| 48 |

| 3 |

| 51 |

| 3 |

| 51 |

| 3 |

| 52 |

| 3 |

| 55 |

| 3 |

| 55 |

| 3 |

| 58 |

| 3 |

| 61 |

| 3 |

| 64 |

| 3 |

| 67 |

| 3 |

| 68 |

| 3 |

| 71 |

| Legenda       | |
| Plaats:       | Kwalificatie voor: |
| 1e            | Groepsfase Champions League |
| 2e            | Derde voorronde, voor niet kampioenen Champions League |
|               | KNVB beker winnaar, play-offronde Europa League 1 |
| 3e            | Derde voorronde, voor niet kampioenen Europa Conference League 1 |
| 4e t/m 7e     | Play-offs voor de tweede voorronde, voor niet kampioenen Europa Conference League 1 |
| 8e t/m 15e    | – |
| 16e           | Play-offs tegen degradatie naar de Eerste divisie |
| 17e & 18e     | Degradatie naar de Eerste divisie |
| Symbool/kleur | |
| Gestegen      | Plaats(en) gestegen ten opzichte van vorige speelronde |
| Stabiel       | Plaats gelijk gebleven ten opzichte van vorige speelronde |
| Gedaald       | Plaats(en) gezakt ten opzichte van vorige speelronde |
|               | Aantal punten |
| *             | Eén wedstrijd minder gespeeld. |
| 1             | De winnaar van de KNVB beker plaatst zich voor de play-offronde van de Europa League, tenzij de ploeg zich bij de eerste twee van de Eredivisie plaatst voor de Champions League. In dit laatste geval schuift het ticket voor de play-offronde Europa League door naar de nummer drie, schuift het ticket van de nummer drie naar nummer vier en spelen de ploegen op nummers vijf t/m acht play-offs om het laatste ticket. |

#### Eindstand
| Stand | Gespeeld | Gewonnen | Gelijk | Verloren | Punten | Doelpunten voor | Doelpunten tegen | Gele kaarten | Twee gele kaarten in 1 wedstrijd | Rode kaarten |
| ----- | -------- | -------- | ------ | -------- | ------ | --------------- | ---------------- | ------------ | -------------------------------- | ------------ |
| 3     | 34       | 22       | 5      | 7        | 71     | 76              | 34               | 41           | 0                                | 0            |

#### Thuis/uit-verhouding 2021/22
| Feyenoord thuis                                                      | 0 - 2 | 1 - 0 | 3 - 1 | 5 - 0 | 2 - 0 | 1 - 1 | 3 - 1 | 2 - 1 | 5 - 3 | 4 - 0 | 2 - 2 | 2 - 2 | 4 - 0 | 1 - 2 | 2 - 1 | 0 - 1 | 2 - 0 | 36 |
| Feyenoord uit                                                        | 3 - 2 | 2 - 1 | 2 - 3 | 1 - 3 | 0 - 1 | 1 - 1 | 0 - 3 | 1 - 4 | 1 - 4 | 0 - 3 | 0 - 4 | 0 - 2 | 0 - 1 | 0 - 0 | 3 - 1 | 2 - 1 | 0 - 4 | 35 |
| Aantal punten                                                        | 0     | 3     | 6     | 6     | 6     | 2     | 6     | 6     | 6     | 6     | 4     | 4     | 6     | 1     | 3     | 0     | 6     | 71 |
| \| Legenda \| \| Winst: 3 punten Gelijk: 1 punt Verlies: 0 punten \| |       |       |       |       |       |       |       |       |       |       |       |       |       |       |       |       |       |    |
| Legenda                                                              |       |       |       |       |       |       |       |       |       |       |       |       |       |       |       |       |       |    |
| Winst: 3 punten Gelijk: 1 punt Verlies: 0 punten                     |       |       |       |       |       |       |       |       |       |       |       |       |       |       |       |       |       |    |

#### Kaarten en schorsingen
| Speler                   | Gele kaart(en) speelronde 1 t/m 32 | Gele kaart(en) speelronde 33 en 34 | Gele kaart(en) van vorige club en van vorige seizoen in laatste 2 wedstrijden | Totaal aantal gele kaart(en) | Aantal geschorste wedstrijden door gele kaarten | Twee gele kaarten in 1 wedstrijd aan dezelfde speler | Rode kaart | Aantal geschorste wedstrijden door rode kaarten die in de eredivisie zijn gekregen | Aantal geschorste wedstrijden door rode kaarten uit andere competities | Aantal geschorste wedstrijden die door de KNVB-aanklager zijn opgelegd | Aantal openstaande schorsingen uit eerdere wedstrijden | Totaal aantal geschorste wedstrijden seizoen 2021/2022 |
| ------------------------ | ---------------------------------- | ---------------------------------- | ----------------------------------------------------------------------------- | ---------------------------- | ----------------------------------------------- | ---------------------------------------------------- | ---------- | ---------------------------------------------------------------------------------- | ---------------------------------------------------------------------- | ---------------------------------------------------------------------- | ------------------------------------------------------ | ------------------------------------------------------ |
| Fredrik Aursnes          | 6                                  |                                    |                                                                               | 6                            | 1                                               |                                                      |            |                                                                                    |                                                                        |                                                                        |                                                        | 1                                                      |
| Wouter Burger            | 1                                  |                                    |                                                                               | 1                            |                                                 |                                                      |            |                                                                                    |                                                                        |                                                                        |                                                        |                                                        |
| Mark Diemers             |                                    |                                    | 1                                                                             | 1                            |                                                 |                                                      |            |                                                                                    |                                                                        |                                                                        |                                                        |                                                        |
| Lutsharel Geertruida     | 3                                  |                                    |                                                                               | 3                            |                                                 |                                                      |            |                                                                                    |                                                                        |                                                                        |                                                        |                                                        |
| Ramon Hendriks           | 1                                  |                                    |                                                                               | 1                            |                                                 |                                                      |            |                                                                                    |                                                                        |                                                                        |                                                        |                                                        |
| Jorrit Hendrix           | 1                                  |                                    |                                                                               | 1                            |                                                 |                                                      |            |                                                                                    |                                                                        |                                                                        |                                                        |                                                        |
| Alireza Jahanbakhsh      | 2                                  |                                    |                                                                               | 2                            |                                                 |                                                      |            |                                                                                    |                                                                        |                                                                        |                                                        |                                                        |
| Orkun Kökçü              | 5                                  |                                    |                                                                               | 5                            | 1                                               |                                                      |            |                                                                                    |                                                                        |                                                                        |                                                        | 1                                                      |
| Bryan Linssen            | 3                                  |                                    |                                                                               | 3                            |                                                 |                                                      |            |                                                                                    |                                                                        |                                                                        |                                                        |                                                        |
| Tyrell Malacia           | 5                                  |                                    |                                                                               | 5                            | 1                                               |                                                      |            |                                                                                    |                                                                        |                                                                        |                                                        | 1                                                      |
| Reiss Nelson             | 2                                  |                                    |                                                                               | 2                            |                                                 |                                                      |            |                                                                                    |                                                                        |                                                                        |                                                        |                                                        |
| Marcus Holmgren Pedersen | 1                                  |                                    |                                                                               | 1                            |                                                 |                                                      |            |                                                                                    |                                                                        |                                                                        |                                                        |                                                        |
| Marcos Senesi            | 4                                  |                                    |                                                                               | 4                            |                                                 |                                                      |            |                                                                                    |                                                                        |                                                                        |                                                        |                                                        |
| Luis Sinisterra          | 1                                  |                                    |                                                                               | 1                            |                                                 |                                                      |            |                                                                                    |                                                                        |                                                                        |                                                        |                                                        |
| Guus Til                 | 2                                  |                                    |                                                                               | 2                            |                                                 |                                                      |            |                                                                                    |                                                                        |                                                                        |                                                        |                                                        |
| Jens Toornstra           | 4                                  |                                    |                                                                               | 4                            |                                                 |                                                      |            |                                                                                    |                                                                        |                                                                        |                                                        |                                                        |
| Totaal                   | 41                                 | 41                                 | -                                                                             | -                            | -                                               | 0                                                    | 0          | -                                                                                  | -                                                                      | -                                                                      | -                                                      | -                                                      |

Bij de 5e en de 10e en elke volgende gele kaart daarop volgt er 1 wedstrijd schorsing.

1 Geen schorsing, maar telt wel mee voor volgend seizoen (speelronde 33 en 34).

1 Wel schorsing, maar telt niet mee voor volgend seizoen (speelronde 33 en 34).

###### Keepers: Tegendoelpunten en de nul gehouden
| Speler            | Wed in actie | Doelpunten tegen | Gem  | De nul gehouden |
| ----------------- | ------------ | ---------------- | ---- | --------------- |
| Justin Bijlow     | 22           | 22               | 1,0  | 9               |
| Valentin Cojocaru | 0            | 0                | 0,0  | 0               |
| Ofir Marciano     | 11           | 12               | 1,09 | 4               |
| Thijs Jansen      | 0            | 0                | 0,0  | 0               |
| Tein Troost       | 0            | 0                | 0,0  | 0               |

### Europees

#### UEFA Europa Conference League

##### Tussenstand
| Stand  | Gespeeld | Gewonnen | Gelijk | Verloren | Punten | Doelpunten voor | Doelpunten tegen | Gele kaarten | Twee gele kaarten in 1 wedstrijd | Rode kaarten |
| ------ | -------- | -------- | ------ | -------- | ------ | --------------- | ---------------- | ------------ | -------------------------------- | ------------ |
| N.V.T. | 19       | 12       | 5      | 2        | N.V.T  | 43              | 21               | 37           | 0                                | 2            |

| Totaal / Thuis / Uit | gs | w  | g | v | dv | dt | !ds |
| -------------------- | -- | -- | - | - | -- | -- | --- |
| Totaal tussenstand   |    |    |   |   |    |    |     |
| Totaal               | 19 | 12 | 5 | 2 | 43 | 21 | +22 |
| Thuis                | 9  | 8  | 1 | 0 | 27 | 11 | +16 |
| Uit                  | 10 | 4  | 4 | 2 | 16 | 10 | +6  |

###### Kaarten en schorsingen
| Speler                   | Aantal gele kaart(en) | Aantal geschorste wedstrijden door gele kaarten | Twee gele kaarten in 1 wedstrijd aan dezelfde speler | Rode kaart | Aantal geschorste wedstrijden door rode kaarten | Aantal openstaande schorsingen uit eerdere wedstrijden | Totaal aantal geschorste wedstrijden seizoen 2021/22 |
| ------------------------ | --------------------- | ----------------------------------------------- | ---------------------------------------------------- | ---------- | ----------------------------------------------- | ------------------------------------------------------ | ---------------------------------------------------- |
| Fredrik Aursnes          | 1                     |                                                 |                                                      |            |                                                 |                                                        |                                                      |
| Mimeirhel Benita         | 1                     |                                                 |                                                      |            |                                                 |                                                        |                                                      |
| Justin Bijlow            |                       |                                                 |                                                      | 1          | 1                                               |                                                        | 1                                                    |
| Cyriel Dessers           | 2                     |                                                 |                                                      |            |                                                 |                                                        |                                                      |
| Mark Diemers             | 1                     |                                                 |                                                      |            |                                                 |                                                        |                                                      |
| Lutsharel Geertruida     | 2                     |                                                 |                                                      |            |                                                 |                                                        |                                                      |
| Ridgeciano Haps          | 1                     |                                                 |                                                      |            |                                                 |                                                        |                                                      |
| Jorrit Hendrix           | 1                     |                                                 |                                                      |            |                                                 |                                                        |                                                      |
| Alireza Jahanbakhsh      | 1                     |                                                 |                                                      |            |                                                 |                                                        |                                                      |
| Orkun Kökçü              | 5                     |                                                 |                                                      |            |                                                 |                                                        |                                                      |
| Tyrell Malacia           | 4                     |                                                 |                                                      |            |                                                 |                                                        |                                                      |
| Ofir Marciano            | 1                     |                                                 |                                                      |            |                                                 |                                                        |                                                      |
| Marcus Holmgren Pedersen | 2                     |                                                 |                                                      |            |                                                 |                                                        |                                                      |
| Marcos Senesi            | 2                     |                                                 |                                                      |            |                                                 |                                                        |                                                      |
| Luis Sinisterra          | 2                     |                                                 |                                                      |            |                                                 |                                                        |                                                      |
| João Carlos Teixeira     | 2                     |                                                 |                                                      |            |                                                 |                                                        |                                                      |
| Guus Til                 | 4                     |                                                 |                                                      | 1          | 2                                               |                                                        | 2                                                    |
| Gernot Trauner           | 3                     |                                                 |                                                      |            |                                                 |                                                        |                                                      |
| Jens Toornstra           | 1                     |                                                 |                                                      |            |                                                 |                                                        |                                                      |
| Totaal                   | 36                    | -                                               | 0                                                    | 2          | -                                               | -                                                      | -                                                    |

Bij de 3e gele kaart volgt er 1 wedstrijd schorsing.

###### Keepers: Tegendoelpunten en de nul gehouden
| Speler        | Wed in actie | Doelpunten tegen | Gem  | De nul gehouden |
| ------------- | ------------ | ---------------- | ---- | --------------- |
| Justin Bijlow | 12           | 9                | 0,75 | 5               |
| Ofir Marciano | 8            | 12               | 1,5  | 2               |
| Thijs Jansen  | 0            | 0                | 0,0  | 0               |
| Devin Remie   | 0            | 0                | 0,0  | 0               |

### Totaal
- In dit overzicht zijn alle statistieken van alle gespeelde wedstrijden in het seizoen 2021/22 verwerkt.

|                                  | Vriendschappelijk | Eredivisie | TOTO KNVB beker | UEFA Europa Conference League | Totaal |
| -------------------------------- | ----------------- | ---------- | --------------- | ----------------------------- | ------ |
| Wedstrijden                      | 14                | 34         | 1               | 19                            | 68     |
| Gewonnen                         | 8                 | 22         | 0               | 12                            | 42     |
| Gelijk                           | 4                 | 5          | 0               | 5                             | 14     |
| Verloren                         | 2                 | 7          | 1               | 2                             | 12     |
| Thuis                            | 12                | 17         | 0               | 9                             | 38     |
| Uit                              | 2                 | 17         | 1               | 10                            | 30     |
| Gele kaarten                     | 8                 | 41         | 0               | 36                            | 84     |
| Twee gele kaarten in 1 wedstrijd | 0                 | 0          | 0               | 0                             | 0      |
| Rode kaarten                     | 0                 | 0          | 0               | 2                             | 2      |
| Doelpunten voor                  | 33                | 76         | 1               | 43                            | 152    |
| Doelpunten tegen                 | 21                | 34         | 2               | 27                            | 84     |
| -                                | +12               | +42        | -1              | +16                           | +69    |
| De nul gehouden                  | 2                 | 13         | 0               | 6                             | 21     |

Mannen
1954/55 · 1955/56 · 1956–1988 · 1988/89 · 1989/90 · 1990/91 · 1991/92 · 1992/93 · 1993/94 · 1994/95 · 1995/96 · 1996/97 · 1997/98 · 1998/99 · 1999/00 · 2000/01 · 2001/02 · 2002/03 · 2003/04 · 2004/05 · 2005/06 · 2006/07 · 2007/08 · 2008/09 · 2009/10 · 2010/11 · 2011/12 · 2012/13 · 2013/14 · 2014/15 · 2015/16 · 2016/17 · 2017/18 · 2018/19 · 2019/20 · 2020/21 · 2021/22 · 2022/23 · 2023/24 · 2024/25

Vrouwen
2021/22 · 2022/23 · 2023/24 · 2024/25
Ajax ·
AZ ·
SC Cambuur ·
Feyenoord ·
Fortuna Sittard ·
Go Ahead Eagles ·
FC Groningen ·
sc Heerenveen ·
Heracles Almelo ·
N.E.C. ·
PEC Zwolle · 
PSV ·
RKC Waalwijk ·
Sparta Rotterdam ·
FC Twente ·
FC Utrecht ·
Vitesse ·
Willem II